# Geschichte der Berliner U-Bahn

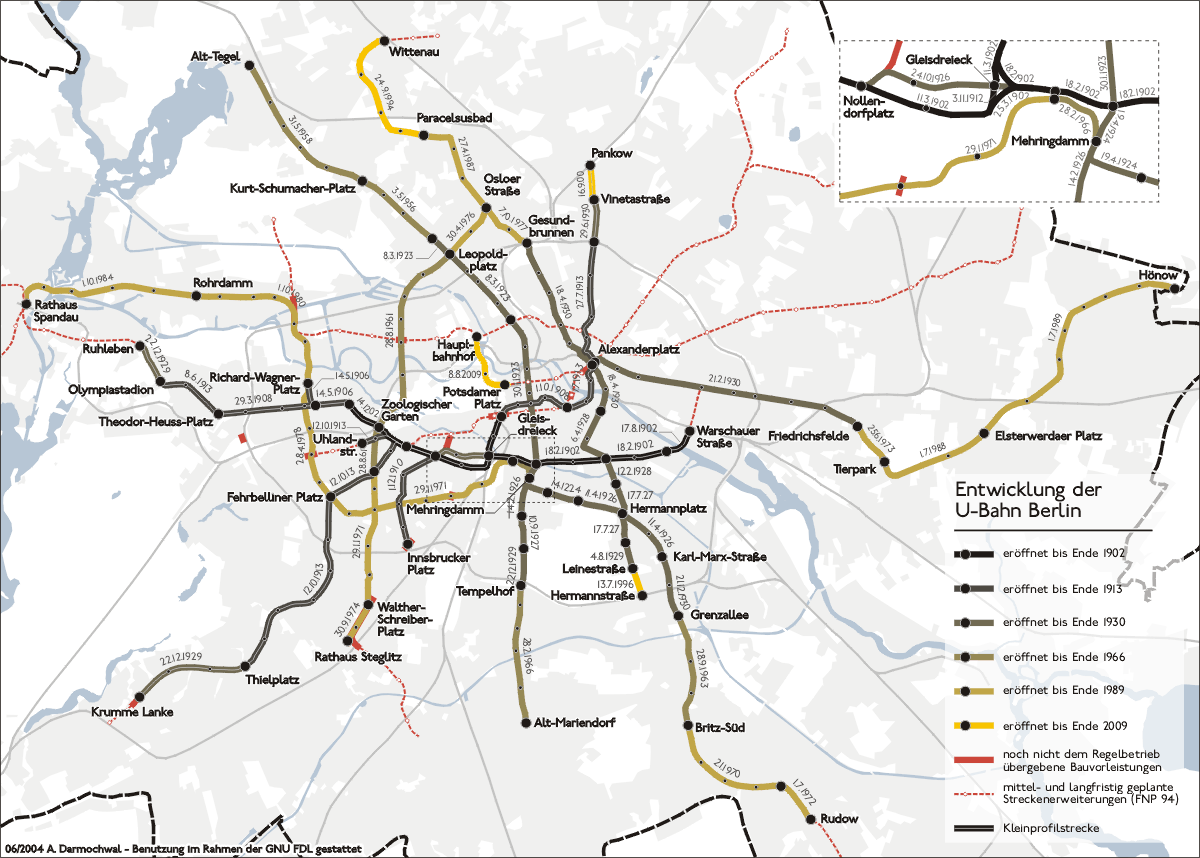
Entwicklung des Berliner U-Bahn-Netzes von 1902 bis 2019

Die Geschichte der Berliner U-Bahn nahm ihren Ursprung 1880 mit einer Anregung des Unternehmers Werner Siemens, in Berlin eine Hoch- und Untergrundbahn zu bauen. In den neun Jahren nach Gründung des Deutschen Kaiserreiches war die Einwohnerzahl von Berlin um über ein Drittel angestiegen, was zunehmende Verkehrsprobleme verursachte. Anfang 1896 begann daraufhin Siemens & Halske mit dem Bau der ersten Strecke als Hochbahn. Am 1. April 1897 wurde die Gesellschaft für elektrische Hoch- und Untergrundbahnen in Berlin (Hochbahngesellschaft) gegründet, die den weiteren Bau und Betrieb übernahm und 1929 in der Berliner Verkehrs-AG aufging. Das 1938 in Berliner Verkehrsbetriebe (BVG) umfirmierte Unternehmen wurde Eigenbetrieb der Stadt Berlin. Die BVG ist seit 1994 eine Anstalt des öffentlichen Rechts.
Als erste Linie eröffnete die Hochbahngesellschaft am 18. Februar 1902 die Strecke zwischen Stralauer Thor und Potsdamer Platz (weitgehend die heutige Linie U1). Bereits am 15. Februar war die „Ministerfahrt“ auf der Strecke Potsdamer Platz–Zoologischer Garten–Stralauer Tor–Potsdamer Platz vorausgegangen, im Fahrgastverkehr war der Zoologische Garten aber erst ab dem 11. März erreichbar. Bis 1913 wurden vier weitere Strecken ausgeführt, ehe der Erste Weltkrieg und die in der Weimarer Republik folgende Hyperinflation zunächst den weiteren Ausbau verhinderten. Erst 1923 wurde wieder eine neue U-Bahn-Linie eingeweiht, die mit dem neu eingeführten Großprofil breitere Wagen besaß. Von 1923 bis 1931 wurden dann neue Strecken dieses Typs dem Fahrbetrieb übergeben, auch im Kleinprofil gab es noch Neueröffnungen.
In der Zeit des Nationalsozialismus wurden keine weiteren Bahnhöfe gebaut. Der Zweite Weltkrieg richtete im Netz der Berliner U-Bahn große Schäden an: die Luftangriffe der Alliierten zerstörten viele Stationen und gegen Ende der Schlacht um Berlin Anfang Mai 1945 wurden mit der Sprengung des Nord-Süd-Tunnels der S-Bahn neben diesem auch weite Streckenabschnitte der U-Bahn überflutet. Der Wiederaufbau des vor dem Krieg bestehenden Netzes war erst 1950 abgeschlossen.
Der Bau der Berliner Mauer im August 1961 brachte neue Einschränkungen: die beiden U-Bahn-Linien C (ab 1966: Linie 6) und D (Linie 8) fuhren fortan ohne Halt durch die zu Geisterbahnhöfen gewordenen Stationen der beiden Ost-Berliner Tunnelstrecken – Ausnahme war der zum Grenzübergang ausgebaute Bahnhof Friedrichstraße (siehe auch: Tränenpalast). Die Bahnhöfe Warschauer Straße und Potsdamer Platz wurden stillgelegt. Während der U-Bahn-Bau auf West-Berliner Gebiet durch den S-Bahn-Boykott weiter voranschritt, gab es in Ost-Berlin einen Quasi-Baustopp. Lediglich der Bahnhof Tierpark (Linie E) eröffnete 1973 neu. Von 1985 bis 1989 wurde die Linie E (heute: U5) ab Tierpark oberirdisch bis Hönow verlängert.
Schon zwei Tage nach dem Mauerfall konnte am 11. November 1989 der erste ehemalige Geisterbahnhof Jannowitzbrücke als Grenzübergangsstelle wiedereröffnet werden. Am 22. Dezember folgte die Station Rosenthaler Platz, am 12. April der nur von West-Berlin aus zugängliche Bahnhof Bernauer Straße, alle an der U8 gelegen. Am 1. Juli 1990 wurden schließlich auch alle anderen früheren Geisterbahnhöfe der U-Bahn wiedereröffnet. Nun war vor allem die Zusammenführung der Netze das Ziel. 1993 konnte die Linie U2 von Vinetastraße nach Ruhleben wieder durchfahren, seit 1995 fährt die Linie U1 wieder von Kreuzberg über die Oberbaumbrücke nach Friedrichshain zum Bahnhof Warschauer Straße. Danach wurden nur noch die an der Linie U2 gelegene Station Mendelssohn-Bartholdy-Park (Oktober 1998) und der kurze Abschnitt von Vinetastraße nach Pankow (September 2000) neu eröffnet. Wegen der angespannten Haushaltslage der Stadt Berlin stagniert seitdem der weitere Ausbau. Im Hauptstadtvertrag war eine Verlängerung der U5 vom Alexanderplatz nach Westen durch das Regierungsviertel vorgesehen, die 2009 zur Eröffnung der Linie U55 und 2020 zur Eröffnung der neuen Strecke über das Rote Rathaus und Unter den Linden führte.
Der U-Bahn-Ausbau wird allgemein in drei Entwicklungsphasen unterteilt:
1. bis 1913 (Aufbau des Kleinprofilnetzes in Berlin, Schöneberg, Charlottenburg, Wilmersdorf und Dahlem im Deutschen Kaiserreich)
2. bis 1930 (Aufbau des Großprofilnetzes im Groß-Berlin der Weimarer Republik)
3. ab 1953 (Netzausbau nach dem Zweiten Weltkrieg)

## Erste Bauphase

### Die Anfänge

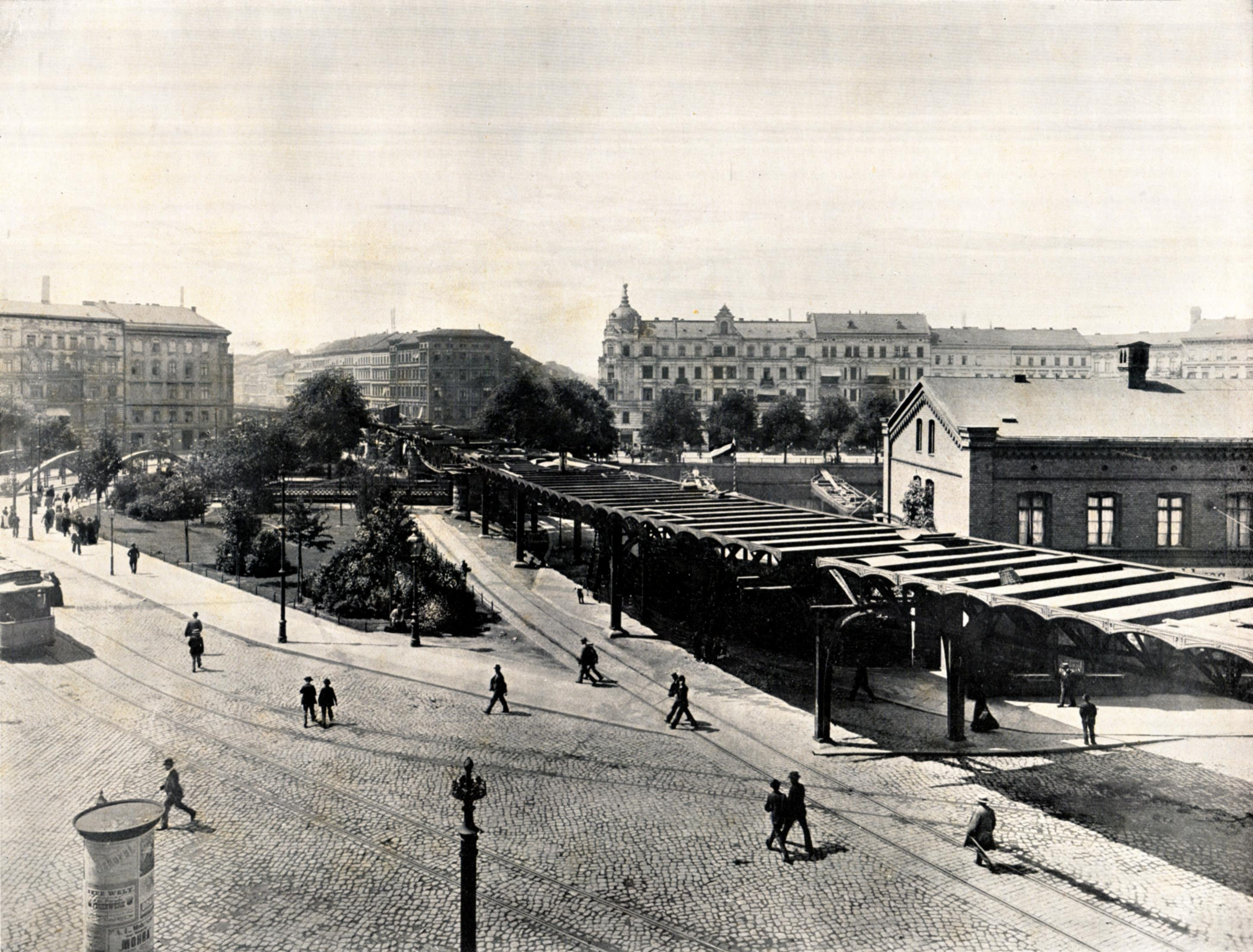
Bau der Hochbahn in der Nähe des Luisenufers am heutigen Wassertorplatz

Die zunehmenden Verkehrsprobleme in der Millionenstadt Berlin führten Ende des 19. Jahrhunderts zur Suche nach modernen, leistungsfähigen Verkehrsmitteln. Inspiriert von Werner von Siemens’ Vorschlag, neue Wege zu gehen, entstanden zahlreiche Ideen für Hängebahnen nach dem Vorbild der Wuppertaler Schwebebahn, Hochbahnen nach New Yorker Vorbild und Röhrenbahnen wie in London. Schließlich legte Siemens den Plan für eine Hochbahn in der Friedrichstraße vor, der aber nicht die Zustimmung der Behörden fand. Auch die AEG entwickelte Projektideen, in diesem Fall für Untergrundbahnen. Doch die Berliner Stadtverwaltung wehrte sich gegen deren Bau, da sie Schäden an der gerade erst angelegten Kanalisation befürchtete.
Daraufhin bemühte sich die Firma Siemens & Halske zunächst, ihre Leistungsfähigkeit an anderer Stelle zu demonstrieren. Dies gelang ihr in Budapest mit dem Bau der elektrischen Untergrundbahn Ferencz József. Den Auftrag hatte ein Konsortium von Nahverkehrsunternehmen erteilt, das sich zur Errichtung einer Schnellverbindung von der Innenstadt zum Gelände der Millenniumsausstellung gebildet hatte. Zur Lösung des Problems einer Beeinträchtigung des Stadtbildes durch eine Hochbahn hatte Siemens eine elektrische Unterpflasterbahn angeboten. Nach nur zwanzigmonatiger Bauzeit vom 13. August 1894 bis zum 2. Mai 1896 stellte Siemens & Halske die über drei Kilometer lange Strecke mit neun unterirdischen und zwei oberirdischen Bahnhöfen fertig. Der Berliner Bürgermeister Martin Kirschner befürwortete nach einem Besuch in der ungarischen Hauptstadt das Projekt von Siemens & Halskes in Berlin. Beim späteren Bau der U-Bahn konnte Siemens & Halske auf ihre Budapester Erfahrungen aufbauen.
Unterdessen baute die AEG einen ersten Bahntunnel auf dem eigenen Betriebsgelände, durch den vom 31. Mai 1897 bis 1904 eine elektrische Bahn für die interne Personen- und Lastenbeförderung verkehrte. Dieser 295 Meter lange, 3,60 Meter breite und 3,15 Meter hohe unterirdische Bau gilt als erster U-Bahn-Tunnel Deutschlands. Im Ersten Weltkrieg wurde der Tunnel neben oberirdischen Standorten auf dem Werksgelände zur Produktion von Wurfminen benutzt. Im Zweiten Weltkrieg war er Luftschutzraum für die AEG-Mitarbeiter. Der Tunnel kann bei Führungen besichtigt werden.
Im Dezember 1899 wurde der im Februar 1896 begonnene Spreetunnel zwischen Stralau und Treptow in Betrieb genommen. Beim Bau dieses Tunnels hatte die AEG zum ersten Mal den bergmännischen Schildvortrieb angewandt. Der Tunnel kann, auch wenn er für den Betrieb einer Straßenbahn diente, als Vorläufer der U-Bahn angesehen werden. Die aus England übernommene bergmännische Bauweise setzte sich im Folgenden jedoch nicht als Standardbauweise durch – der Konkurrent Siemens baute später Tunnel in offener Bauweise dicht unter der Straßenoberfläche.

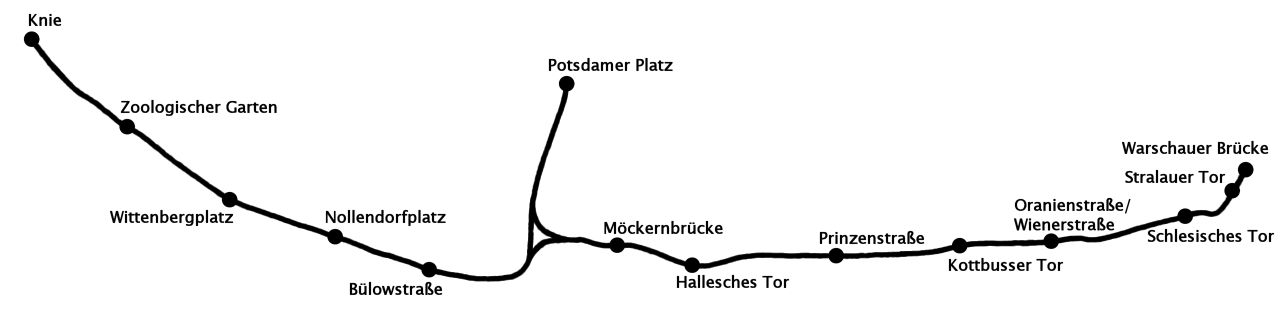
Stammstrecke der Berliner Hoch- und Untergrundbahn zwischen Knie, Potsdamer Platz und Warschauer Brücke

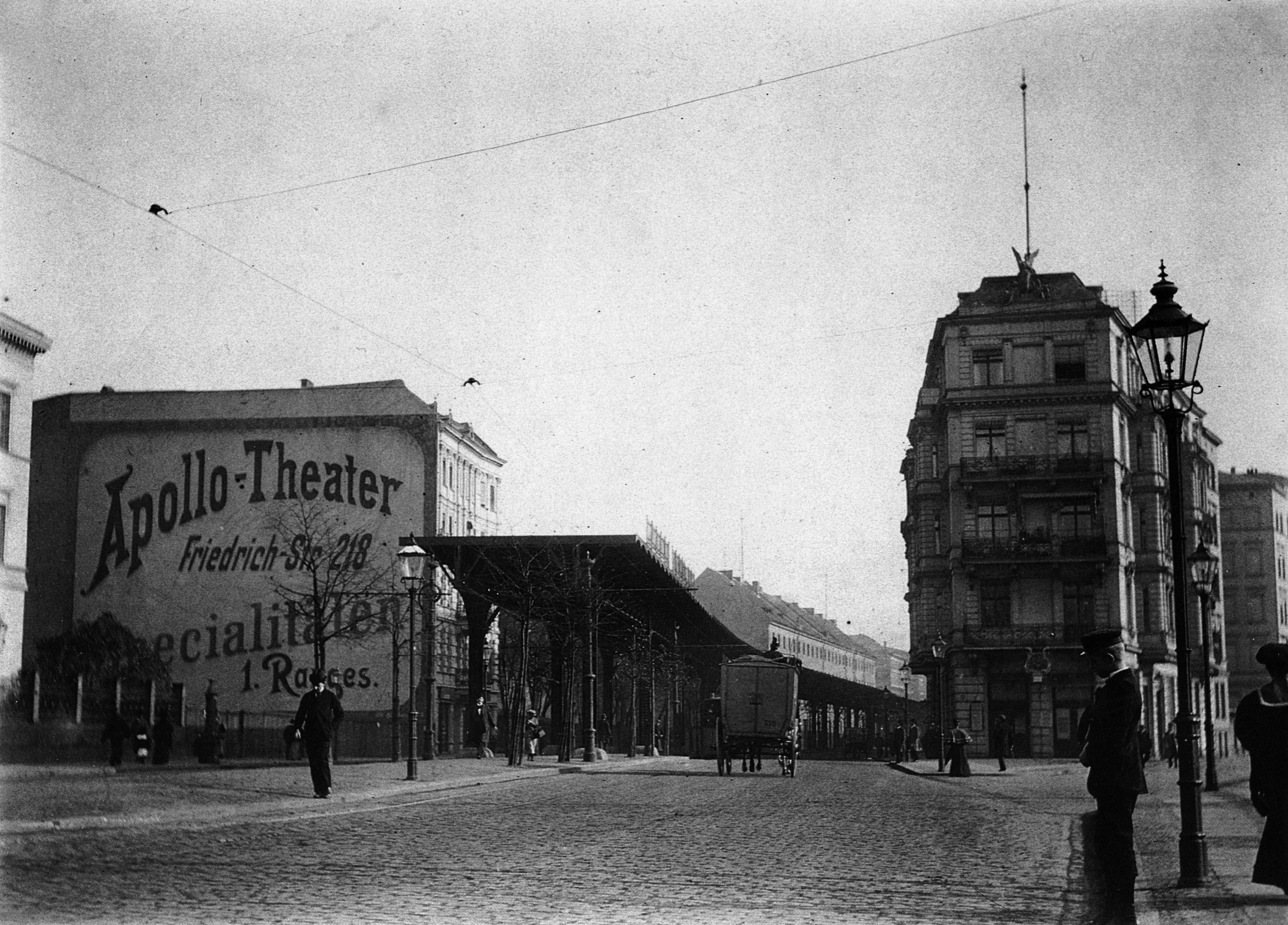
Bau der Hochbahn auf der Gitschiner Straße Ecke damaligem Sedanufer, heute Zossener Brücke Ecke Gitschiner Straße

Nach vielen Jahren und Verhandlungen setzte sich Siemens schließlich mit einer Hochbahntrasse von der Warschauer Brücke über Hallesches Tor und Bülowstraße, auf großen Teilen entlang der Führung der 30 Jahre zuvor abgerissenen Berliner Zollmauer, durch. Die private Firma Siemens & Halske führte als Bauherr auch alle Bauarbeiten aus. Der erste Spatenstich erfolgte am 10. September 1896 in der Gitschiner Straße. Die Bauarbeiten mussten schnell vorangehen, denn der Konzessionsvertrag mit Berlin sah eine Vertragsstrafe von 50.000 Mark vor (kaufkraftbereinigt in heutiger Währung: rund 438.000 Euro), wenn die Strecke nicht innerhalb von zwei Jahren fertiggestellt worden wäre.

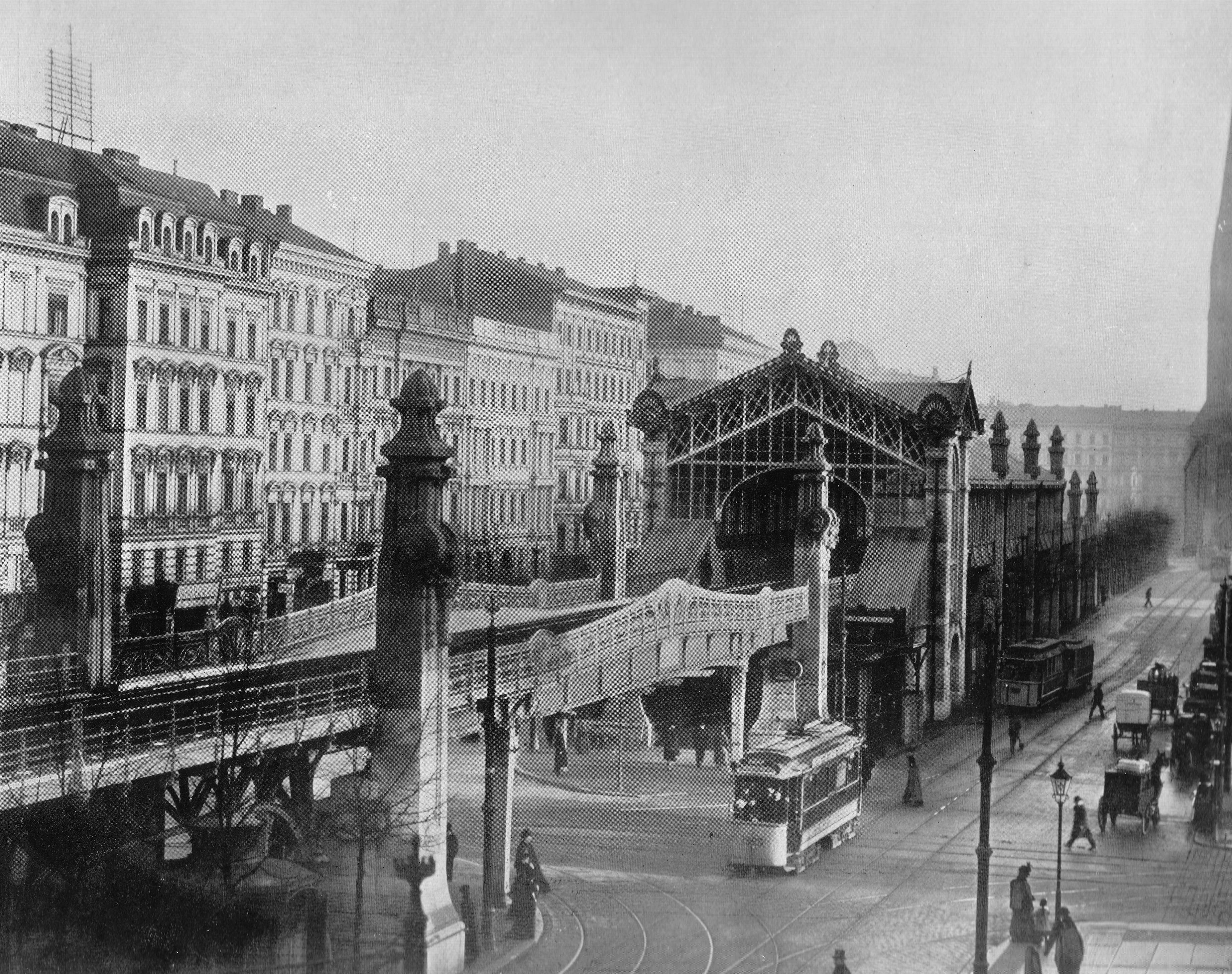
Hochbahnhof Bülowstraße, 1903

Für die Hochbahn entwickelten die Ingenieure spezielle Hochbahn-Pfeiler. Da diese den Berlinern überhaupt nicht gefielen, wurde der Architekt Alfred Grenander beauftragt, eine künstlerisch akzeptable Lösung für dieses Problem vorzulegen. Grenander blieb 30 Jahre lang der Hausarchitekt der Hoch- und U-Bahn.
Nach zähen Verhandlungen mit der Stadt Charlottenburg wurde beschlossen, in der Tauentzienstraße keine Hochbahn, sondern eine Unterpflasterbahn zu bauen und die Strecke bis zum Knie (dem heutigen Ernst-Reuter-Platz) zu führen. Somit konnte die Vorgabe, die Strecke bis zum 1. Januar 1900 fertigzustellen, nicht eingehalten werden. Die gerade ausgewechselte Führungsspitze des Berliner Stadtbauamtes betrachtete das Thema U-Bahn mit deutlich größerem Wohlwollen. Da die U-Bahn offensichtlich keine Schäden an der Kanalisation anrichtete, sollte eine unterirdische Abzweigung zum Potsdamer Platz entstehen. Damit war nun auch eine weitere Verlängerung in das Berliner Stadtzentrum jederzeit möglich. Die staatliche Genehmigung für die Planungsänderungen ging in einem Nachtrag am 1. November 1900 an die Hochbahngesellschaft.

A^{I}-Wagen und Personal, mittig der Afrikaner Martin Dibobe, 1902

Das Gesamtprojekt der Hoch- und Untergrundbahn hatte im Jahr 1900 eine Länge von 10,1 Kilometern. Der größte Teil der Trasse, ungefähr acht Kilometer, sollte auf Viadukten errichtet werden und elf Hochbahnhöfe verbinden. Dazu kamen noch zwei Kilometer unterirdischer Strecke mit drei U-Bahnhöfen. Die damaligen Planer glaubten nicht, dass 8-Wagen-Züge benötigt würden, und ließen die Bahnsteige mit 80 Meter Länge errichten, was für einen 6-Wagen-Zug ausreichte.
Im ersten Jahr nach der Jahrhundertwende waren sechs Kilometer Strecke fertiggestellt. Nach etwa 5 1⁄2-jähriger Bauzeit war die Stammstrecke fertig. Am 15. Februar 1902 fand die sogenannte „Ministerfahrt“ auf der Strecke Potsdamer Platz – Zoologischer Garten – Stralauer Tor – Potsdamer Platz statt. Diese hieß so, weil mehrere preußische Minister an der Eröffnungsfahrt teilnahmen, so der Minister der öffentlichen Arbeiten Karl von Thielen, der Minister des Inneren Hans von Hammerstein-Loxten, der Kriegsminister Heinrich von Goßler und der Kultusminister Heinrich Konrad von Studt. Am 18. Februar 1902 wurde die erste Teilstrecke (Stralauer Tor – Potsdamer Platz) der Berliner U-Bahn offiziell eröffnet, am 11. März die sogenannte „westliche Stammstrecke“ zum Zoologischen Garten in Betrieb genommen. Sie konnte am 14. Dezember bis zum damaligen Knie verlängert werden. Am 17. August wurde außerdem die Strecke zum Stralauer Tor um 380 Meter bis zur Warschauer Brücke verlängert.
Ende 1902 gab es drei Linien:
- Warschauer Brücke – (Gleisdreieck –) Potsdamer Platz
- Warschauer Brücke – (Gleisdreieck –) Zoologischer Garten
- Potsdamer Platz – (Gleisdreieck –) Zoologischer Garten

Die Hochbahngesellschaft war zu einem 5-Minuten-Betrieb vertraglich verpflichtet worden, den sie dadurch sicherstellte, dass jede der drei Linien im 10-Minuten-Takt befahren wurde und somit auf jedem Streckenast ein Zugabstand von fünf Minuten bestand.

### Verlängerung nach Westen

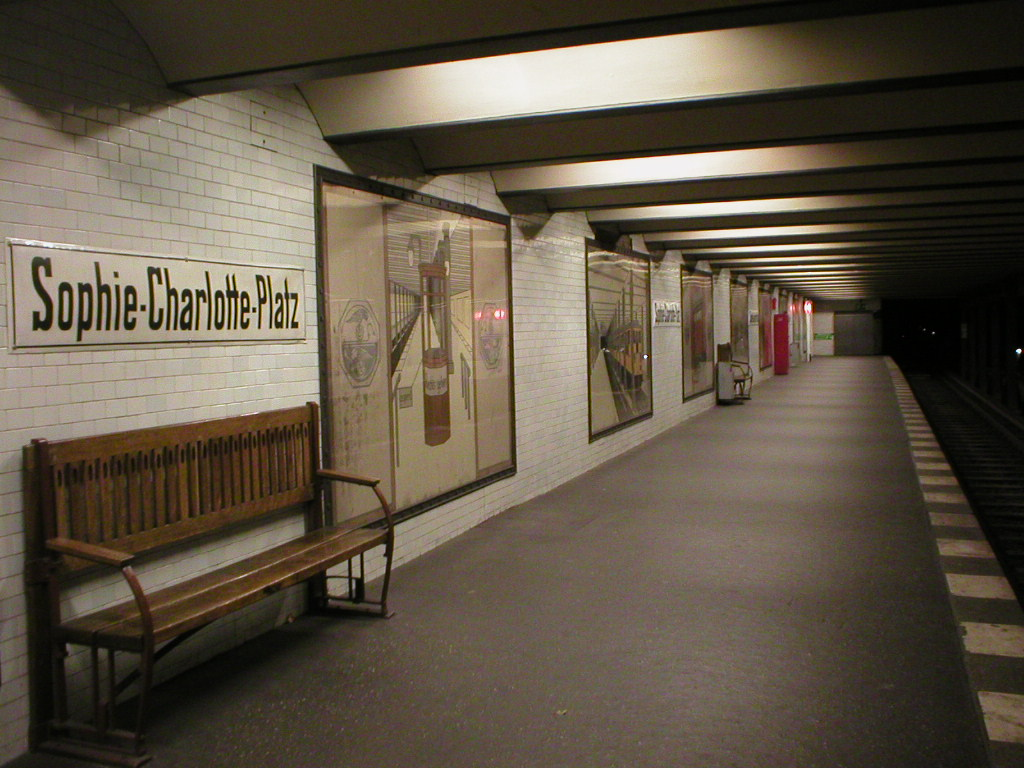
U-Bahnhof Sophie-Charlotte-Platz (U2)

Nach der Eröffnung der Stammstrecke entstanden weitere Pläne zur Verlängerung der drei Streckenäste: auf Charlottenburger Stadtgebiet zum Wilhelmplatz (heutiger U-Bahnhof Richard-Wagner-Platz) und in Richtung Reichskanzlerplatz (heute: U-Bahnhof Theodor-Heuss-Platz), vom Potsdamer Platz ausgehend in die Berliner Innenstadt und durch die Warschauer Straße zum Frankfurter Tor. Am schnellsten waren die Verhandlungen mit der jungen und aufstrebenden Stadt Charlottenburg abgeschlossen, da es dort sehr viel unbebautes Gelände gab, das erschlossen werden konnte. Wichtigster Verhandlungspunkt war der Bau einer Strecke zum Rathaus Charlottenburg am Wilhelmplatz. Hier hätte sich die Verlängerung entlang der Berliner Straße (heutige Otto-Suhr-Allee) angeboten, doch dort fuhr zu dieser Zeit die Berlin-Charlottenburger Straßenbahn und ein Parallelverkehr erschien nicht sinnvoll. Deshalb sollte diese Strecke unter der Bismarckstraße weiter in Richtung Westen und dann in einem Bogen zum Rathaus verlaufen. Unter dem Arbeitstitel Krumme Straße wurden zunächst die Bahnhöfe Bismarckstraße (heute: Deutsche Oper) und weiter der Endbahnhof Wilhelmplatz. geplant. Die Eröffnung der Strecke zwischen Knie (heute: Ernst-Reuter-Platz) und Wilhelmplatz fand am 14. Mai 1906 statt. Beide U-Bahn-Linien fuhren nun bis Bismarckstraße, aber nur die den Abzweig zum Potsdamer Platz befahrende Linie führte bis zum Wilhelmplatz.
Während diese Strecke im Bau war, einigten sich die Hochbahngesellschaft und die Stadt Charlottenburg auf eine Linienabzweigung Richtung Westend. Daher wurde am geplanten Bahnhof Bismarckstraße eine Planungsänderung notwendig, denn hier sollte die Linie nach Westend abzweigen. Deshalb wurde der Bahnhof als erster viergleisiger U-Bahnhof Deutschlands eingerichtet. Von den beiden inneren Gleisen sollte die Strecke zum Wilhelmplatz, von den äußeren nach Westend fahren. So entstand eine ungewohnte Situation: Obwohl der kurze Abschnitt zum Charlottenburger Rathaus eigentlich als Hauptstrecke geplant war, wurde es nun die Strecke nach Westend.

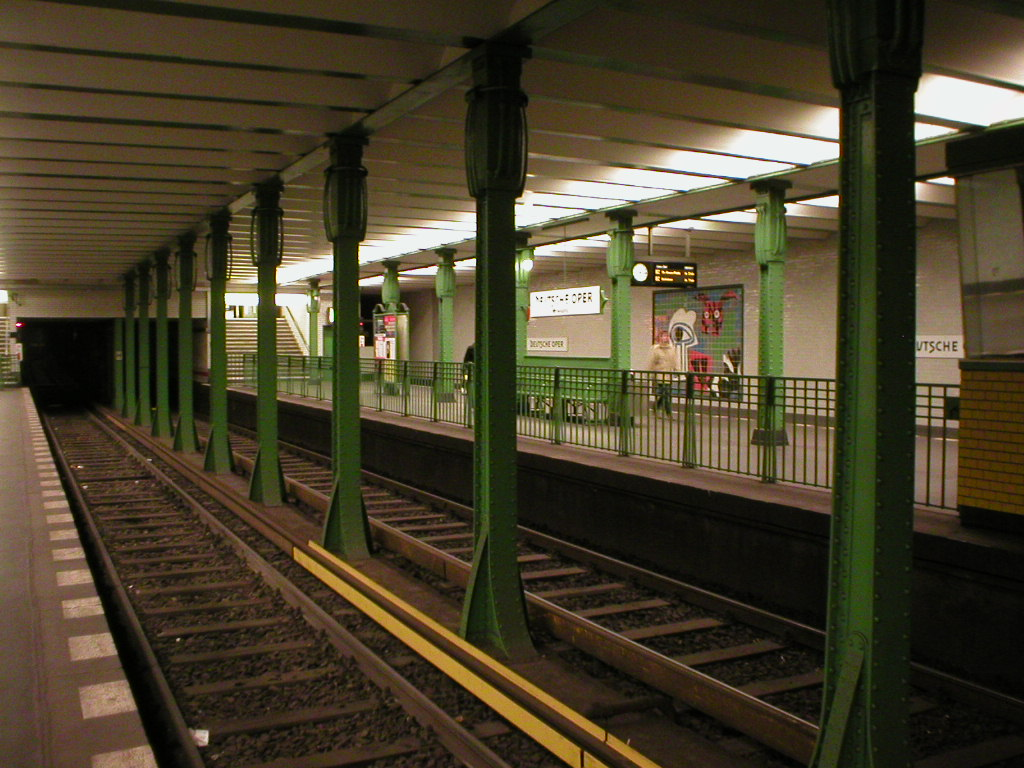
Bahnhof Deutsche Oper, früher: Bismarckstraße (U2)

Da das westliche Charlottenburger Gebiet noch völlig unbebaut und damit nicht bewohnt war, konnte die Strecke in ihren Anfangsjahren keine Gewinne erbringen. Die Hochbahngesellschaft handelte deshalb mit der Stadt Charlottenburg und den anderen Grundstücksbesitzern einen Ausgleich des Streckendefizits aus: dieser Vertrag wurde am 23. Juni 1906 abgeschlossen.
Für die Strecke Richtung Westen sollten folgende Bahnhöfe gebaut werden:
- Bismarckstraße (heute: Deutsche Oper)
- Sophie-Charlotte-Platz
- Kaiserdamm
- Reichskanzlerplatz (heute: Theodor-Heuss-Platz, vorläufiger Endpunkt)

Am 16. März 1908 befuhr Kaiser Wilhelm II., in Anlehnung an die „Ministerfahrt“, erstmals diese Strecke. Offiziell wurde die Strecke am 29. März eingeweiht. Die zwei vorhandenen Linien führten nicht weiter bis zum Reichskanzlerplatz; vielmehr wurde eine dritte Linie eröffnet, die nur zwischen Bismarckstraße und Reichskanzlerplatz verkehrte.

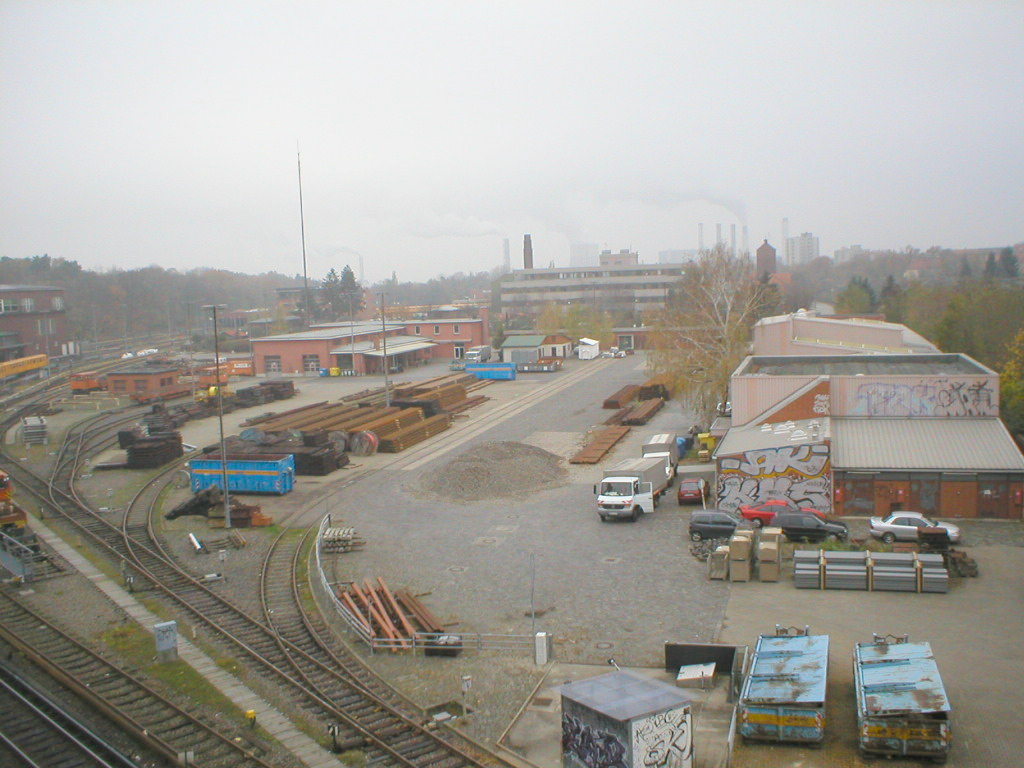
Teil der heutigen Betriebswerkstatt Grunewald in der Nähe des Bahnhofs Olympiastadion

Wegen der deutlich erweiterten Streckenlänge entstand der Wunsch nach einer neuen Werkstatt, denn die bisherige Werkstatt in der Rudolfstraße (bzw. Warschauer Brücke) genügte nun nicht mehr. Deshalb suchte die Hochbahngesellschaft ein passendes Gelände. Da die preußische Forstverwaltung ihr Gelände des Grunewaldes gewinnbringend vermarkten wollte, trafen sich die Interessen beider Partner. Die Gesellschaft kaufte dort 14 Hektar Land, um ihre neue Betriebswerkstatt zu errichten. Gleichzeitig verpflichtete sie sich, eine Streckenverlängerung zum Bahnhof Stadion (heute: Olympia-Stadion) vorzunehmen. Dafür zahlte die Forstverwaltung einen Zuschuss von 200.000 Mark an die Hochbahngesellschaft. Es sollten hier nur Betriebs- und Gelegenheitsverkehre stattfinden, ein Linienverkehr war nicht vorgesehen. Gleichzeitig mit der Verlängerung zum Bahnhof Stadion erbaute man auf der Strecke die Station Neu-Westend im Rohbau mit, denn ein Verkehrsbedürfnis bestand damals noch nicht.
Zur Eröffnung des Deutschen Stadions am 8. Juni 1913 konnte der Streckenabschnitt mit der neuen Endstation Stadion und der im Rohbau fertigen Station Neu-Westend in Betrieb gehen. Die dazugehörige Betriebswerkstatt Grunewald wurde bereits im Januar 1913 vollendet. Das für die Stromversorgung der U-Bahn errichtete nahegelegene Kraftwerk Unterspree am Wiesendamm in Ruhleben hatte schon 1911 den Betrieb aufgenommen.
Die ursprünglich von Warschauer Brücke zum Frankfurter Tor geplante östliche Verlängerung der Stammstrecke wurde nicht realisiert. Die von der Hochbahngesellschaft als Vorläufer angelegte und als Straßenbahn betriebene Flachbahn vom U-Bahnhof Warschauer Brücke zum Central-Viehhof wurde 1909 von der Stadt erworben und ging am 1. Januar 1910 in den Straßenbahnen der Stadt Berlin auf.

### Der Weg ins Stadtzentrum

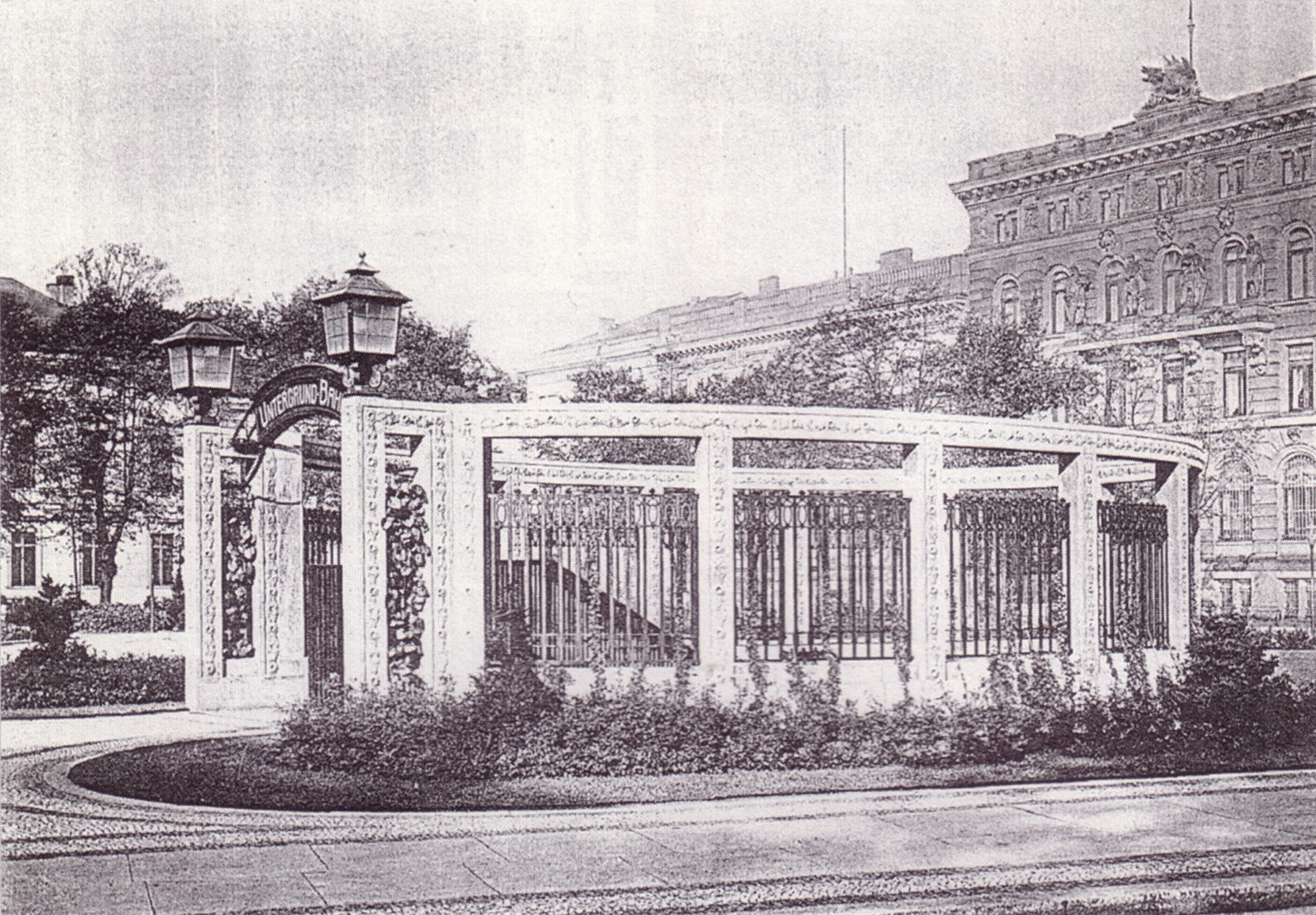
Der Bahnhof passt sich an die noble Umgebung des Hotels an: Die Station Kaiserhof erhielt einen entsprechend gestalteten Eingang.

Nachdem die Stammstrecke bis zum Wilhelmplatz verlängert worden war, plante die Hochbahngesellschaft, auch das Stadtzentrum Berlins an die neue U-Bahn anzubinden. Die Stadt Berlin untersagte dies jedoch erst, da sie angesichts des Erfolgs der ersten Strecke eigene Pläne für den Bau von Untergrundbahnen hatte. Doch der höchste Entscheidungsträger, der Berliner Polizeipräsident, griff ein und stimmte den Plänen zu.
Die Hochbahngesellschaft plante, die neue Strecke geradlinig unter der Leipziger Straße vom Potsdamer Platz zum Spittelmarkt zu führen. Die „Große Berliner Straßenbahn“, deren Strecke durch diese Straße verlief, verhinderte mit der Androhung von Schadensersatzforderungen, gemeinsam mit der Stadt Berlin, die Realisierung dieser Pläne. Die Verhandlungspartner einigten sich schließlich auf die langfristige Streckenführung über den Spittelmarkt, Alexanderplatz und die Schönhauser Allee zum Bahnhof Nordring. Die Pläne sahen zunächst die Bahnhöfe Kaiserhof (heute: Mohrenstraße), Friedrichstraße (heute: Stadtmitte), Hausvogteiplatz und Spittelmarkt vor. Später sollte die Linie über folgende Bahnhöfe weiter verlaufen: Inselbrücke (heute: Märkisches Museum), Klosterstraße, Alexanderplatz, Schönhauser Tor (heute: Rosa-Luxemburg-Platz), Senefelderplatz, Danziger Straße (heute: Eberswalder Straße; als Hochbahnhof) und Nordring (heute: Schönhauser Allee; als Hochbahnhof).
Da der Streckenabschnitt am Spittelmarkt durch die erforderliche Unterfahrung der Spree sehr aufwendig und kostenintensiv werden sollte, sahen die Pläne als Kompensation eine (preiswertere) Hochbahntrasse in der Schönhauser Allee vor. Die Bauarbeiten begannen am 15. Dezember 1905. Um eine Weiterführung zu ermöglichen, wurde der damals mit Seitenbahnsteigen versehene Bahnhof Potsdamer Platz abgerissen. Am 28. September 1907 wurde der 200 Meter entfernte neue Bahnhof Leipziger Platz (heute: Potsdamer Platz) eröffnet.

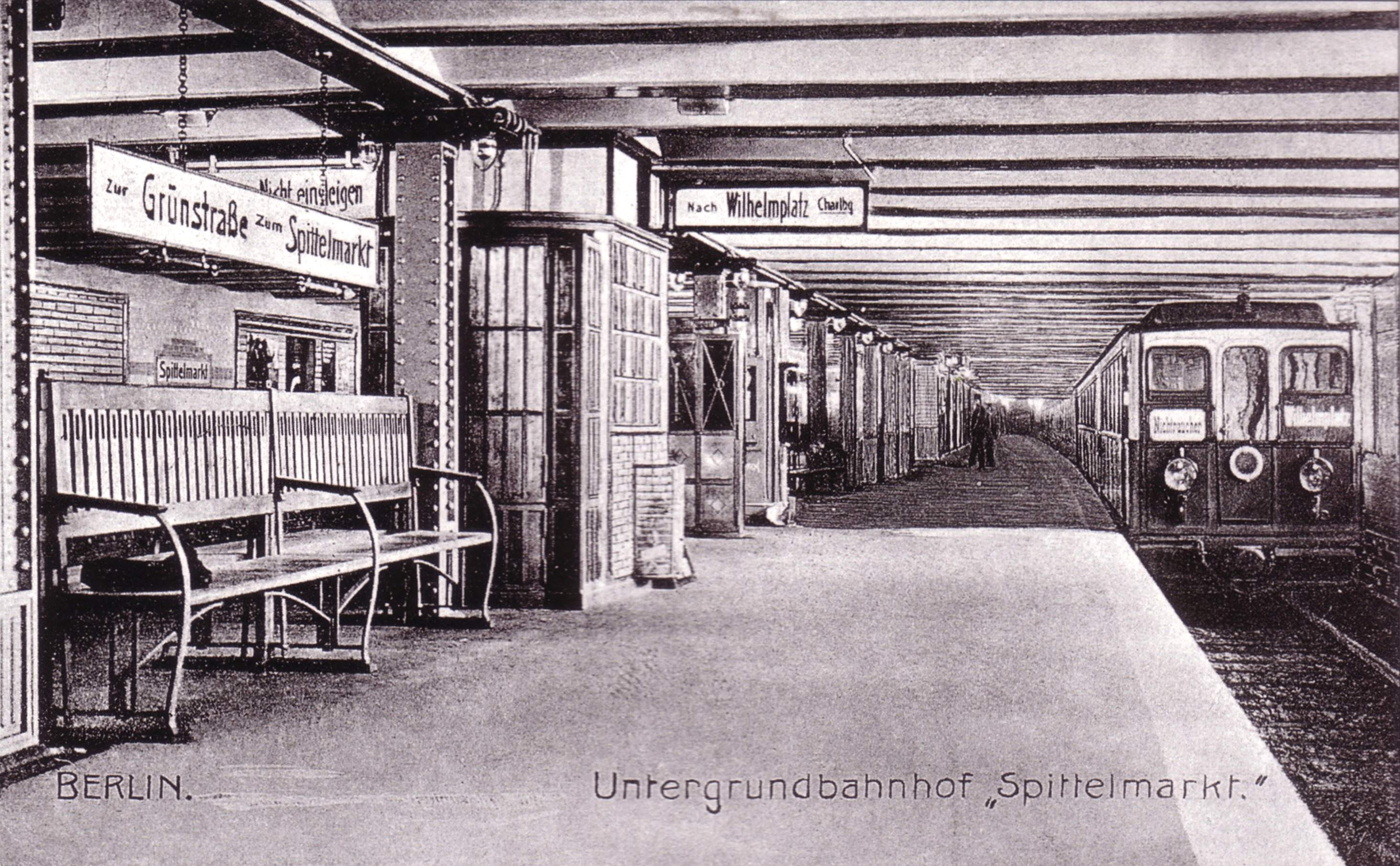
Eine Fenstergalerie im U-Bahnhof Spittelmarkt sorgte für Tageslicht

Hinter dem Spittelmarkt entstand im Jahr 1908 ein gleichnamiger Bahnhof. Dieser liegt unmittelbar an der Spree, wo der Untergrund sehr morastig ist. Damit der Bahnhof nicht absackte, war eine Pfahlgründung notwendig. Zur Spree erhielt er eine Fenstergalerie, die im Zweiten Weltkrieg geschlossen wurde. Erst nach der deutschen Wiedervereinigung und der Zusammenführung der Berliner Verkehrsadern, im Jahr 2004, wurde die Galerie wieder geöffnet.
Am 1. Oktober 1908 wurde die „Spittelmarktlinie“ offiziell eröffnet. Es gab nun vier verschiedene Linien, zwei davon nutzten die Neubaustrecke:
- Warschauer Brücke – Potsdamer Platz – Spittelmarkt
- Wilhelmplatz (Charlottenburg) – Wittenbergplatz – Potsdamer Platz – Spittelmarkt

### Die Schönhauser Allee bekommt eine Hochbahn

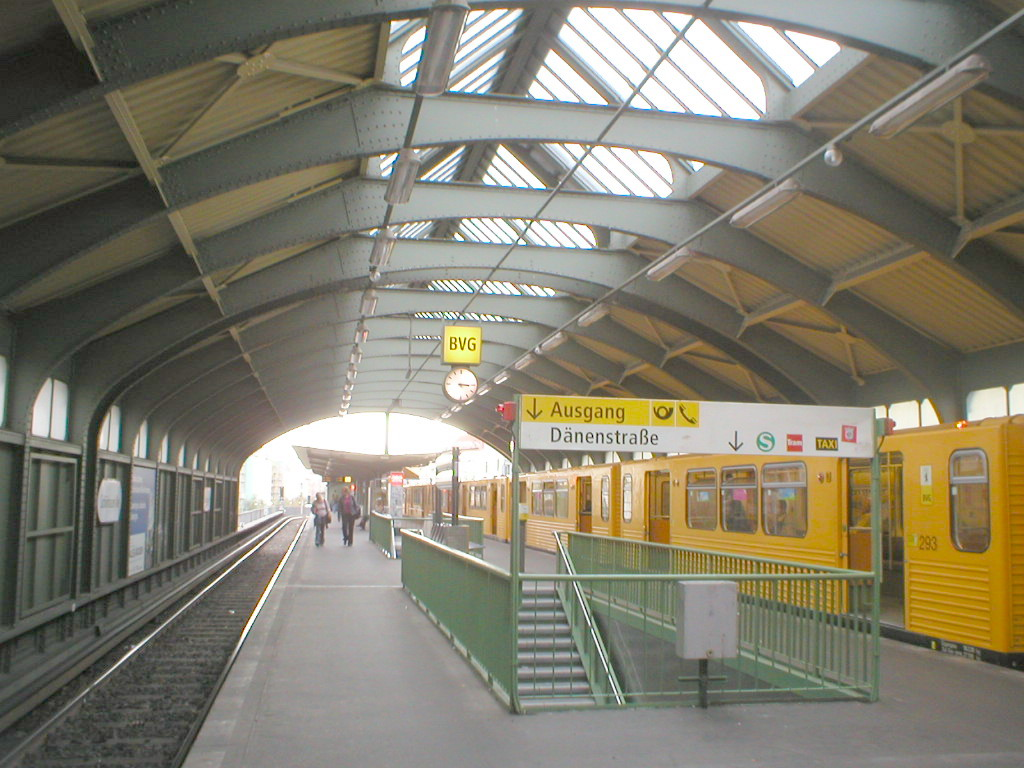
Heutiger Hochbahnhof Schönhauser Allee (früher: Nordring)

Im März 1910 begannen die Bauarbeiten zur Verlängerung der „Spittelmarktlinie“ (jetzt auch „Centrumslinie“ genannt) in Richtung Norden. Auch hier gab es einige Herausforderungen. Hinter dem Bahnhof Spittelmarkt verläuft die Strecke am Ufer der Spree entlang. Deshalb musste ein Gefälle vorgesehen werden, um unter dem Bett des Hauptstadtflusses hindurchzukommen. Dort entstand etwa 6,5 Meter unter der Straßenoberfläche der Bahnhof Inselbrücke (heute: Märkisches Museum). Weil die Station in so großer Tiefe lag, konnte mit einem Korbbogengewölbe ein in Berlin einmaliger Bahnhof gebaut werden. Er ist neben dem U-Bahnhof Platz der Luftbrücke der einzige stützenfreie Untergrundbahnhof Berlins.
Hinter dem Märkischen Museum unterquerte die Linie die Spree und schwenkte auf die Klosterstraße mit dazugehörigem Bahnhof ein. Da damals bereits Pläne existierten, eine U-Bahn-Strecke (Linie E) unter der Frankfurter Allee zu bauen, blieb in der Mitte des Bahnsteigs der Station Klosterstraße Platz für ein weiteres Gleis. Das wurde aber nicht benötigt, denn heute fährt vom Bahnhof Alexanderplatz aus die Linie U5 in Richtung Frankfurter Allee. Von der Klosterstraße ging die „Centrumslinie“ weiter bis zum Alexanderplatz. Beim Bau dieses Bahnhofs wurde darauf geachtet, dass später Umstiegsmöglichkeiten zu anderen Linien eingefügt werden konnten. Die Eröffnung der Strecke zwischen Spittelmarkt und Alexanderplatz fand am 1. Juli 1913 statt. Die Linie zwischen dem Wilhelmplatz mit dem U-Bahnhof Kaiserhof (heute: Mohrenstraße) und dem Alexanderplatz wurde schnell zur meistgenutzten Berliner U-Bahn-Linie.
Im weiteren Verlauf führt diese Strecke zur Schönhauser Allee. Dort entstand der erste Bahnhof unter der heutigen Torstraße mit dem Namen Schönhauser Tor (heute: Rosa-Luxemburg-Platz). Da die Schönhauser Allee breit genug war, gab es keine Probleme beim Tunnelbau.
Darauf folgte der Bahnhof Senefelderplatz. Hinter diesem steigt eine Rampe aus dem Tunnel hervor und führt zum damaligen Bahnhof Danziger Straße (heute: Eberswalder Straße). Dieser wurde – wie erwähnt – als Hochbahnhof ausgeführt, denn die Tunnelstücke am Spittelmarkt waren sehr kostenintensiv, und auf der breiten Schönhauser Allee war der Bau als Hochbahn recht günstig zu bewerkstelligen.
Hinter dem Bahnhof Danziger Straße folgte ein längerer Hochbahnviadukt zur Station Nordring (heute: Schönhauser Allee). Dort wurde die bereits vorhandene Ringbahn auf dem Viadukt gekreuzt. Die heutige S-Bahn verläuft dort im Einschnitt. Damit war der vorläufige Endpunkt der Strecke erreicht. Die Erweiterung vom Alexanderplatz zum Nordring wurde schon 3½ Wochen nach Eröffnung der Strecke zum Alexanderplatz, am 27. Juli 1913, eröffnet.

### Schöneberg: Die erste kommunale U-Bahn

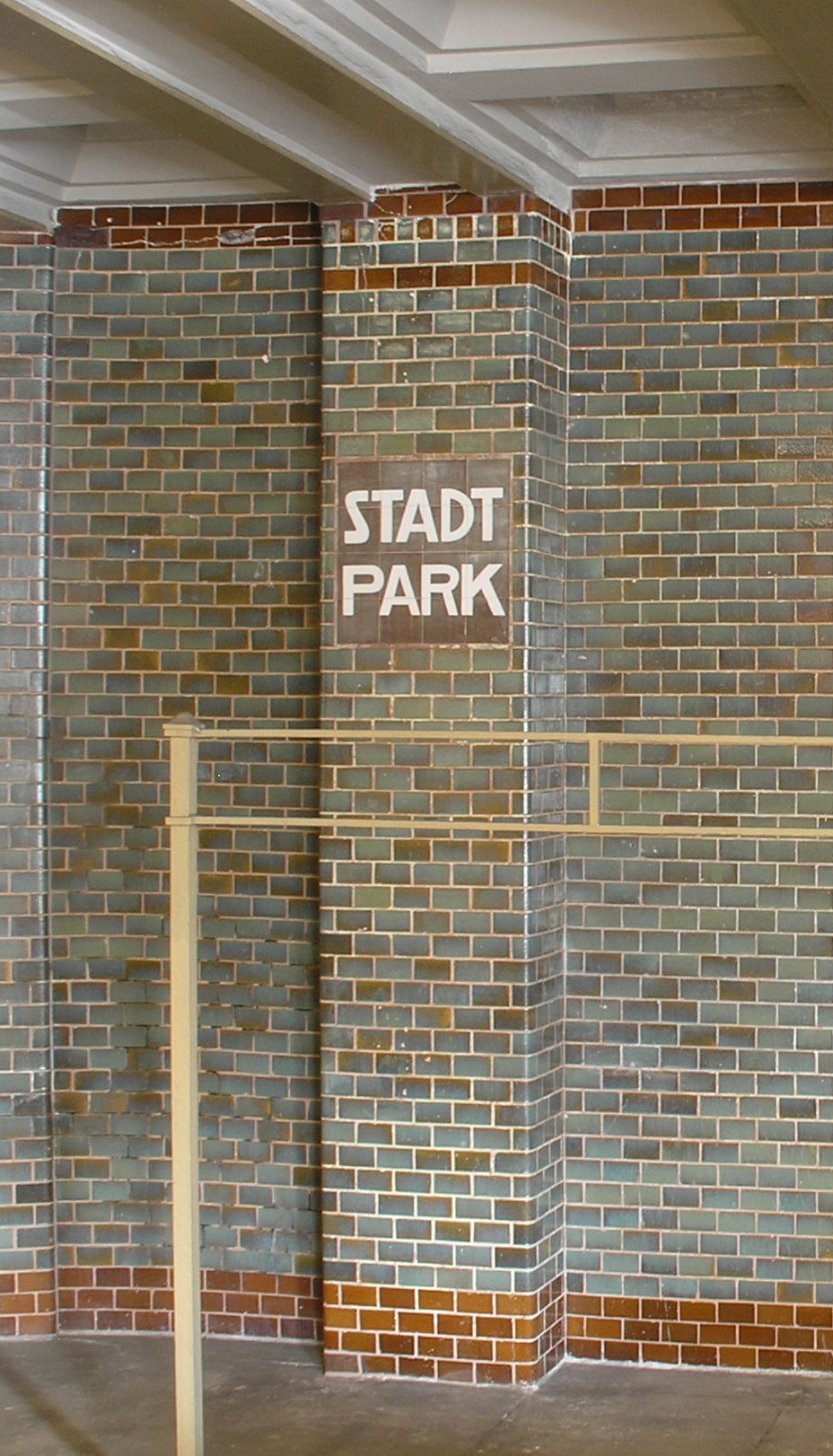
Ursprünglicher Stationsname Stadtpark, heute: U-Bahnhof Rathaus Schöneberg

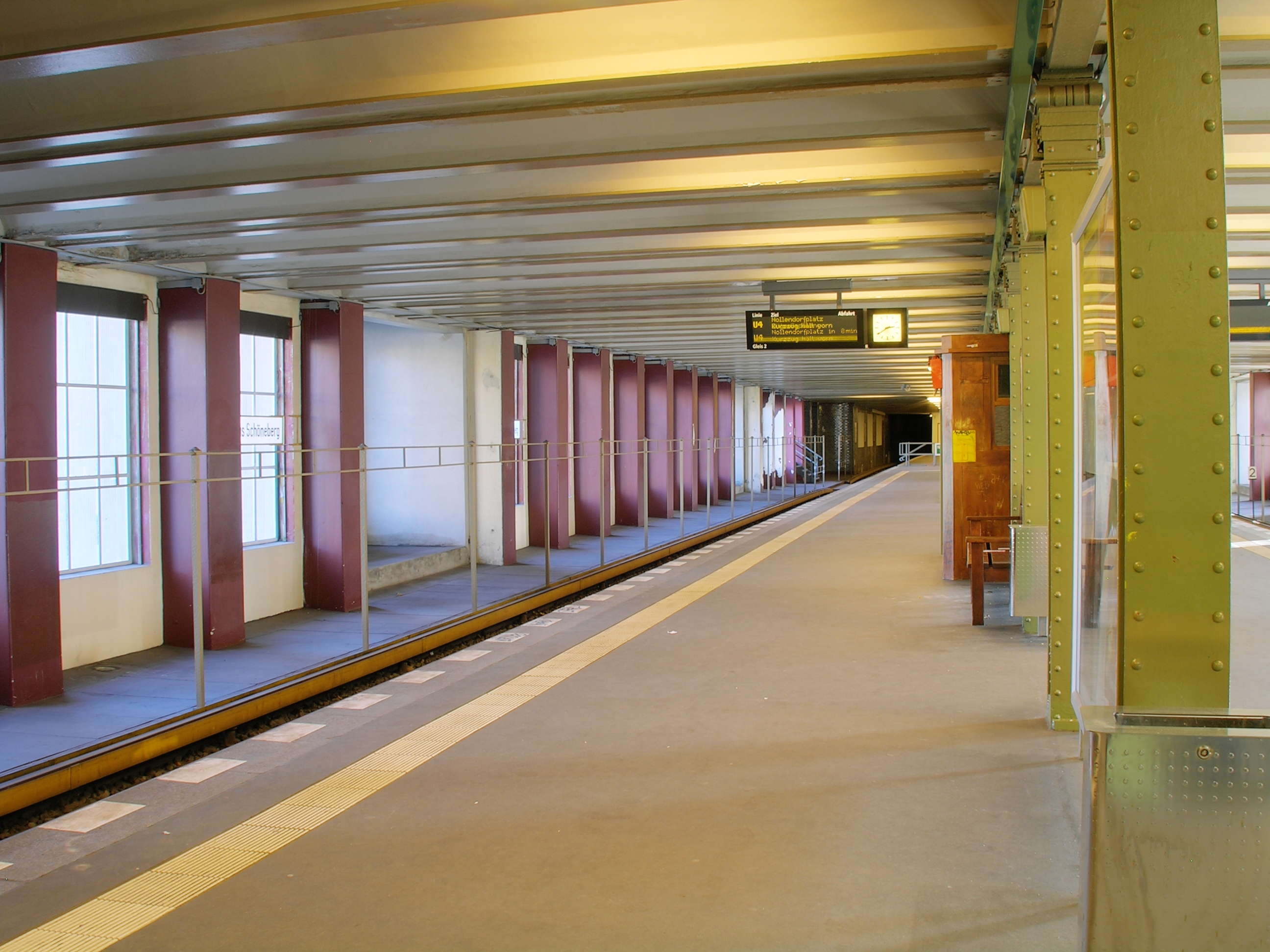
Bahnhof Rathaus Schöneberg mit Blick in den Rudolph-Wilde-Park

Die damals selbstständige Stadt Schöneberg plante seit 1903 den Bau einer U-Bahn zur besseren Erschließung ihres Stadtgebietes. Die Verhandlungen zwischen der Schöneberger Stadtverwaltung und der Hochbahngesellschaft führten zu keinem Ergebnis, weil die Strecke nach Ansicht der Hochbahngesellschaft keinen Gewinn versprach. Deshalb nahm Schöneberg die Angelegenheit selbst in die Hand und plante die erste kommunale U-Bahn Deutschlands.
Diese U-Bahn-Linie sollte als Unterpflasterbahn vom bestehenden Hochbahnhof Nollendorfplatz bis zur Hauptstraße im Süden verlaufen. Auch eine Verlängerung nach Norden wurde nicht ausgeschlossen, sogar eine Strecke bis Weißensee erwogen. Zunächst plante man jedoch die Bahnhöfe Nollendorfplatz (als eigenen U-Bahnhof neben dem bestehenden Hochbahnhof), Viktoria-Luise-Platz, Bayerischer Platz, Stadtpark (heute: Rathaus Schöneberg) und Hauptstraße (heute: Innsbrucker Platz).
Der erste Spatenstich fand am 8. Dezember 1908 bei volksfestähnlicher Stimmung der Schöneberger statt. Alle Normen wurden der bereits in Berlin bestehenden Hoch- und Untergrundbahn angepasst, um später eine direkte Anbindung an deren Strecken zu ermöglichen. Nach zwei Jahren Bauzeit konnte die Strecke am 1. Dezember 1910 eröffnet werden. Die Feierlichkeiten waren jedoch sehr zurückhaltend, da der Schöneberger Oberbürgermeister Rudolph Wilde als größter Förderer der neuen Strecke vier Wochen zuvor gestorben war.
Die Schöneberger U-Bahn war anfangs vom restlichen Berliner Netz völlig getrennt und deshalb mussten für die Linie neben den Wagen auch eigene Betriebsanlagen bereitgestellt werden. Dazu gehörten ein Umformerwerk und eine kleine Werkstatt, die am südlichen Ende der Strecke gebaut wurden. Während des Zweiten Weltkriegs diente bei Luftangriffen die Werkstatt als Schutzraum. Sie ist seit dem Bau der Stadtautobahn am Innsbrucker Platz vom U-Bahn-Netz abgetrennt. Als einzige Anbindung an das restliche Berliner U-Bahn-Netz wurde ein überdachter Fußgänger-Übergang zwischen den beiden Bahnhöfen am Nollendorfplatz gebaut.
Die Stadt Schöneberg war zwar Bauherr und Eigentümer der Strecke, übertrug aber den Betrieb auf die Berliner Hochbahngesellschaft. Da einen Tag vor der Eröffnung eine Tarifgemeinschaft vereinbart worden war, merkten die Fahrgäste kaum die verschiedenen Besitzverhältnisse.

### U-Bahn nach Dahlem und unter dem Kurfürstendamm

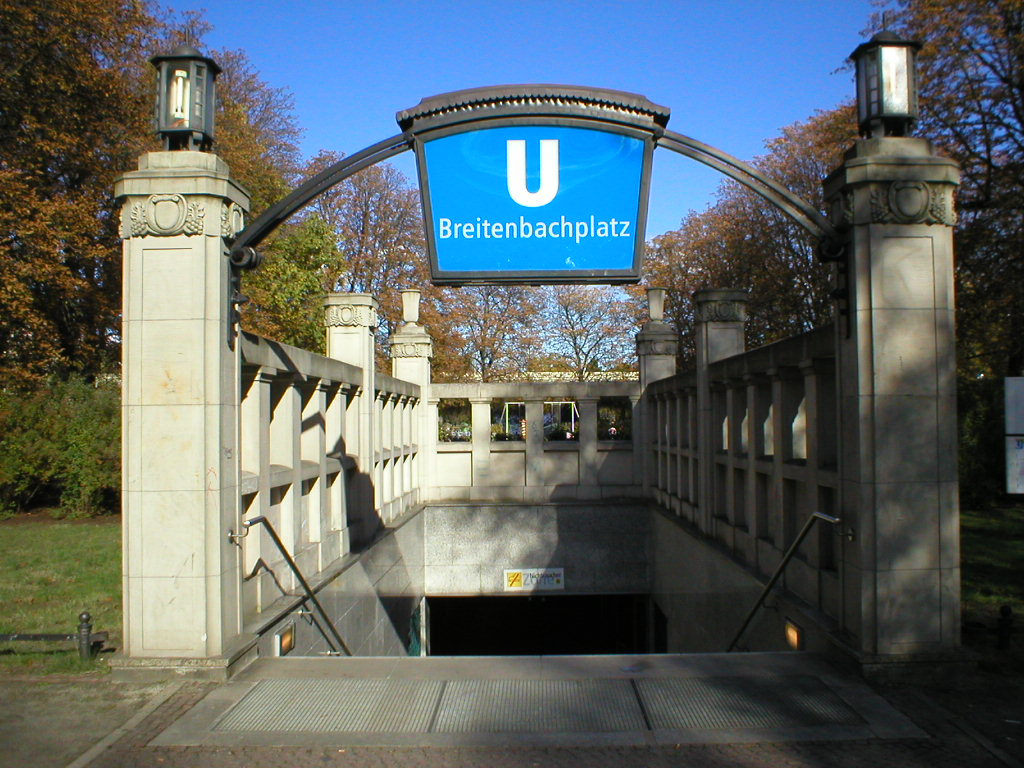
Eingang des U-Bahnhofs Breitenbachplatz (U3)

Im Sommer 1907 schlug die Hochbahngesellschaft der jungen Stadt Wilmersdorf den Bau einer U-Bahn-Strecke durch Wilmersdorfer Gebiet vor. Vorgesehen war eine Führung bis zum Nürnberger Platz und, falls Wilmersdorf dies bezahlen würde, weiter bis zum Breitenbachplatz. Da die Gemeinde Wilmersdorf eine schlechte Verkehrsanbindung hatte, nahmen die Wilmersdorfer Stadtväter diesen Vorschlag erfreut auf. Auch hatte die königliche Domäne Dahlem, die südlich von Wilmersdorf lag und noch unbebaut war, großes Interesse an einer U-Bahn-Verbindung. Diese wollte die projektierte Linie vom Breitenbachplatz weiter bis zum Thielplatz bauen.
Nun ergab sich jedoch ein großes Problem. Die zukünftige Strecke würde teilweise über Charlottenburger Gebiet verlaufen. Und diese damals selbstständige Stadt sah in der ebenfalls unabhängigen Stadt Wilmersdorf einen großen Konkurrenten bei der Ansiedlung finanzstarker Steuerzahler. Es wurden langwierige Verhandlungen geführt, bis sich schließlich im Sommer 1910 ein Vorschlag durchsetzte: Neben der bereits geplanten sollte eine weitere Linie unter dem Kurfürstendamm mit einem Endbahnhof an der Uhlandstraße gebaut werden.

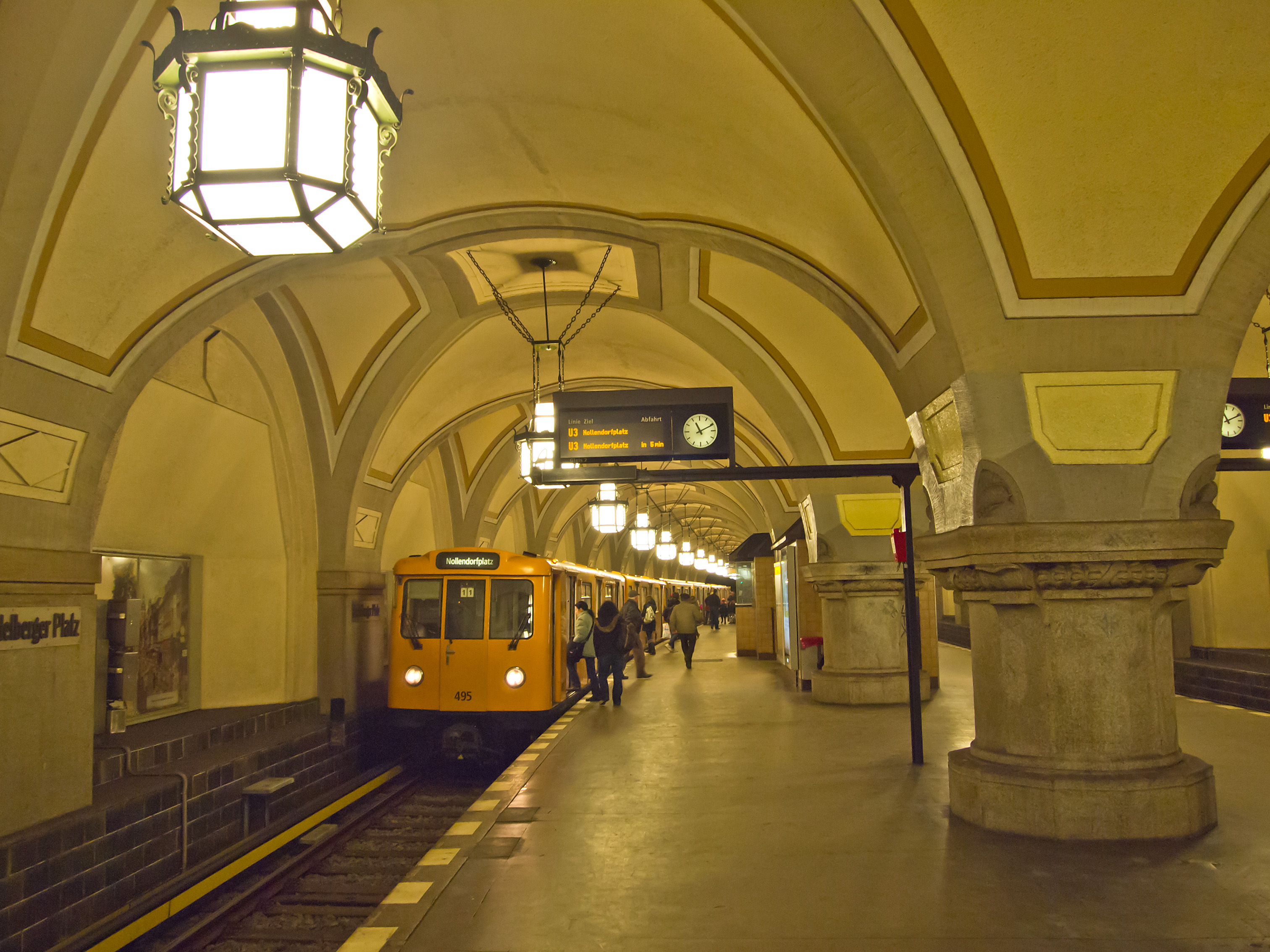
U-Bahnhof Heidelberger Platz (U3)

Im Sommer 1910 begannen die Arbeiten. Folgende Bahnhöfe waren neu zu bauen:
- Wittenbergplatz (Umbau/Erweiterung)
- Nürnberger Platz (1959 geschlossen und durch den U-Bahnhof Spichernstraße ersetzt)
- Hohenzollernplatz
- Fehrbelliner Platz
- Heidelberger Platz
- Rüdesheimer Platz
- Breitenbachplatz (ursprünglich als Rastatter Platz geplant)
- Podbielskiallee
- Dahlem-Dorf
- Thielplatz (vorläufiger Endbahnhof)

sowie auf der Charlottenburger Linie:
- Uhlandstraße

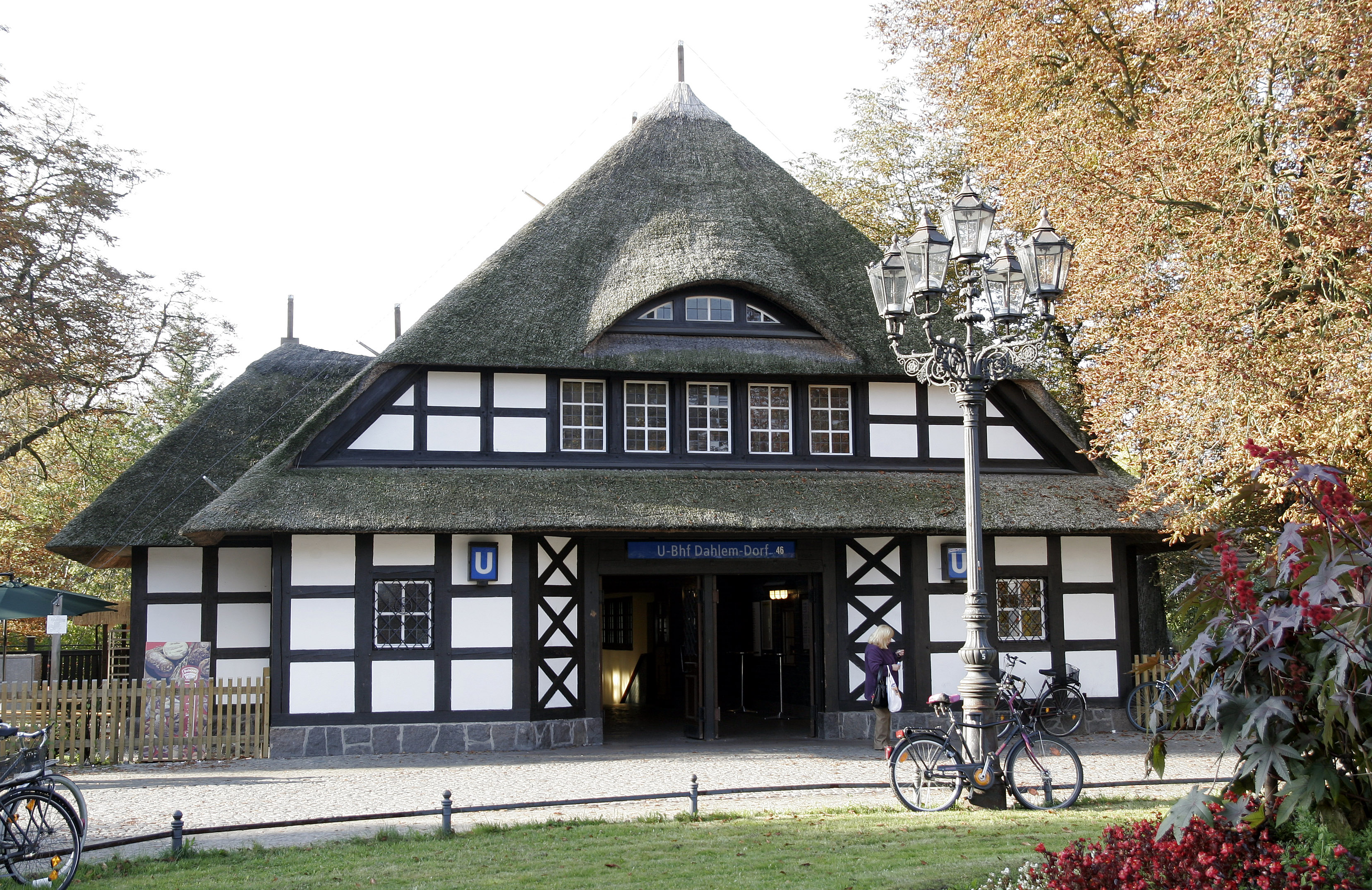
Zugang zum Bahnhof Dahlem-Dorf (U3)

Der 1902 eröffnete Bahnhof Wittenbergplatz, der mit nur zwei Seitenbahnsteigen ausgerüstet war, musste umfassend erweitert werden. Es entstand nun ein Bahnhof mit fünf Gleisen, ein sechstes wurde vorbereitet und eine Vorhalle gebaut. Die Städte Wilmersdorf und Charlottenburg legten viele Vorschläge vor. Schließlich empfahl der Königliche Polizeipräsident aber die Idee des Hausarchitekten der Hochbahngesellschaft, Alfred Grenander.
Die Bahnhöfe auf dem Wilmersdorfer Gebiet erhielten eine pompöse Ausgestaltung, denn die Gemeinde hatte Geld und wollte dies auch zeigen. Heute kann man das noch vor allem an den Bahnhöfen Hohenzollernplatz, Fehrbelliner Platz, Heidelberger Platz, Rüdesheimer Platz und Breitenbachplatz sehen. Am Bahnhof Heidelberger Platz musste der S-Bahn-Ring sehr tief unterquert werden, deshalb gab es hier die Möglichkeit, die Station kathedralenartig auszugestalten. Dieser Bahnhof wird in einigen U-Bahn-Büchern sogar mit Moskauer Metrobahnhöfen verglichen.
Hinter dem Breitenbachplatz erreichte die Strecke die Domäne Dahlem. Da es dort nur lockere beziehungsweise keine Bebauung gab, gelang es, die Strecke im Einschnitt verlaufen zu lassen. Die Architekten gestalteten die Eingangshäuser besonders aufwendig, weil die Bahnsteige nicht übermäßig auszuschmücken waren.

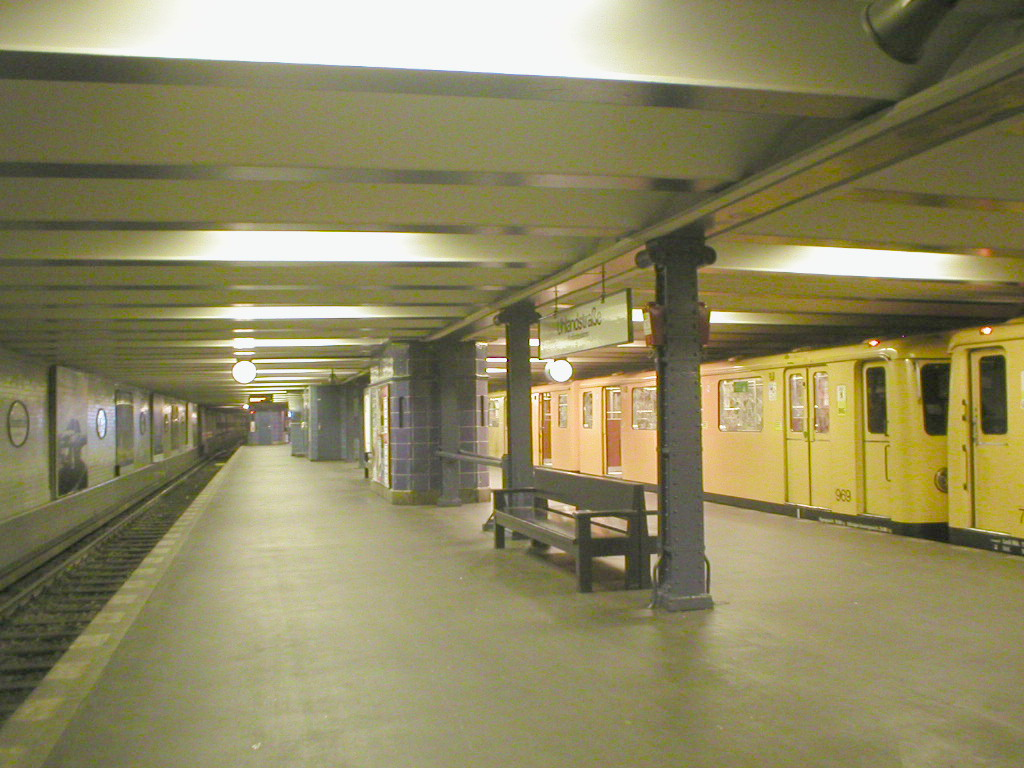
U-Bahnhof Uhlandstraße (U1)

Die zusätzliche Linie zur Uhlandstraße, die Charlottenburg im Verhandlungspoker gewonnen hatte, besaß nur eine neue Station. Die Strecke zweigt am Wittenbergplatz ab und führt unter dem Kurfürstendamm zum U-Bahnhof Uhlandstraße. Geplant war eine spätere Verlängerung nach Halensee, jedoch bekam die Linie erst 1961 mit dem Bau der Linie U9 einen weiteren Bahnhof, den U-Bahnhof Kurfürstendamm.
Beide Strecken, sowohl die zum Thielplatz als auch die zur Uhlandstraße, eröffnete die Hochbahngesellschaft am 12. Oktober 1913. Zusammen waren sie etwa zehn Kilometer lang. Dies war die letzte U-Bahn-Eröffnung in Berlin vor dem Ersten Weltkrieg, der am 1. August 1914 begann. Erst zehn Jahre später sollte das nächste neue Stück U-Bahn eröffnet werden.

### Das neue Gleisdreieck

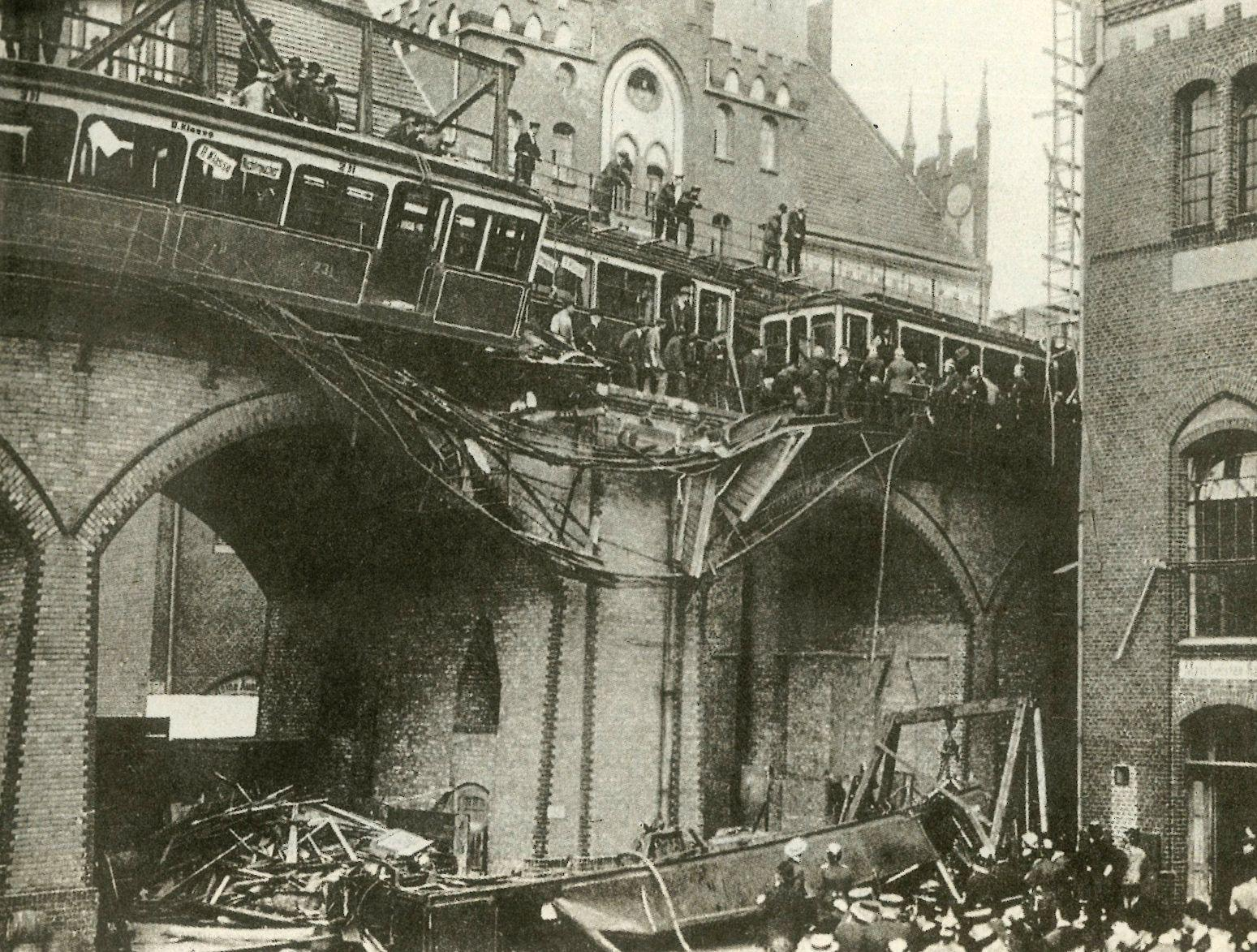
Unglück 1908

Das Gleisdreieck, das die Hauptstrecke zwischen Warschauer Brücke und Zoologischem Garten mit der Zweigstrecke zum Potsdamer Platz verband, bildete einen beträchtlichen Gefahrenpunkt. Diese Abzweigung wurde nur durch Signale gesichert, sodass ein unaufmerksamer Zugfahrer reichte, um eine Katastrophe auszulösen. Am 26. September 1908 geschah solch ein Unglück. Ein U-Bahn-Zug fuhr einem anderen Zug in die Flanke und drückte zwei Wagen aus dem Gleis. Einer der Wagen stürzte dabei vom Viadukt. 21 Fahrgäste kamen ums Leben. In der Folge wurde ein Umbau des Gleisdreiecks angeordnet.
Im Mai 1912 begannen die Bauarbeiten. Statt eines Dreiecks war jetzt eine kreuzförmige Anlage mit einem Turmbahnhof geplant, der dennoch Gleisdreieck genannt wurde. Ausschließlich für betriebliche Fahrten gibt es noch ein Verbindungsgleis zwischen beiden Strecken. Der Umbau erfolgte grundsätzlich bei vollem Betrieb, wobei verschiedene Verbindungen kurzzeitig eingestellt werden mussten. Am 3. November 1912 wurde der neue Bahnhof Gleisdreieck eröffnet, die Bauarbeiten dauerten aber noch bis August 1913 an.

## Zweite Bauphase

### Überblick
Nach dem Ende des Ersten Weltkriegs sollte das Liniennetz wiederum erweitert werden. Bislang bestand das Netz der Hochbahn überwiegend aus Ost-West-Strecken, die hauptsächlich durch die Wohngebiete der Besserverdienenden (Charlottenburg, Schöneberg, Wilmersdorf) führten. Die Stadt Berlin beabsichtigte, auch die Wohngebiete der Arbeiter (Neukölln, Wedding) durch neue U-Bahn-Strecken in Nord-Süd-Richtung zu erschließen. Daran zeigt sich allerdings der Interessensunterschied zwischen der privaten Hochbahngesellschaft, die vor allem rentable Strecken bauen wollte, und der Stadt Berlin, die eher kommunale Aufgaben im Sinn hatte.
Etwas anderes rückte außerdem in den Vordergrund: In den ersten Jahren der Hoch- und Untergrundbahn war es noch nötig, mit den einzelnen Gemeinden und Städten über Verträge zu verhandeln. Schon früh wollte man den Raum Berlin verwaltungstechnisch zusammenfassen, denn die Gemeinden waren sowieso schon so sehr aneinander gewachsen, dass ein Fahrgast das Überschreiten einer „Grenze“ üblicherweise nicht bemerkte. Bereits 1912 wurde der Zweckverband Groß-Berlin gegründet, meistens nur „Zweckverband“ genannt. Dieser übernahm bereits alle Pflichten und Rechte bezüglich der Planung, Erbauung und Ausführung der schienengebundenen Verkehrsmittel. Das hatte aber noch keine Auswirkung auf die U-Bahn. Mit dem Groß-Berlin-Gesetz wurden dann 1920 fast alle umliegenden Gemeinden mit der Stadtgemeinde Berlin zu Groß-Berlin zusammengefasst.

### Die Nord-Süd-Bahn

Die Nord-Süd-Linie mit Namen und Strecke von 1930 (heute: U6/U7)

Bereits um 1901 besaß die Stadt Berlin Pläne für eine Untergrundbahn unter der Friedrichstraße von Nord nach Süd. Werner von Siemens hatte Pläne für eine parallele Linie unter der Nobelstraße. Auch deshalb verweigerte die Stadt Berlin dem Unternehmen Siemens die Zustimmung für eine Nord-Süd-Linie und baute die U-Bahn, die damit in kommunaler Hand blieb, selbst. Die Bauarbeiten für die Nord-Süd-Linie von Wedding bis Tempelhof mit Abzweig nach Neukölln wurden durch den Ersten Weltkrieg erschwert und im Verlauf des Krieges eingestellt.
Im Jahr 1919 begannen die Bauarbeiten wieder, doch wurde 1921 in der Zeit der Hyperinflation aus Geldmangel sogar erwogen, die bereits vorhandenen Tunnel zuzuschütten. Dennoch wurden die Bauarbeiten stückweise fortgesetzt; 1922 wurde von der Stadt Berlin die Nordsüdbahn AG (NSAG) gegründet, der die Fertigstellung der ersten Streckenabschnitte übertragen wurde. Am 30. Januar 1923 konnte schließlich – noch vor Einführung der Rentenmark – der erste Tunnelabschnitt zwischen Hallesches Tor und Stettiner Bahnhof (heute: Naturkundemuseum) doch noch eröffnet werden. Eine weitere Teilstrecke der U-Bahn wurde am 8. März zwischen Stettiner Bahnhof und Seestraße in Betrieb genommen. Eine Betriebswerkstatt kam am Bahnhof Seestraße hinzu. Da die Stadt Berlin sehr sparsam sein musste, wurde auf jegliche Verschönerung der Bahnhofswände verzichtet. Der Fahrgast sieht nur einfachen Putz.
An der Ecke Mohren-/Friedrichstraße kam es zur ersten Kreuzung zweier U-Bahn-Linien (Nord-Süd-Bahn (Linie C) und die Stammstrecke Linie A). Doch die Stadt Berlin baute 160 Meter weiter einen eigenen U-Bahnhof mit dem Namen Leipziger Straße (heute: Stadtmitte), auch deshalb, weil das Turmbahnhofsprinzip noch nicht verbreitet war. So müssen noch heute die Fahrgäste beim Umsteigen zwischen den beiden Linien durch einen langen Tunnel gehen, der von den Berlinern „Mäusetunnel“ genannt wird.

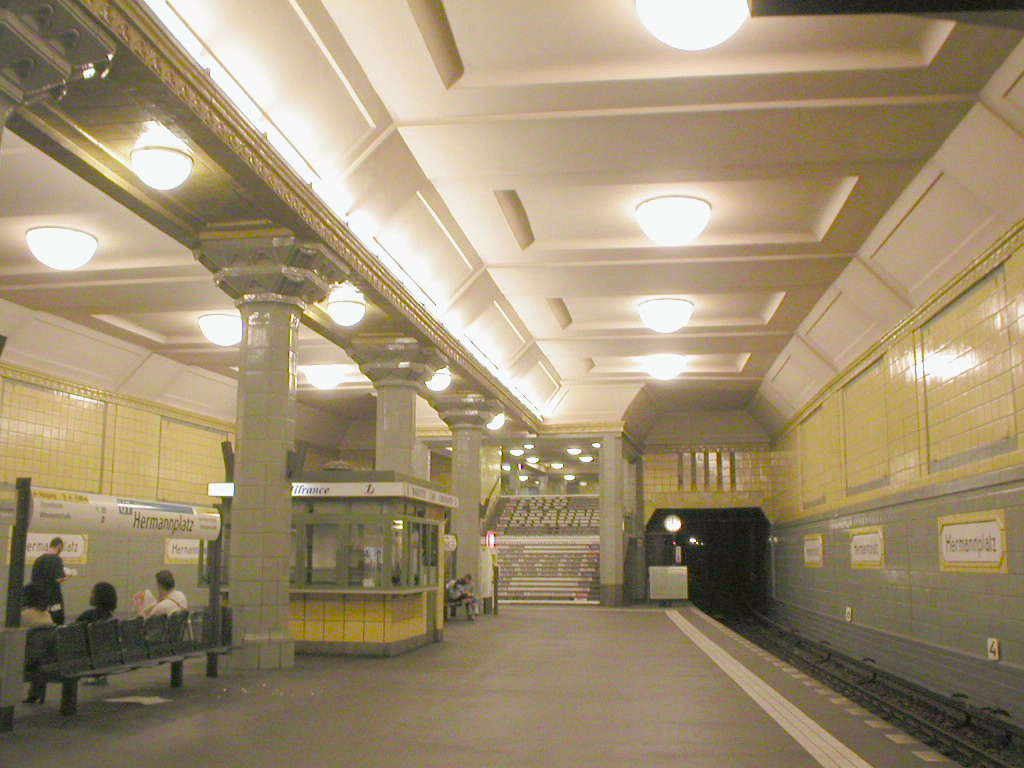
Der imposante U-Bahnhof Hermannplatz (heute: U7)

Der Abzweigungsbahnhof an der Belle-Alliance-Straße (heute: Mehringdamm) wurde als dreigleisiger Bahnhof Belle-Alliance-Straße in Betrieb genommen. Vom östlichen Mittelbahnsteig fuhren die Züge aus Neukölln und Tempelhof in Richtung Innenstadt, der westliche Seitenbahnsteig diente dem Verkehr in Richtung Süden. Der Bahnhof wurde in den 1960er Jahren im Zuge des Baus der heutigen U7 vollkommen umgestaltet und heißt jetzt Mehringdamm.
Zuerst wurde der Streckenast nach Neukölln (Linie CI) gebaut. Dieser verläuft direkt unter der Gneisenaustraße. Am Hermannplatz entstand der erste unterirdische Turmbahnhof Berlins, denn hier sollte, so sahen es die Pläne vor, eine weitere Nord-Süd-Linie gekreuzt werden (Linie D, heute: U8). Die neue Linie befuhr den unteren Bahnsteig, die andere sollte über dieser fahren. Da am Hermannplatz von 1927 bis 1929 Berlins erstes Karstadt-Warenhaus entstand und dessen Geschäftsführung in den U-Bahn-Fahrgästen neues Kundenpotenzial sah, finanzierte das Unternehmen den Bau des Bahnhofs Hermannplatz, der als Gegenleistung einen direkten Zugang zum neuen Warenhaus erhielt. Die Station gilt als eine der prächtigsten in Berlin.

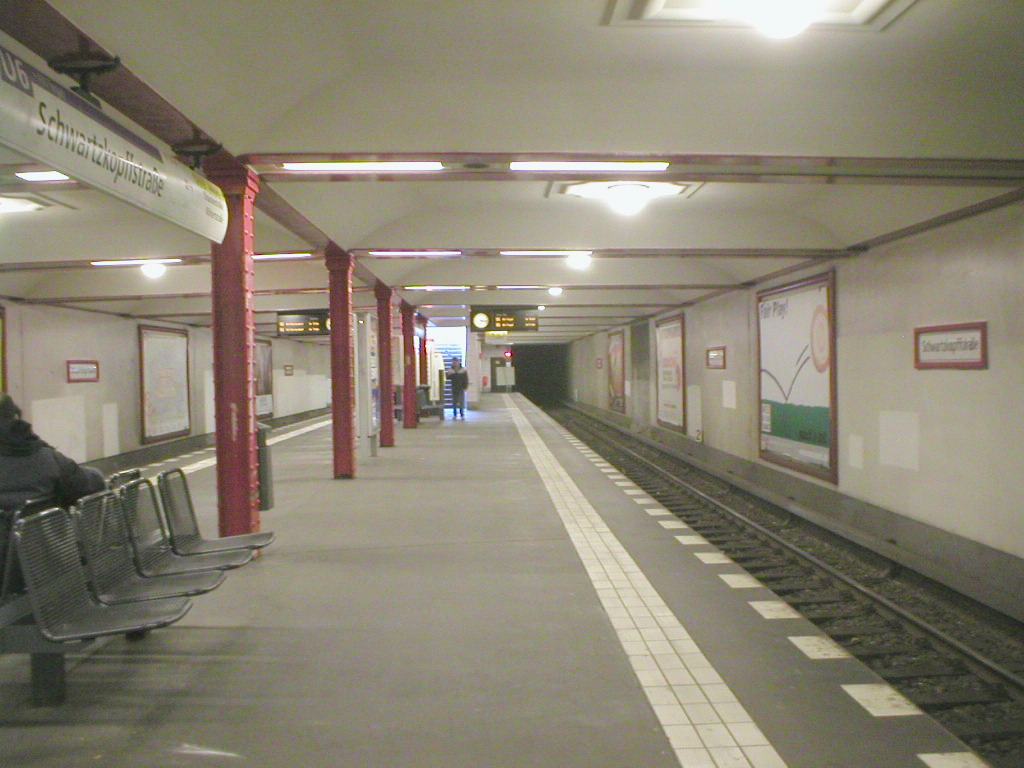
Der 1923 eröffnete und sparsam ausgestaltete U-Bahnhof Schwartzkopffstraße (U6)

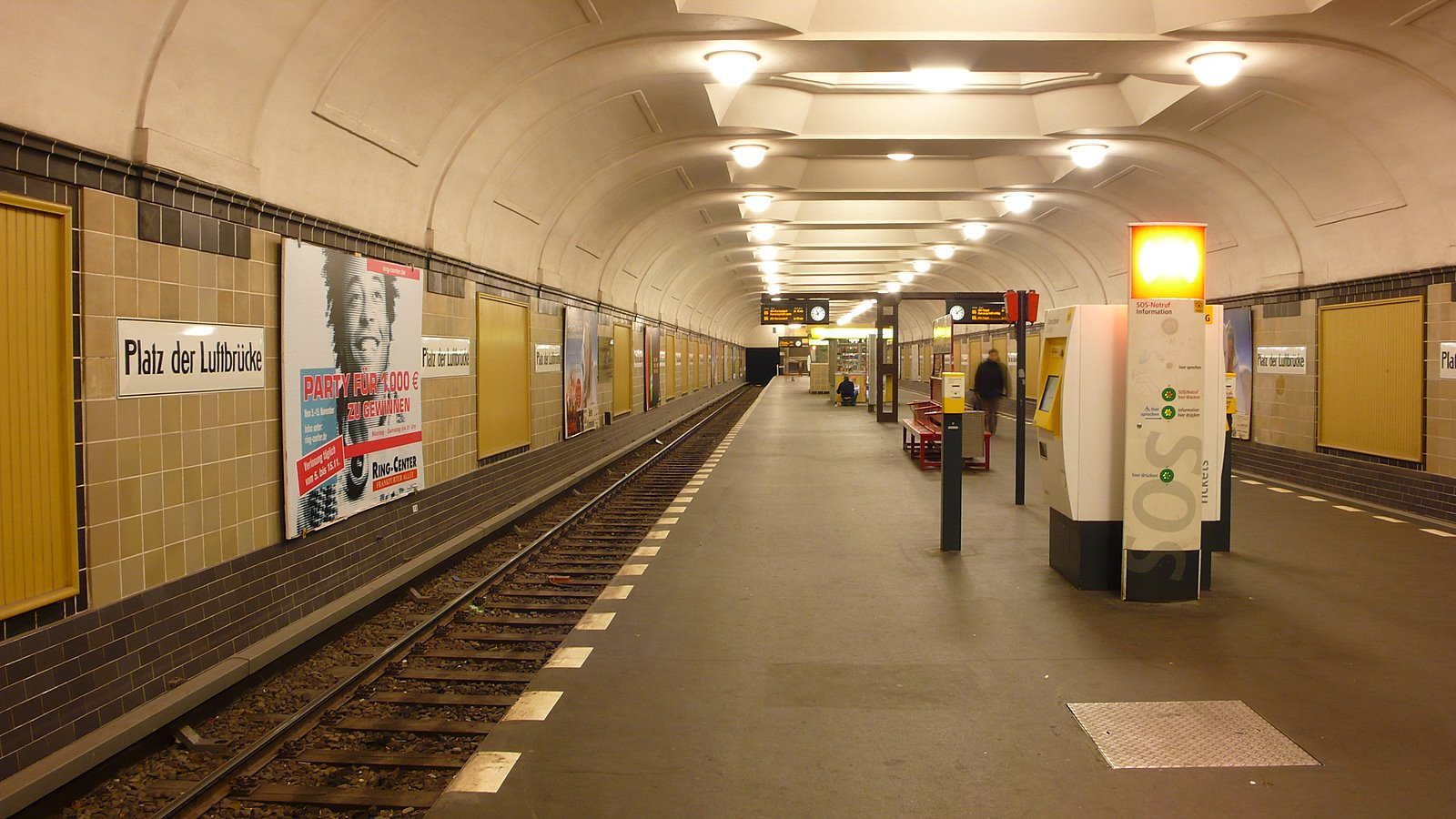
1926 eröffnete Station Kreuzberg
von 1937 bis 1975: Flughafen
heute: Platz der Luftbrücke (U6)

Der Streckenast nach Neukölln wurde in verschiedenen Abschnitten in Betrieb genommen:
- Hallesches Tor – Gneisenaustraße (19. April 1924)
- Gneisenaustraße – Hasenheide (14. Dezember 1924)
- Hasenheide – Bergstraße (11. April 1926)
- Bergstraße – Grenzallee (21. Dezember 1930)

Die Arbeiten für den Streckenast der Linie CII Richtung Tempelhof begannen ebenfalls 1924. Am 14. Februar 1926 konnte der erste Abschnitt Belle-Alliance-Straße – Kreuzberg (heute: U-Bahnhof Platz der Luftbrücke) eröffnet werden. Ein Jahr später ging es zum Bahnhof Flughafen (heute: Paradestraße). Östlich der Strecke war von 1923 bis 2008 der Flughafen Tempelhof in Betrieb.

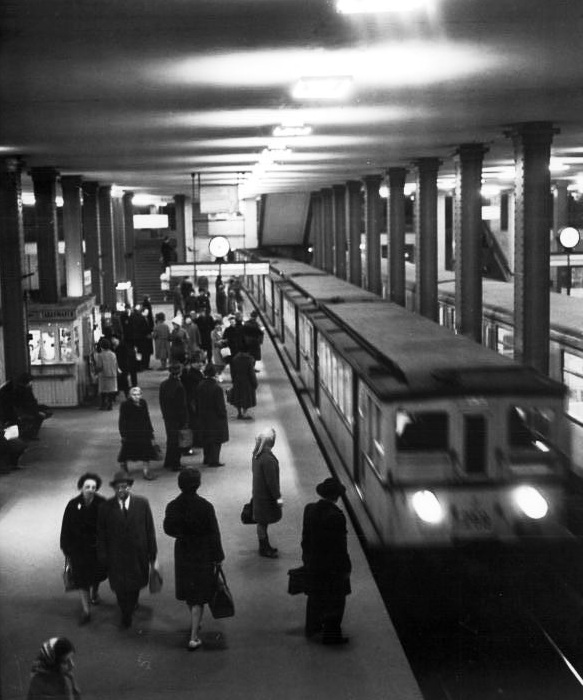
Kleinprofil-Wagen der Baureihe AIK im Bahnhof Alexanderplatz – deutlich erkennbar sind die „Blumenbretter“, 1964

Zwischen 1927 und 1929 wurde die Strecke von der Station Flughafen zum Bahnhof Tempelhof gebaut. Dieser erhielt ein gemeinsames Zugangsbauwerk mit der U-Bahn, die am 22. Dezember 1929 bis Tempelhof eröffnet wurde. Da der U-Bahnhof sehr tief unter der Ringbahn gebaut werden musste, ergab sich die Möglichkeit einer großzügigen Halle.
Doch das auffälligste an der neuen U-Bahn-Linie waren die Tunnelanlagen beziehungsweise die Züge. Aus den Erfahrungen der konkurrierenden Hochbahngesellschaft lernend, wurde ein größeres Tunnelprofil, das Großprofil gewählt. Das Lichtraumprofil der Tunnel ist für die breiteren Züge größer angelegt. Diese fahren zwar auch auf normalspurigem Gleis, doch liegt ihre Wagenkastenbreite bei 2,65 Meter (Kleinprofil: 2,35 Meter). Der Grund dafür war, dass die Stadt Berlin meinte, größere Züge würden eine wesentlich größere Kapazität haben. Damals betrachtete der Betreiber eine Bahnsteiglänge von 80 Meter (bei einer damaligen Wagenlänge von 13 Meter) als ausreichend. Dies erwies sich später als falsch. Die Konsequenz war, dass die Bahnsteige in den 1950er beziehungsweise 1990er Jahren verlängert werden mussten.
Waren die finanziellen Mittel für die Bauarbeiten schon sehr knapp, fehlten diese beim Wagenmaterial vollkommen. Deshalb wurde 1922 ein Vertrag mit der Hochbahngesellschaft geschlossen, der vorsah, dass diese die Linie verwalten und mit ihren Zügen betreiben sollte. So kam es zur eigenartigen Situation, dass Kleinprofilzüge beim Großprofil fuhren. Wegen der nun unterschiedlichen Wagenbreite mussten an den Seiten Ausgleichshölzer angebracht werden, die im Volksmund „Blumenbretter“ genannt wurden.

### Von Gesundbrunnen nach Neukölln – die GN-Bahn

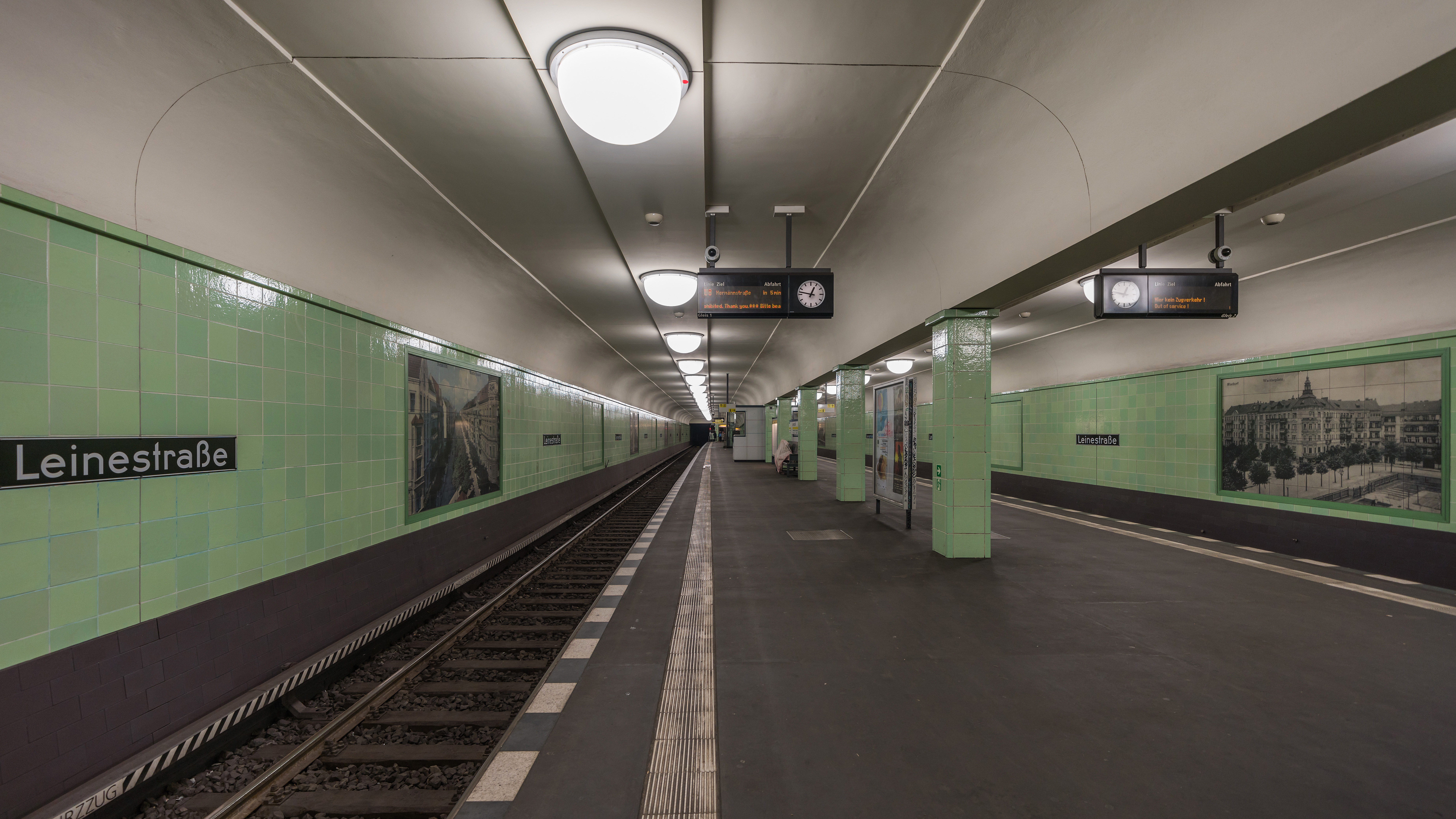
Der sachliche U-Bahnhof Leinestraße (U8)

Wie schon erwähnt, hatte auch die AEG sowohl Untergrund- als auch Hochbahnpläne vorgestellt. Manche davon waren schon sehr gewagt, andere waren durchaus realistisch. Schließlich legte AEG 1907 einen Plan für eine Nord-Süd-U-Bahn von Gesundbrunnen nach Neukölln vor. Die Verhandlungen mit Berlin waren sehr zäh, bis sich schließlich die beiden Parteien 1912 auf einen Vertrag einigen konnten. Denn es drohte der bereits erwähnte Zweckverband, der das U-Bahn-Projekt nicht akzeptieren wollte.
In dem Vertrag wurde der ungefähre Streckenverlauf sowohl mit U-Bahn- als auch mit Hochbahn-Abschnitten festgelegt. Die Linie sollte als Hochbahn in der Schwedenstraße beginnen, dann weiter über die Badstraße und die Brunnenstraße und weiter zum Humboldthain verlaufen. Dann sollte die Linie als U-Bahn über die Brunnen-, Rosenthaler- und die Münzstraße weiter zum Alexanderplatz führen. Durch die Litten-, Brücken- und Neander- und Dresdener Straße sollte die U-Bahn zur Kottbusser Straße gehen. Außerdem gab es eine Festlegung darauf, dass die neue Linie im Großprofil gebaut werden sollte.

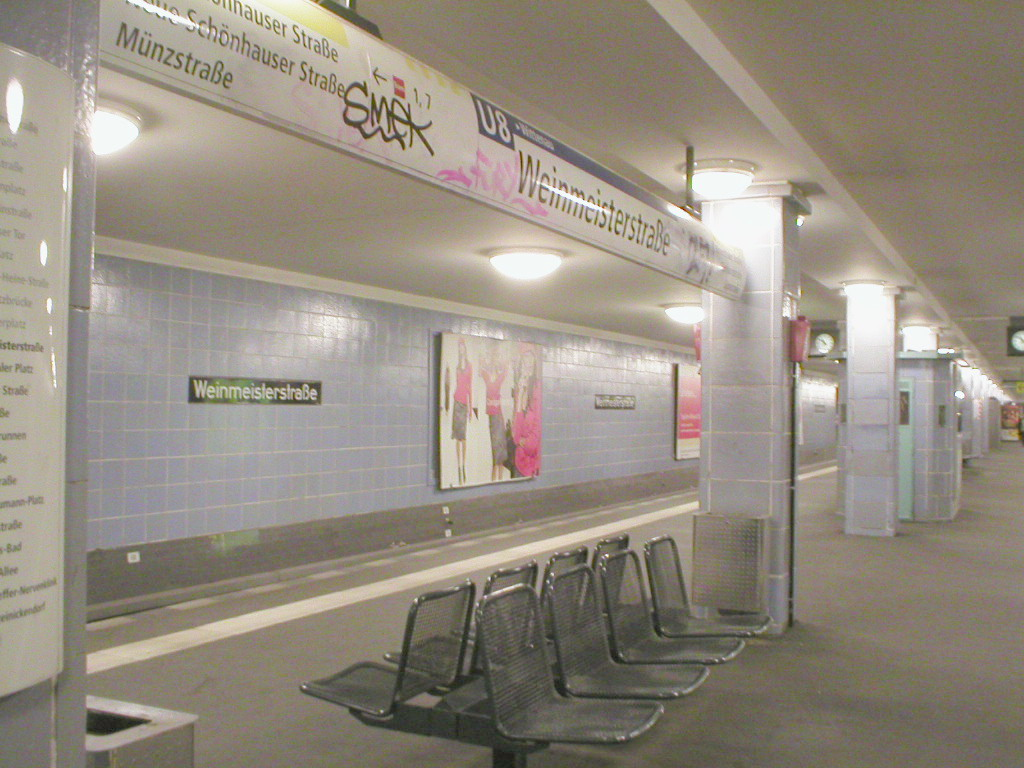
1930 eröffneter U-Bahnhof Weinmeisterstraße (U8)

Der Bau begann 1912. Ähnlich wie Siemens & Halske die Hochbahngesellschaft, hatte auch die AEG mit der AEG-Schnellbahn-AG eine Tochterfirma gegründet. Diese führte alle Bauarbeiten aus. Doch bis zum Ersten Weltkrieg wurden nur wenige Tunnelabschnitte fertiggestellt, unter anderem die Unterführung der Spree an der Jannowitzbrücke. Schließlich war die wirtschaftliche Lage der AEG so schwierig, dass sie im Oktober 1919 alle Bauarbeiten einstellte. Darauf klagte die Stadt Berlin erfolgreich gegen die AEG. Schließlich musste die AEG-Schnellbahn-AG liquidiert werden. Die Stadt Berlin erhielt nun alle bereits gebauten Tunnelabschnitte. Berlin wollte die Linie in Eigenregie fertigbauen, war aber noch an die Bauarbeiten zur ersten Nord-Süd-U-Bahn gebunden. Erst 1926 konnten die Bauarbeiten an der GN-Bahn (nach den beiden Ortsteilendpunkten Gesundbrunnen und Neukölln) fortgesetzt werden. Der Wechsel des Bauherrn hatte Vorteile für Berlin, denn man korrigierte einige Abschnitte, zum Beispiel den nördlichen Hochbahnabschnitt, der ganz wegfiel, und den Verlauf zwischen Alexanderplatz und Jannowitzbrücke sowie Moritzplatz und Kottbusser Tor.
Zuerst begannen die Bauarbeiten im südlichen Bereich der GN-Bahn, sodass am 17. Juli 1927 zwischen Boddinstraße und Schönleinstraße der Betrieb aufgenommen werden konnte. Zwischen diesen Stationen lag auch der bereits erwähnte U-Bahnhof Hermannplatz, an dem die Fahrgäste zum ersten Mal zwischen zwei verschiedenen Großprofillinien umsteigen konnten. Dabei berücksichtigten die Projektanten vorsorglich, dass im Zuge des Nord-Süd-U-Bahn-Baus auch ein Überführungsgleis zwischen beiden Linien benötigt wurde. Dann fingen die Bauarbeiten weiter nördlich an. Am U-Bahnhof Kottbusser Tor wurde der bereits erbaute Hochbahnhof verschoben, um eine günstige Umsteigesituation zu schaffen. Der Betrieb der Stammstrecke erfolgte über Holzviadukte weiter.

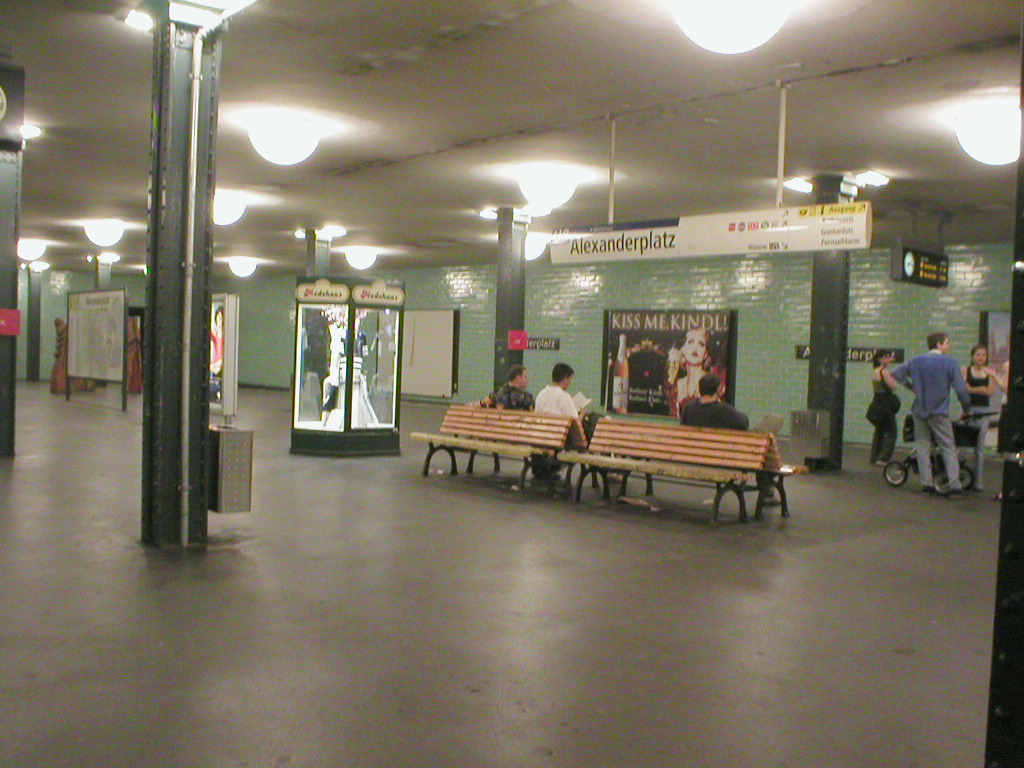
U-Bahnhof Alexanderplatz vor Sanierung 2004/2005 (heute: U8)

Nun lag es nahe, die Linie weiter über die Dresdener Straße zur Neanderstraße (heute: Heinrich-Heine-Straße) verlaufen zu lassen. Doch hatte der Wertheim-Konzern den Vorteil einer U-Bahn-Anbindung auch erkannt (ähnlich wie Karstadt am Hermannplatz) und so bezahlte dieser fünf Millionen Mark für eine Planänderung. Die GN-Bahn sollte nun zum Moritzplatz schwenken und dann eine scharfe Kurve zur Neanderstraße machen. Am U-Bahnhof Moritzplatz gab es einen direkten Zugang zu dem im Zweiten Weltkrieg zerstörten Wertheim-Kaufhaus.
Darauf folgte die Linie der Neanderstraße und endete vorläufig am gleichnamigen Bahnhof (heute: U-Bahnhof Heinrich-Heine-Straße). Die Strecke Schönleinstraße – Neanderstraße wurde am 6. April 1928 eröffnet. Ein Jahr später im August 1929 wurde südlich des Bahnhofs Boddinstraße noch eine weitere Station eröffnet, der Bahnhof Leinestraße.
Hinter dem Bahnhof Neanderstraße folgte die nun bereits erbaute Spreeunterführung. Da diese aber korrigiert werden musste und die Jannowitzbrücke sowieso schlechten Zustandes war, wurde eine ganz neue Brücke mit Unterquerung gebaut. Der alte Tunnel (auch „Waisentunnel“ genannt) wurde später für ein Betriebsgleis zwischen der U2 und U8 verwendet.

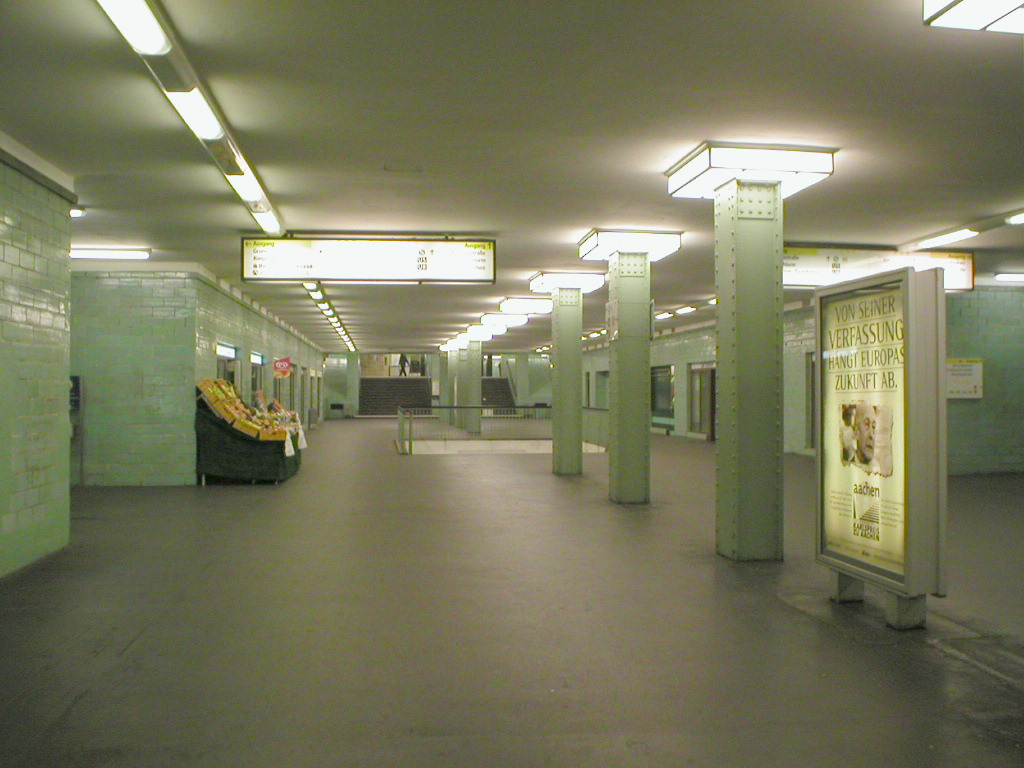
Frühe unterirdische Ladenpassage

Am Alexanderplatz zog sich der U-Bahn-Bau lange hin, denn die Situation wurde für eine gänzliche Umgestaltung des Platzes genutzt. Es mussten einige Gebäude abgerissen werden, darunter das Haus mit den 99 Schafsköpfen. Auch wurden, wie bereits erwähnt, einige Korrekturen am Streckenverlauf vorgenommen, und somit die GN-Bahn wesentlich besser in den öffentlichen Nahverkehr integriert.
Am Alexanderplatz erbaute man einen für damalige Zeiten riesigen Umsteigebahnhof für U-Bahn, S-Bahn, Straßenbahn und Omnibus. Damals entstand auch die sogenannte „Mutter aller unterirdischen Ladenpassagen“. Heute wirkt sie im Vergleich zum Beispiel zur Passage An der Hauptwache in Frankfurt am Main eher bescheiden.
Auf einer Karte erkennt man den Bahnhof Alexanderplatz als „H“. Den östlichen Schenkel des „H“ bildet der schon 1913 eröffnete U-Bahnhof der heutigen U2, den westlichen Schenkel der damals erbaute Bahnhof der GN-Bahn (heute: U8). Das Mittelstück bildet das Ende der damals schon in Bau befindlichen U-Bahn-Strecke unter der Frankfurter Allee (heute: U5). Hier wurden zwei parallele Bahnsteige mit insgesamt vier Gleisen erbaut: Die beiden inneren Gleise für die heutige U5 und die beiden äußeren für eine geplante Linie vom Potsdamer Platz nach Weißensee.
Im weiteren Verlauf gab es keine großen Hindernisse mehr, größtenteils waren bereits errichtete Tunnel der AEG-Schnellbahn-AG vorhanden. Am 18. April 1930 wurde der Abschnitt Neanderstraße – Gesundbrunnen eröffnet.
Der Linienbetrieb wurde wie schon bei der anderen Großprofillinie auf die Hochbahngesellschaft übertragen.

### Der Hochbahnvertrag
Die Schaffung einer einheitlichen Stadtverwaltung für Groß-Berlin im Jahr 1920 schwächte die Position der privaten Hochbahngesellschaft, die nur noch einen einzigen Verhandlungspartner hatte. Die Stadt Berlin konnte nun in den Verhandlungen erheblichen Druck auf die Hochbahngesellschaft ausüben, zumal die Stadt bereits einen großen Teil des Straßenbahn- und Omnibus-Netzes besaß und deshalb sehr gut mit der U-Bahn konkurrieren konnte.
Deshalb wurde am 10. Juli 1926 der Hochbahnvertrag geschlossen. Dieser sah vor, dass sich die Stadt Berlin mit gewaltigen aktienrechtlichen Transaktionen das Bestimmungsrecht über das gesamte U-Bahn-Netz einverleibte. Da die Hochbahngesellschaft einer ungewissen Zukunft entgegenblickte, stimmten auch die Hochbahnaktionäre für den Vertrag. Schließlich wurden alle Nahverkehrsmittel mit Ausnahme der S-Bahn am 1. Januar 1929 zur „Berliner Verkehrs Aktiengesellschaft“ zusammengeschlossen. Das dazugehörige Kürzel „BVG“ wird auch heute noch genutzt, obwohl es nun „Berliner Verkehrsbetriebe“ heißt.

### Letzte Eröffnungen im Kleinprofil
In den Jahren der Weimarer Republik wurde das Kleinprofil-Netz nur geringfügig erweitert. So gab es seit dem 22. Mai 1922 regelmäßigen Zugverkehr zum Stadion, und auch der bereits im Rohbau errichtete Bahnhof Neu-Westend konnte endlich seiner Bestimmung übergeben werden.

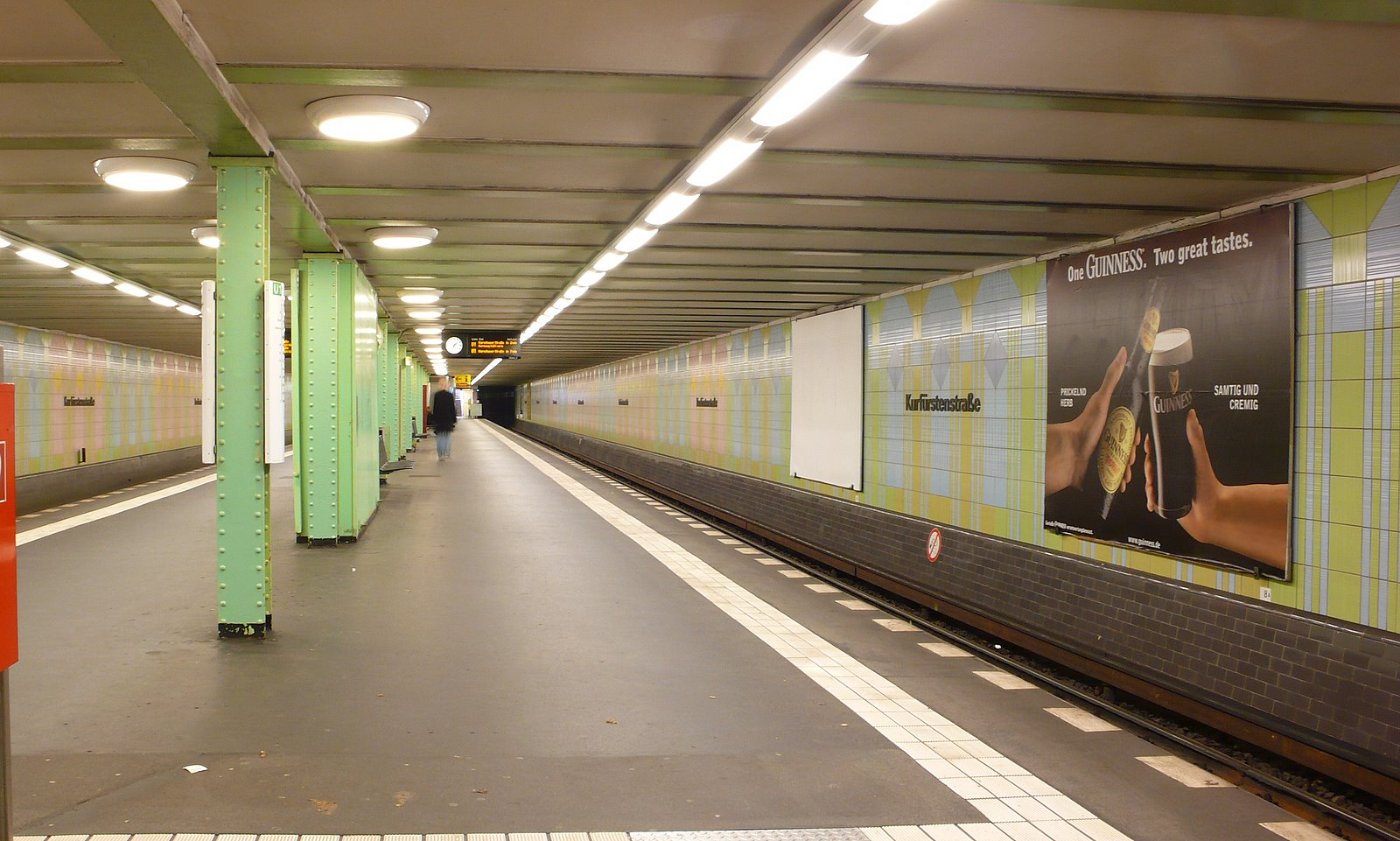
Mit unverkleideten Mittelstützen einfach ausgestatteter Bahnhof Kurfürstenstraße

Mit der Fertigstellung des neuen Bahnhofs Gleisdreieck konnte am 24. Oktober 1926 auch die „Entlastungsstrecke“ vom Gleisdreieck über Kurfürstenstraße zum Nollendorfplatz eröffnet werden. Der sparsam ausgestaltete U-Bahnhof Kurfürstenstraße zeugt von der schwierigen Finanzlage der damaligen Zeit. Im Zusammenhang mit dem Bau der Entlastungsstrecke sollte auch der U-Bahnhof Nollendorfplatz umfassend umgebaut und umgestaltet werden, da die Schöneberger U-Bahn immer noch autark betrieben wurde, obwohl sie bereits seit 1920 Eigentum der Stadt Berlin war.
Der erweiterte Bahnhof Nollendorfplatz wurde gemeinsam mit der Entlastungsstrecke eröffnet. Er besitzt seitdem zwei unterirdische Bahnsteige, die direkt übereinander liegen und identisch aussehen. Oben befindet sich der Bahnsteig der Züge zum Innsbrucker Platz (U4) sowie der Züge, die in Richtung Warschauer Straße fahren (U1). Unten fahren die Züge in Richtung Uhlandstraße (U1) bzw. Krumme Lanke (U3). Nollendorfplatz ist somit ein Bahnhof mit Richtungsverkehr, bei dem die Bahnsteige übereinander liegen. Der Hochbahnhof der heutigen U2 blieb völlig unverändert. Die imposante Kuppel wurde im Zweiten Weltkrieg zerstört und erst zum 100-jährigen U-Bahn-Jubiläum 2002 vereinfacht in Profilform wiedererrichtet.
Die sogenannte „Stammlinie“ von Nordring zum Stadion sollte in beide Richtungen um jeweils eine Station verlängert werden. Im Norden entstand 1930 der Bahnhof Pankow (heute: Vinetastraße). Für dessen Bau gab es vor allem einen Grund: Die Züge am Bahnhof Nordring (heute: Schönhauser Allee) fuhren so oft, dass eine Zugwende auf dem Viadukt nicht möglich war. Es war wesentlich einfacher, die Züge im Untergrund zu kehren. Eine weiter geplante Verlängerung bis zur Breiten Straße in Pankow und zum S-Bahnhof Pankow kam nicht mehr zustande, erst 1997 wurde hier weitergebaut.

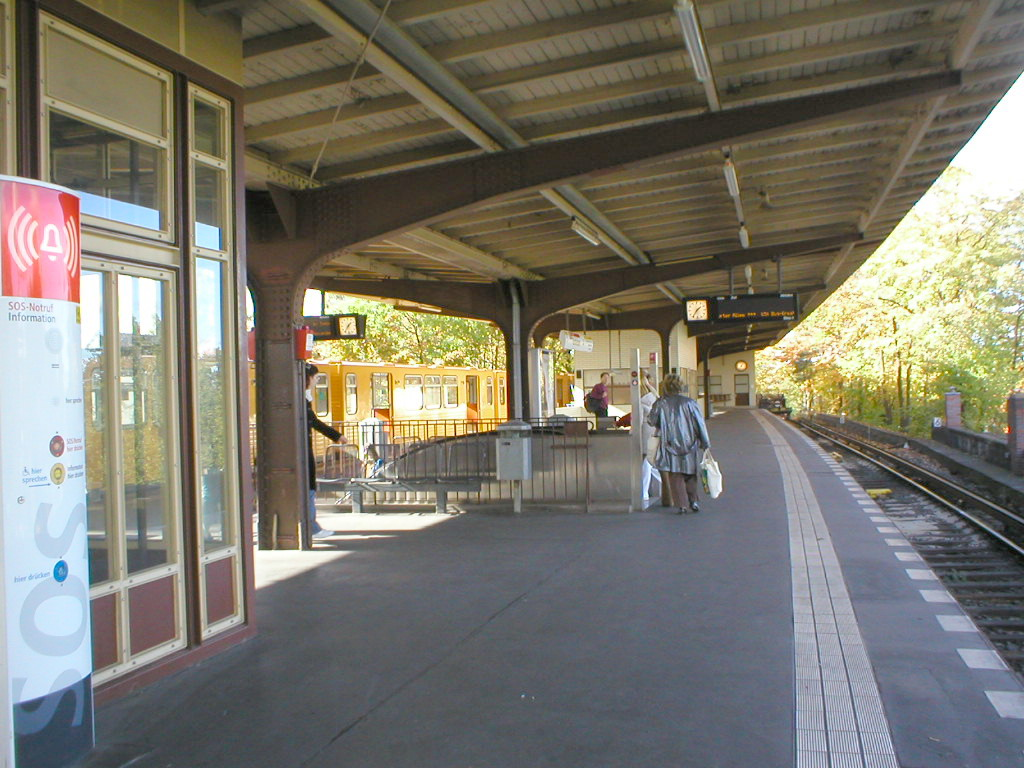
Der Bahnhof Ruhleben als Endbahnhof der heutigen U2

Von Anfang an war eine Verlängerung der Stammlinie bis nach Spandau beabsichtigt, die jedoch wegen der sehr teuren Havelquerung nicht gebaut wurde. Zur besseren Anbindung des Spandauer Straßenbahnnetzes begannen im Sommer 1928 die Bauarbeiten für eine Verlängerung zum zukünftigen Bahnhof Ruhleben. Diese Strecke verkehrte auf Dammlage und wurde am 22. Dezember 1929 eröffnet. Die Station besitzt keine Kehrgleise, sodass die Züge direkt am Bahnsteig enden und wieder zurückfahren. Zwar gibt es Planungen, die U2 eines Tages bis zum Rathaus Spandau zu verlängern. Doch gibt es dafür keinen erkennbaren Bedarf, nachdem 1984 die U7 bis Spandau geführt wurde, das zudem seit 1998 auch wieder von der Spandauer Vorortbahn bedient wird.
Im Süden der Wilmersdorfer-Dahlemer-Bahn sah es nicht gerade günstig für eine Verlängerung aus. Die Strecke war hoch defizitär, ab Breitenbachplatz fuhr sogar nur ein sogenannter „Solowagen“ (ein Waggon) bis zum Endbahnhof Thielplatz. Die Stadt Berlin sträubte sich sehr dagegen, diese Strecke von der Domäne Dahlem beziehungsweise dem preußischen Finanzministerium zu übernehmen. Doch 1926 verbesserte sich die Situation erheblich. Der preußische Staat wollte die Strecke Berlin unentgeltlich und schuldenfrei übergeben. Gleichzeitig bot der Sommerfeld-Konzern, der große, noch zu bebauende Gebiete im Berliner Süden besaß, kostenloses Gelände und eine Baukostenübernahme für eine Verlängerung bis Krumme Lanke. Somit bekam Berlin faktisch drei Kilometer U-Bahn geschenkt.

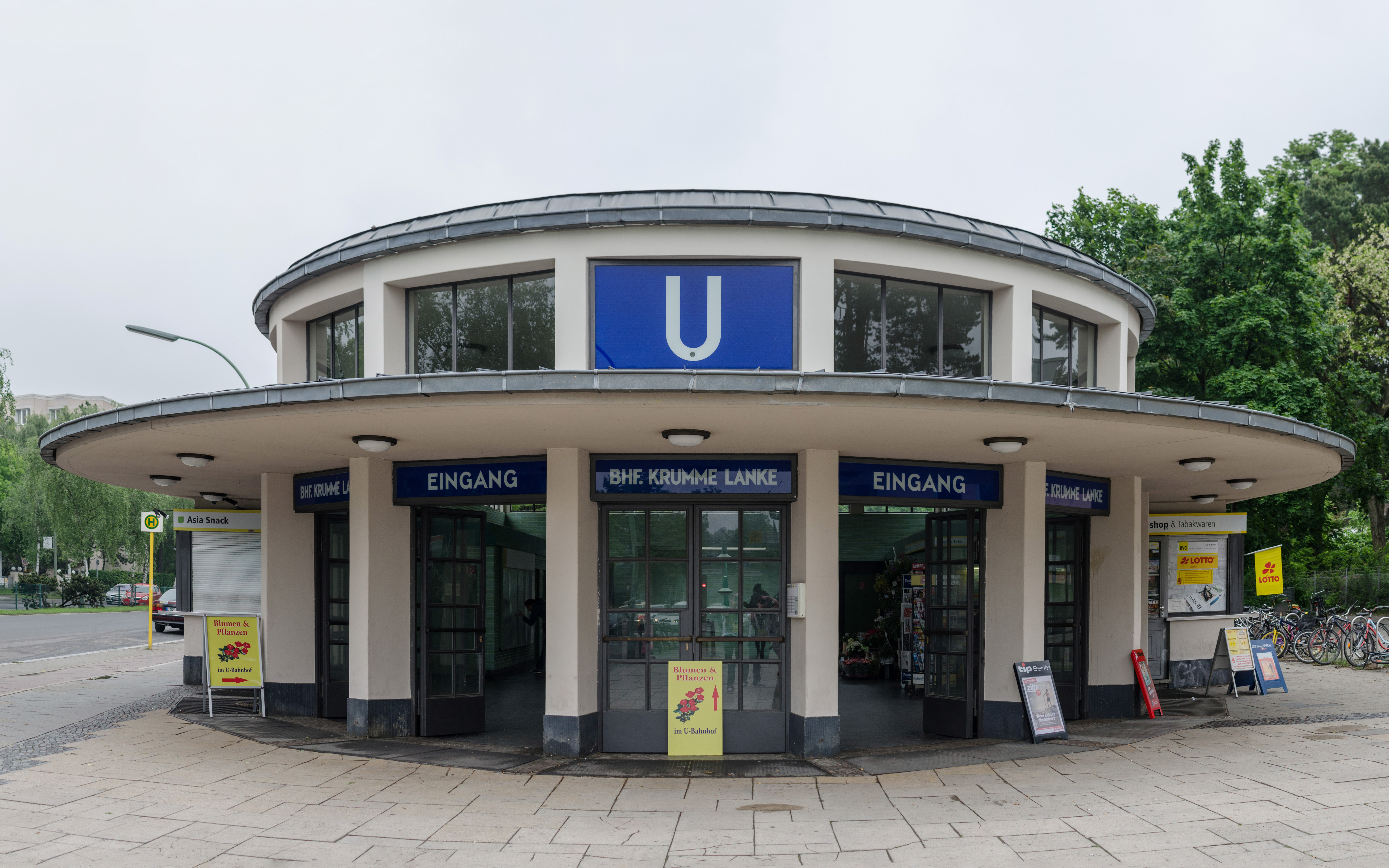
Sehr sachliches Eingangsgebäude des Bahnhofs Krumme Lanke

Die Strecke sollte diese ebenfalls im Einschnitt befindlichen Bahnhöfe haben:
- Oskar-Helene-Heim
- Onkel Toms Hütte
- Krumme Lanke (vorläufiger Endpunkt)

Der Abschnitt ging am 22. Dezember 1929 in Betrieb. Der auch heute noch so benannte Bahnhof Onkel Toms Hütte erhielt diesen nach einem in der Nähe liegenden Lokal. Der Bahnhof Krumme Lanke erhielt ein sehr sachliches Eingangsgebäude, das eines der späten Werke Alfred Grenanders ist. 1988 kam es zum Abriss des baufälligen Gebäudes, 1989 wurde es originalgetreu wiedererrichtet. Der Endbahnhof der heutigen Linie U3 ist nach dem in der Nähe liegenden See Krumme Lanke benannt. Eine Verlängerung der Linie um eine Station zum S-Bahnhof Mexikoplatz wurde Anfang 2024 beschlossen, der Baubeginn soll im Mai 2025 erfolgen. Mit dieser Maßnahme wird ein direktes Umsteigen zur Wannseebahn ermöglicht.

### Die U-Bahn unter der Frankfurter Allee

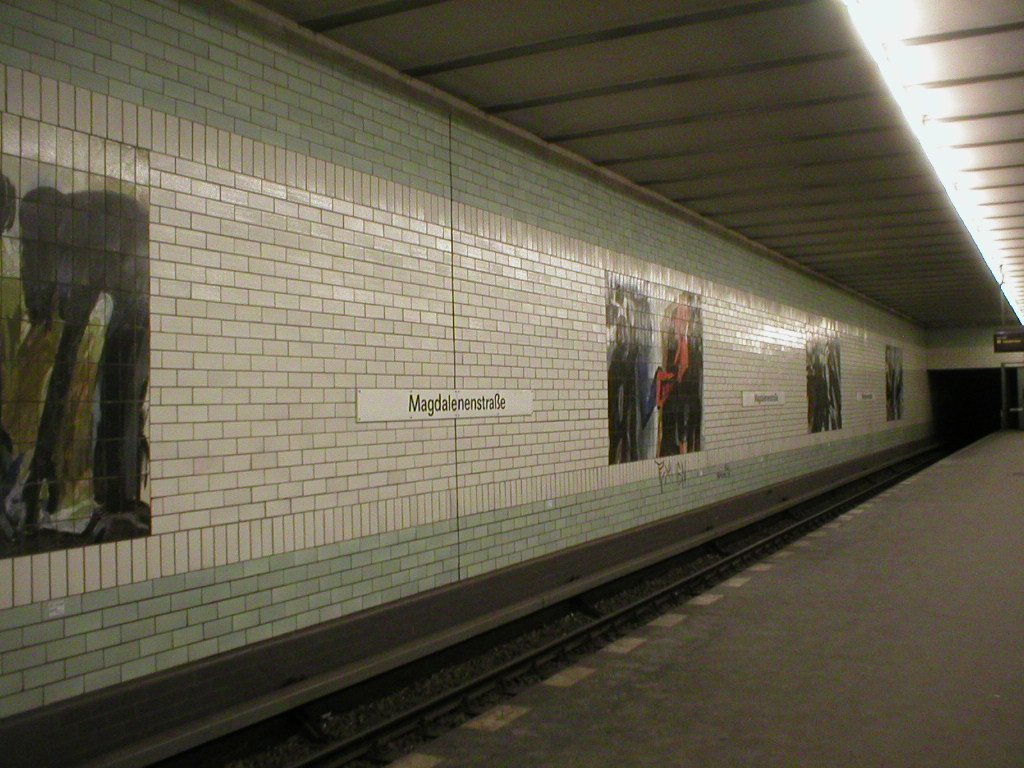
U-Bahnhof Magdalenenstraße vor der Sanierung 2003

Für eine Linie unter der Frankfurter Allee gab es bereits sehr früh Pläne. Wie erwähnt, wollte auch die Hochbahngesellschaft unter dieser belebten Straße eine Kleinprofil-Strecke bauen, extra dafür wurde der schon erbaute, heute auf der U2 befindliche, Bahnhof Klosterstraße ausgebaut. Die Hochbahngesellschaft bemühte sich schon seit 1908 um eine Konzession für diese Strecke, die sie 1914 auch erhielt. Doch dann kam der Erste Weltkrieg, der den weiteren U-Bahn-Bau verhinderte. Nach dem Krieg sollten jedoch alle neuen Linien im Großprofil eingerichtet werden, außerdem schien es nicht angebracht, eine weitere Zweiglinie von der Stammstrecke zu bauen. Deshalb wurden am Bahnhof Alexanderplatz bereits bei der Fertigstellung der GN-Bahn (U8) zwei Bahnsteige für die Linie zur Frankfurter Allee und für eine weitere noch nicht realisierte Strecke nach Weißensee eingerichtet.
Die Hochbahngesellschaft besaß weiterhin die Konzession für ihre Pläne, die sie 1927 verlängern ließ. Doch wie bereits beschrieben, gehörte das gesamte U-Bahn-Netz bereits der Stadt Berlin, sodass das Kuriosum eintrat, dass die Hochbahngesellschaft erstmals eine Großprofil-Strecke baute. Die Bauarbeiten begannen im Mai 1927. Es sollten folgende Bahnhöfe gebaut werden:
- Alexanderplatz (teilweise bereits vorhanden)
- Schillingstraße
- Strausberger Platz
- Memeler Straße (heute: Weberwiese)
- Petersburger Straße (heute: Frankfurter Tor)
- Samariterstraße
- Frankfurter Allee (Übergang zur S-Bahn)
- Magdalenenstraße
- Lichtenberg (Übergang zur Reichsbahn)
- Friedrichsfelde (vorläufiger Endpunkt; Anbindung an neue Betriebswerkstatt)

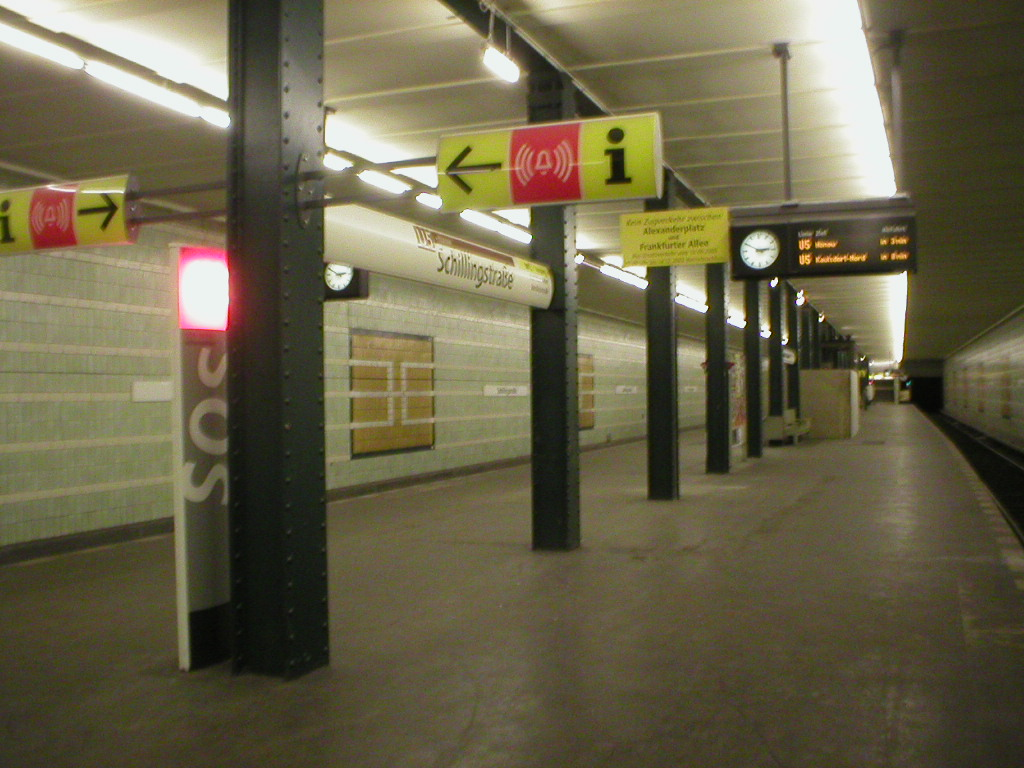
U-Bahnhof Schillingstraße vor der Sanierung 2003

Die Bauarbeiten unter der Frankfurter Allee gelangen ohne größeren Aufwand. Die Bahnhöfe lagen genau unter der Straße, sodass Verteilergeschosse errichtet wurden. Am bereits bestehenden Bahnhof Frankfurter Allee gab es gleichzeitig mit dem U-Bahn-Bau eine Erneuerung der Eisenbahnbrücke. Der vorläufige Endbahnhof Friedrichsfelde war nicht aus einem bestimmten Verkehrsbedürfnis entstanden, sondern diente lediglich als Endpunkt dieser Strecke. In dem damals noch unbebauten Gebiet entstand ein Unterpflasterbahnhof, und es wurde gleichzeitig eine neue Betriebswerkstatt für die neue U-Bahn-Strecke erbaut. Diese war die erste im Osten der Stadt.
Am 21. Dezember 1930 wurde die Linie unter der Frankfurter Allee mit zehn Bahnhöfen und sieben Kilometern Länge vollständig eröffnet.

### Ende der zweiten Bauphase
In den letzten Jahren der Weimarer Republik wurden noch die Nord-Süd-U-Bahn verlängert und die Linie E unter der Frankfurter Allee eröffnet. Das Netz erreichte eine Streckenlänge von 76 Kilometern. 1931 wurden 265,5 Millionen Fahrgäste befördert. Während der Weltwirtschaftskrise fehlte der Stadt das Geld für den Neubau weiterer U-Bahn-Strecken. In den 1930er Jahren wurde vorrangig an der neuen unterirdischen Nord-Süd-S-Bahn gebaut.
Außerdem erhielten die einzelnen U-Bahn-Strecken Linienbezeichnungen, wie bei Omnibus und Straßenbahn schon lange üblich. Bisher wurden diese Strecken immer nur nach den Planungsnamen benannt, zum Beispiel „GN-Bahn“ oder „Nord-Süd-Bahn“. Doch schon bei den letzten Eröffnungen ergaben sich immer mehr sprachliche Probleme, zum Beispiel „Wilmersdorfer-Dahlemer-Bahn“. Ende der 1920er Jahre wurden die Bezeichnungen aus Buchstaben und römischen Ziffern endlich eingeführt. Diese setzten sich jedoch nur nach und nach durch.

## Die Berliner U-Bahn zur Zeit des Nationalsozialismus

### Neue politische Situation
Nachdem Adolf Hitler am 30. Januar 1933 zum Reichskanzler ernannt worden war, griffen die Nationalsozialisten in alle Bereiche des Lebens ein. Ob Politik, Bildung, Gesundheit oder Verkehr – es gab allgemein tiefgreifende Veränderungen. So fanden diese auch bei der U-Bahn statt. Zum 1. Dezember 1933 wurde der U-Bahn-Bereich der BVG völlig umstrukturiert in Bauplanung/Bauerhaltung, Stromversorgung, Materialbeschaffung und Wagenunterhaltung.
Am 24. April 1933 wurde der Reichskanzlerplatz zusammen mit dem gleichnamigen Bahnhof (heute: Theodor-Heuss-Platz) in Adolf-Hitler-Platz umbenannt. Der Bahnhof Schönhauser Tor (heute: Rosa-Luxemburg-Platz) wurde zur Station Horst-Wessel-Platz. Diesen Namen trug der Bülowplatz ab dem 1. Mai 1934. Damals war es üblich, dass in allen Bahnhöfen die Nationalflagge (Hakenkreuz auf rotem Untergrund) hing. Nach Kriegsende wurden die alten Namen zunächst wieder verwendet.

### Große Pläne für Berlin
Die geplante riesige neue Reichshauptstadt Deutschlands („Welthauptstadt Germania“) sollte eine Einwohnerzahl von zehn Millionen erreichen. Dafür war auch eine erhebliche Erweiterung des U-Bahn-Netzes vorgesehen. Zahlreiche U-Bahn-Linien sollten neu gebaut oder verlängert werden. Die meisten Pläne konzipierte der neue Generalbauinspektor Albert Speer. Geplant war neben dem bereits bestehenden S-Bahn-Ring eine Berliner „Circle-Line“. Diese sollte alle damals bestehenden Linien kreuzen und etwa 30 Bahnhöfe haben. Auch sollte es verschiedene Linien nach Spandau, Gatow, Kladow, Lichterfelde, Marienfelde, Weißensee, Karlshorst und Lankwitz geben. Teile dieser Linie verwirklichte der Senat später mit dem Bau der U7.
Der U-Bahn-Bau ruhte aber ab 1930, weil der Bau der neuen unterirdischen Nord-Süd-S-Bahn und des Olympiastadions vorrangig ausgeführt wurde. Erst im Sommer 1938 fanden erste Bauarbeiten am Reichskanzlerplatz, am Reichstag und am Tempelhofer Damm statt. Es kam jedoch nicht zu einer Verlängerung des U-Bahn-Netzes.

### Olympische Spiele

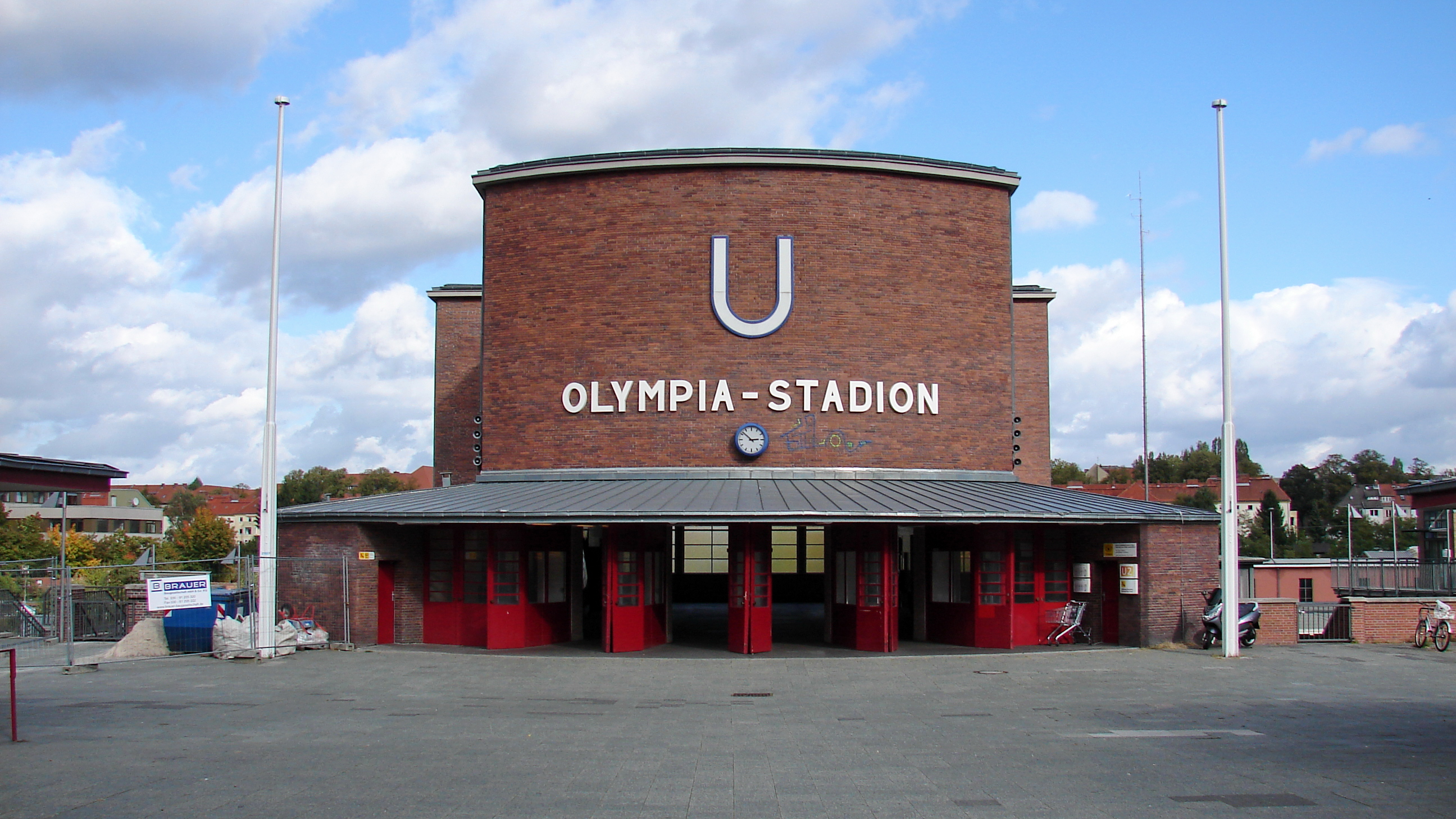
In den 1930er Jahren neu errichtetes Gebäude des Bahnhofs Olympia-Stadion, früher Stadion (heute: U2)

Am 13. Mai 1931 verkündete das Internationale Olympische Komitee, dass die XI. Olympischen Sommerspiele vom 1. bis 16. August 1936 in Berlin ausgetragen werden sollten.
Das Deutsche Stadion auf dem Reichssportfeld wurde zugunsten eines neuen Olympiastadions abgerissen; in Döberitz entstand für die Teilnehmer das Olympische Dorf.
Da ein hohes Verkehrsaufkommen nur für einen geringen Zeitraum zu erwarten war, entschloss man sich, keine neuen Strecken zu bauen, sondern die Verkehrsströme mit der S-Bahn (Spandauer Vorortbahn) und der U-Bahn-Linie A (heute: U2) zu bewältigen. Es erfolgten jedoch Bauarbeiten an den einzelnen Bahnhöfen: So wurde der U-Bahnhof Reichssportfeld am neuen Stadion mit drei Gleisen und einem neuen Empfangsgebäude ausgebaut. Der S-Bahnhof Olympiastadion (bis 1935: Stadion – Rennbahn Grunewald) bekam vier zusätzliche Bahnsteige mit acht dort endenden Gleisen. Auch heute wird dieser Service von Fußball-Fans genutzt. Der zusätzliche Personalbedarf während der Spiele wurde durch eine 46-Stunden-Woche und viele Überstunden ausgeglichen. 1937 wurde die Arbeitszeit auf 48 Arbeitsstunden pro Woche erhöht.

### Kriegszerstörungen
Bereits vor dem Anfang des Zweiten Weltkriegs gab es merkliche Veränderungen bei der U-Bahn. So wurden die Messingtürgriffe durch Holz ersetzt. Ebenso wurden die gusseisernen Bremsklötze bei den Kleinprofilwagen gegen Holz ausgetauscht. Außerdem verschwanden die BVG-Liniennetzpläne, die annähernd genau Berlin darstellten.
Nachdem am 1. September 1939 die Nationalsozialisten den Zweiten Weltkrieg begonnen hatten, erfolgte sofort der Befehl zur Verdunkelung. So durfte auf den offenen Strecken der U-Bahn abends und nachts kein Licht mehr brennen. Zur besseren Orientierung für die Fahrgäste wurden die Bahnsteigkanten, heute längst üblich, mit weißer Farbe angestrichen. Auch wurden vor den Signallampen Verdunkelungsscheiben eingesetzt.
Am 29. August 1940 traf die erste Bombe den U-Bahn-Tunnel am Kottbusser Tor. Da die Bombe aber ein Blindgänger war, richtete sie nur geringen Sachschaden an. Infolgedessen wies die Reichsregierung an, dass in einigen U-Bahnhöfen Luftschutzräume eingerichtet werden sollten. Dies geschah an den Bahnhöfen Alexanderplatz, Ruhleben, Friedrichstraße, Gesundbrunnen, Gleisdreieck, Hermannplatz, Moritzplatz, Nollendorfplatz und Seestraße, im Waisentunnel, im Eisacktunnel, im ungenutzten Tunnel unter der Dresdener Straße sowie am teilweise noch im Rohbau befindlichen U-Bahnhof Hermannstraße. – Die Bunker in den Bahnhöfen Alexanderplatz, Gesundbrunnen, Hermannstraße und im Waisentunnel sind erhalten und können besichtigt werden.
Eine weitere Folge des Krieges war, dass die meisten Kraftfahrzeuge, auch Omnibusse, eingezogen wurden. Damit waren die Berliner auf die schienengebundenen Verkehrsmittel, also S-Bahn, U-Bahn und Straßenbahn, angewiesen. So stiegen die Fahrgastzahlen drastisch an. Die S-Bahn beförderte im Jahr 1942 etwa 700 Millionen Fahrgäste, die U-Bahn etwa 405 Millionen. Dies war ein neuer Rekord bei beiden Verkehrsmitteln. Doch beförderten diese nun nicht mehr nur Personen, auch der Güterverkehr verlagerte sich auf die Schiene. Transportiert wurden nun auch Lebensmittel, Papier und Zeitungen, Maschinenteile sowie die Post.

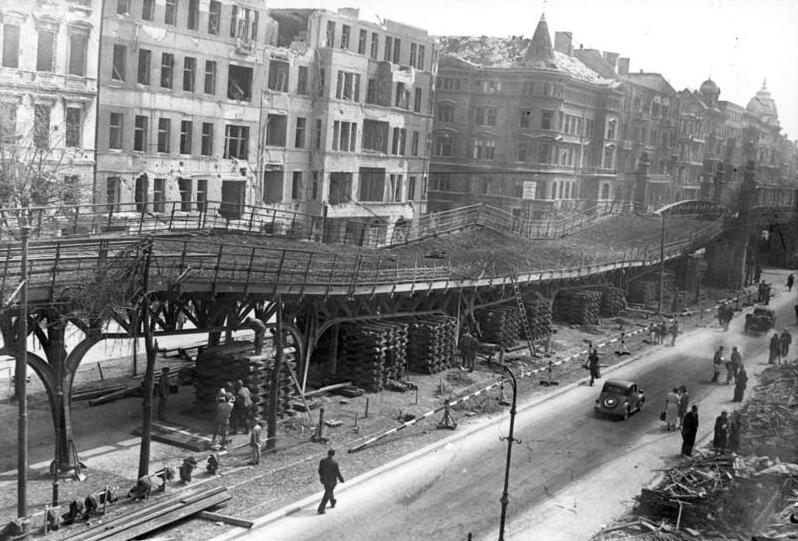
Neben dem Hochbahnviadukt der Bülowstraße explodierte am 19. Juli 1944 eine Luftmine, die schwere Verwerfungen des Tragwerkes verursachte. Es wurde daraufhin mit Holzstapeln provisorisch abgestützt.

In den folgenden Jahren nahmen die alliierten Luftangriffe mit den damit resultierenden Bombenschäden immer weiter zu. Erst wurden auf den Liniennetzen die Strecken gekennzeichnet, die nicht befahren wurden. Später wurden nur noch diejenigen markiert, auf denen überhaupt noch Züge fuhren.
Der schlimmste Tag für die U-Bahn war der 3. Februar 1945: 27 Volltreffer auf Bahnhöfe und Anlagen wurden registriert. Die Tunneldecke am Bahnhof Halleschen Tor wurde von einer Bombe durchschlagen, es starben 43 Menschen. Der Bahnhof Bayerischer Platz, an dem sich gerade zwei Züge befanden, wurde von mehreren Bomben zerstört, wobei 63 Menschen ums Leben kamen. Ebenfalls Treffer erlitt der nördliche Teil des Bahnhofs Moritzplatz, in dem 36 Personen umkamen. Das schrecklichste Ereignis geschah jedoch am Bahnhof Memeler Straße (heute: Weberwiese), wo durch mehrere gleichzeitig fallende Bomben etwa 200 Menschen den Tod fanden.
Obwohl es einer reinen Sisyphos-Arbeit glich, versuchten die Bautrupps, jeden Schaden wieder zu beheben. Es galt, den Betrieb so lange wie möglich aufrechtzuerhalten, ob nun als Pendelverkehr oder mit Umsteigen von Station zu Station. Nach und nach wurden jedoch die Schäden so groß, dass auf vielen Abschnitten ein Betrieb nicht mehr möglich war und der Verkehr gänzlich zum Erliegen kam. Darüber hinaus wurden Teile der U-Bahn-Tunnel umgewidmet. So wurden zum Beispiel der Bahnhof Grenzallee und der angrenzende Tunnelabschnitt stillgelegt und an ein Rüstungsunternehmen vermietet.
Schließlich meldeten die Nachrichten am 25. April 1945, dass das BVG-eigene Elektrizitätswerk Unterspree in Ruhleben beschossen wurde. Dieses stellte etwa um 18 Uhr die Stromversorgung ein. An diesem Tag fuhren lediglich auf zwei Strecken Züge im Pendelverkehr: Wittenbergplatz bis Kaiserdamm und von Kaiserdamm bis Ruhleben. Auch diese konnte nun nicht mehr betrieben werden. Der Verkehr ruhte nun in ganz Berlin.

### Die U-Bahn unter Wasser

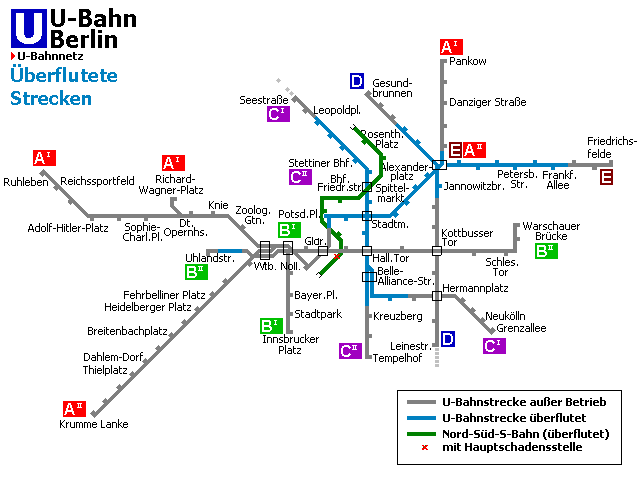
Überflutete Streckenabschnitte im Mai 1945

Kurz vor Ende der Schlacht um Berlin verursachten Truppen der SS einen der größten Schäden für das Berliner Nahverkehrsnetz: Am 2. Mai 1945 sprengten sie zwischen den Stationen Anhalter Bahnhof und Yorckstraße (Großgörschenstraße) der S-Bahn die Tunneldecke der Nord-Süd-Bahn. Die Angaben zu Datum und Verursachung gelten seit der Nachkriegszeit als umstritten.
Das Wasser des Landwehrkanals ergoss sich in den S-Bahn-Tunnel und lief am Bahnhof Friedrichstraße über den erst ein paar Jahre zuvor eröffneten Übergang auch in den Tunnel der Nord-Süd-U-Bahn (Linie U6) bis hinter die Stationen Wedding im Norden und Belle-Alliance-Straße (heute: Mehringdamm) im Süden. Vom damaligen U-Bahnhof Leipziger Straße (heute: Stadtmitte) der Nord-Süd-U-Bahn lief das Wasser über die Strecke der Linie A (heute: U2) zum Bahnhof Alexanderplatz und von dort in den Tunnel der Linie D (GN-Linie, heute: U8) bis hinter die Station Rosenthaler Platz. Auch die Linie E (heute: U5) unter der Frankfurter Allee stand bis zum Bahnhof Samariterstraße unter Wasser. Von insgesamt 63,3 Tunnelkilometern der U-Bahn waren rund 19,8 Kilometer von über einer Million Kubikmetern Wasser überflutet. Bezogen auf das Gesamtnetz war fast ein Viertel der Strecken betroffen. Am Bahnhof Potsdamer Platz war der Wasserhöchststand noch bis zur Sanierung nach 1989 zu erkennen.

## Jahre der Spaltung

### Wiederaufbau
Mit Inkrafttreten der bedingungslosen Kapitulation der Wehrmacht endete in Europa der Zweite Weltkrieg am 8. Mai 1945. Die Schadensbilanz für die Berliner U-Bahn war beträchtlich: Insgesamt wurden 437 Schadensstellen gezählt, sowie 496 beschädigte Fahrzeuge. 144 Volltreffer auf unterirdische, 33 auf oberirdische Strecken.

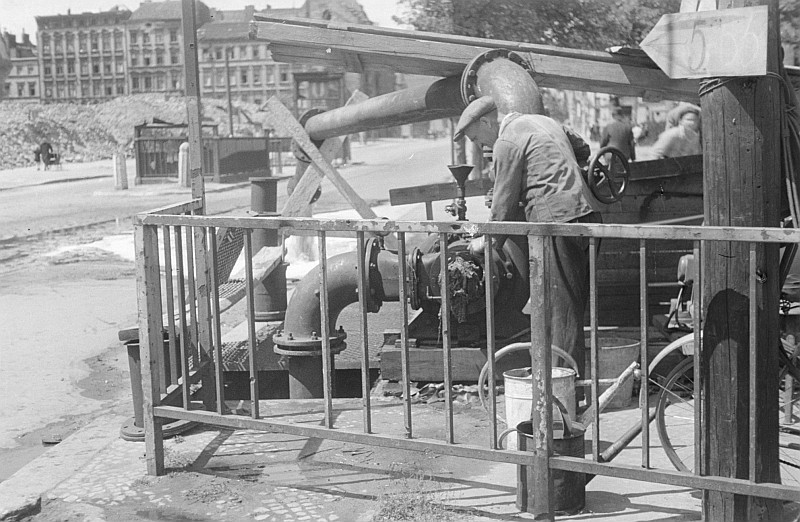
Abpumpen des Spreewasser an der U6, nähe U-Bahnhof Reinickendorfer Straße, Mai 1945

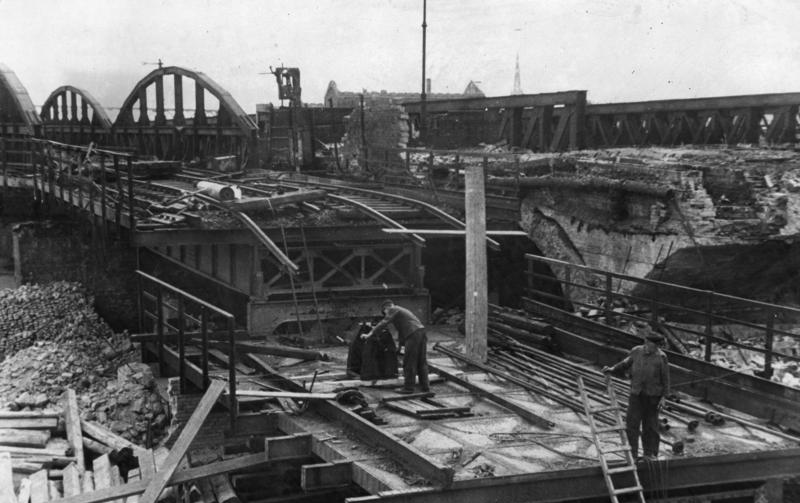
Brücke der heutigen Linie U2 über den Landwehrkanal, August 1945

Am schwersten hatte es die Frankfurter-Allee-Linie (heute: U5) und die Schöneberger U-Bahn (heute: U4) getroffen. Aber auch andere Streckenteile waren zerstört: zwischen Stadtmitte und Hallesches Tor (heute: U6), von Stadtmitte bis Gleisdreieck und vom Nollendorfplatz zum Bahnhof Zoo (beide: U2). Zu den zahlreichen Bombentreffern kamen aber auch noch die Wassermassen des Landwehrkanals hinzu. Etwa ein Drittel aller Strecken und 26 Bahnhöfe waren überflutet. Es wurden insgesamt etwa 400 Opfer bei der Berliner U-Bahn angenommen.
Das Ausmaß der Schäden war für heutige Zeiten unvorstellbar. Dennoch resignierten die Berliner nicht, sondern engagierten sich bei Schadensbeseitigung und Reparatur, sodass der Wiederaufbau bis 1950 bewerkstelligt war. Es gab auch immer wieder Verzögerungen, vor allem beim Auspumpen der überfluteten Tunnel, denn oft fehlte der nötige Treibstoff.
Doch bereits am 14. Mai 1945 konnten aufgrund eines noch funktionsfähigen Unterwerkes zwei Streckenteile im eingleisigen Pendelbetrieb eröffnet werden. Die ersten U-Bahn-Züge fuhren zwischen Hermannplatz und Bergstraße (Teil der heutigen U7) sowie zwischen Boddinstraße und Schönleinstraße (Teil der heutigen U8).
In den nächsten Wochen und Monaten konnten immer weitere neue Streckenstücke wiedereröffnet werden, sodass am 16. Juni 1945 die gesamte Linie D (heute: U8) wieder im Umlaufbetrieb befahren werden konnte. Die Bahnhöfe Adolf-Hitler-Platz und Horst-Wessel-Platz wurden wieder umbenannt. Man schraubte einfach die vorhandenen Schilder ab, darunter kamen die ursprünglichen Namen Reichskanzlerplatz und Schönhauser Tor wieder zum Vorschein.

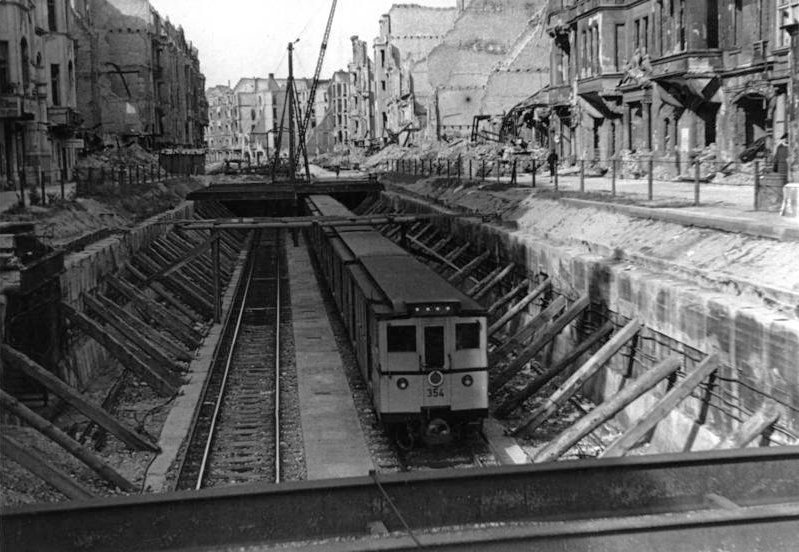
Zwischen 1945 und 1950 konzentrierten sich alle Anstrengungen auf die Wiederinbetriebnahme der Berliner Bahn-Netze. Zwischenzeitlich fuhr die U-Bahn aufgrund des Neubaus der Tunneldecken auch im offenen Tunnel, wie hier in der Nähe des U-Bahnhofs Nürnberger Platz.

Ende 1945 waren bereits 69,5 Kilometer Streckenlänge und 93 U-Bahnhöfe wieder befahrbar, etwa 91,6 Prozent des damaligen Netzes. Da die Bahnhöfe Stadtpark (heute: Rathaus Schöneberg), Kaiserhof (heute: Mohrenstraße) und Hausvogteiplatz total zerstört waren, verzichtete man vorerst auf deren Eröffnung und die Züge fuhren dort einfach durch. Der Bahnhof Osthafen wurde aufgrund der Nähe zur Station Warschauer Brücke (heute: Warschauer Straße) als einziger Berliner U-Bahnhof nicht wieder aufgebaut.
Die Spreeunterfahrung zwischen den Bahnhöfen Märkisches Museum und Klosterstraße bereitete große Schwierigkeiten. Zuerst konnte nur ein provisorisch hergestelltes Gleis befahren werden. Am 17. November 1946 konnte das zweite Gleis eröffnet werden. Das letzte Stück U-Bahn konnte am 27. April 1947 zwischen Gleisdreieck und Hallesches Tor (heute: U1) wiedereröffnet werden. Und am 18. August 1950 konnte die letzte noch nicht wiederhergestellte Station Mohrenstraße nun mit dem neuen Namen Thälmannplatz in Betrieb gehen.
Der Fahrzeugmangel war in der unmittelbaren Nachkriegszeit ein großes Problem und konnte nur schrittweise behoben werden. Grund hierfür war einerseits der am 11. Juli 1945 eingegangene Befehl der sowjetischen Besatzer, dass 120 C-Wagen aus der Betriebswerkstatt Friedrichsfelde beschlagnahmt werden sollten. Der Protest der BVG war vergeblich. Die eingezogenen U-Bahn-Züge verrichteten nun in Moskau ihren Dienst, zwischen 1949 und 1966 fuhren die Berliner C-Wagen nun auf der Moskauer Filjowskaja-Linie. Andererseits dezimierte aber auch ein Brand in der Abstellanlage Tempelhof den Wagenbestand weiter. Somit standen für die Linie E (Frankfurter Allee-Linie) sehr wenige Großprofil-Fahrzeuge zur Verfügung. Deshalb mussten vorhandene Kleinprofil-Fahrzeuge, wie schon in den 1920er Jahren, mit zusätzlich angebrachten Holzbrettern (auch „Blumenbretter“ genannt) auf dieser Großprofil-Linie fahren.

### Spaltung der BVG
Nachdem die Westalliierten beschlossen hatten, am 20. Juni 1948 in den Westzonen eine Währungsreform durchzuführen, reagierte die UdSSR und tat selbiges in der Sowjetischen Besatzungszone Deutschlands, einschließlich des Gebietes von Berlin. Daraufhin beschloss der Magistrat die Einführung der Westmark auch in Berlin, die aber nur in den Westsektoren verwirklicht werden konnte. Als Antwort riegelten die Sowjets ab dem 24. Juni mit der Berlin-Blockade die Transitwege zwischen Westdeutschland und den Westsektoren ab und unterbanden deren Stromversorgung aus dem Umland und dem Ostsektor. Die Straßen-, Bahn- und Schiffsverbindungen waren dagegen nicht blockiert. Am 26. Juni befahl der amerikanische General Lucius D. Clay die Einrichtung der Berliner Luftbrücke zur Versorgung der Westsektoren. Diese bestand bis zur Wiederfreigabe der Transitwege durch die Sowjets am 12. Mai 1949.
Ab dem 9. Juli 1948 18 Uhr musste die U-Bahn in den Westsektoren den Betrieb aus Strommangel einstellen, weil die West-Berliner Kraftwerke nicht genug Strom produzieren konnten. In Ost-Berlin wurden alle Strecken befahren. Auch auf den späteren Transitlinien (Linie C, später: U6; Linie D, später: U8) fuhren Züge.
Dieses Ereignis belastete die BVG neben der sich gerade vollziehenden Teilung Berlins erheblich. Der Sitz der BVG war seit 1945 in der Potsdamer Straße in Schöneberg. Um die Trennung beider Stadthälften zu verhindern, wurde in der Stralauer Straße im Ostsektor ein Kontaktbüro eingerichtet. Der damalige Leiter war Wilhelm Knapp, und so wurde das Büro nur noch das „Büro Knapp“ genannt. Dies war die De-facto-Spaltung der BVG. Ab dem 19. September 1949 nannte sich das „Büro Knapp“ nun „BVG-Ost“. So wurde die Trennung des stadteigenen Betriebs auch de jure vollzogen.
Für die BVG-Ost entstand dadurch ein großes Problem: Die Wartung der Kleinprofil-Fahrzeuge. Denn alle Kleinprofil-Werkstätten befanden sich in West-Berlin (Bw Grunewald und Bw Krumme Lanke). Die Fahrzeuge mussten fortan per Tieflader zur Großprofil-Werkstatt Friedrichsfelde gebracht werden. Um dieses Problem zu beseitigen, beschloss die BVG-Ost, einen Tunnel von der Linie A (heute: U2) zur Linie E (heute: U5) zu bauen. Die Bauarbeiten begannen 1951 und konnten rechtzeitig zum 50-jährigen U-Bahn-Jubiläum 1952 fertiggestellt werden. Durch den ersten Nachkriegs-Tunnelneubau in Berlin wurden die eigentlich zum Wiederaufbau vorgesehenen Reste des Grauen Klosters stark beschädigt. Die betriebsinterne Strecke wurde „Klostertunnel“ genannt.

## Dritte Bauphase

### 200-Kilometer-Plan, Richtlinien und neue Verkehrspolitik

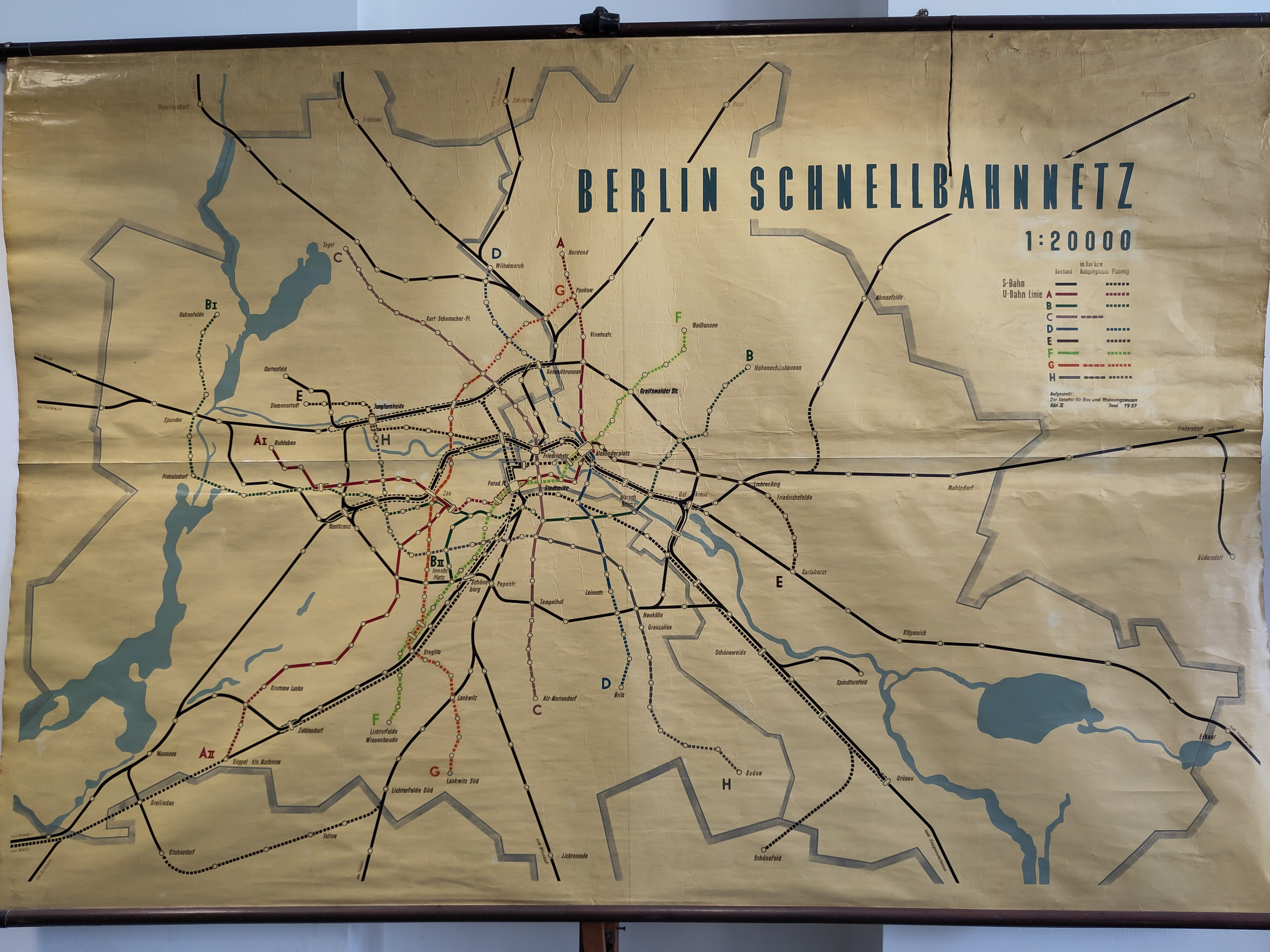
Berliner Schnellbahnnetz 1957
(mit 200-Kilometer-Plan)

Da Berlin zu weiten Teilen zerstört war, gab es die große Chance, einige Strecken neu- oder umzubauen. Erste Vorschläge zielten darauf ab, die Hochbahnviadukte zu entfernen, denn diese wurden teilweise als hässlich und störend empfunden. Der damalige Stadtrat für Verkehrsfragen, Ernst Reuter, lehnte dies jedoch ab:
Erstens seien diese Viadukte nun schon so alt, dass eine Gewöhnung eingetreten sei, an der man nicht rühren sollte; zweitens aber sollte man, wenn man schon viel Geld für U-Bahn ausgeben wolle, damit lieber neue U-Bahn-Strecken bauen, die der Bevölkerung auch neue Verkehrsverbindungen bringen würden.
Da dies nun vom Tisch war, wurde ein Plan für die Erweiterung des U-Bahn-Netzes vorgelegt:
| 1. Bauabschnitt |       |                      | |
| ehemals         | heute | Status               | Strecke |
| --------------- | ----- | -------------------- | --- |
| Linie C         | U6    | realisiert           | Seestraße – Scharnweberstraße                                                                                                |
| Linie A         | U2    | realisiert           | Vinetastraße – Pankow |
| Linie E         | U5    | geändert realisiert  | Friedrichsfelde – Karlshorst                                                                                                 |
| Linie CI        | U7    | realisiert           | Grenzallee – Blaschkoallee                                                                                                   |
| Linie D         | U8    | teilweise realisiert | Leinestraße – Britz |
| Linie CII       | U6    | realisiert           | Tempelhof – Teltowkanal |
| 2. Bauabschnitt |       |                      | |
| ehemals         | heute | Status               | Strecke |
| Linie C         | U6    | realisiert           | Scharnweberstraße – Tegel |
| Linie D         | U8    | geändert realisiert  | Gesundbrunnen – Wilhelmsruh                                                                                                  |
| Linie B         |       | nicht realisiert     | Warschauer Brücke – Bersarinstraße                                                                                           |
| Linie CI        | U7    | realisiert           | Blaschkoallee – Rudow |
| Linie D         |       | nicht realisiert     | Gradestraße – Mittenwalder Kleinbahn                                                                                         |
| Linie AII       |       | nicht realisiert     | Krumme Lanke – S-Bahnhof Zehlendorf West                                                                                     |
| Linie BII       |       | nicht realisiert     | Uhlandstraße – S-Bahnhof Halensee                                                                                            |
| Linie AI        |       | nicht realisiert     | Ruhleben – Spandau |
| Linie F         |       | nicht realisiert     | Alexanderplatz – Molkenmarkt – Spittelmarkt – Leipziger Straße – Potsdamer Straße – Hauptstraße – Rheinstraße – Schloßstraße |
| 3. Bauabschnitt |       |                      | |
| ehemals         | heute | Status               | Strecke |
| Linie F         |       | nicht realisiert     | Alexanderplatz – Rennbahnstraße – Weißensee                                                                                  |
| Linie G         | U9    | geändert realisiert  | Steglitz – Schloßstraße – Kaiserallee – Zoologischer Garten – Alt-Moabit – S-Bahnhof Putlitzstraße – Augustenburger Platz    |
| Linie H         | U7    | geändert realisiert  | Rohrdamm – Jungfernheide – Richard-Wagner-Platz – Fehrbelliner Platz – Möckernbrücke – Mehringdamm                           |

Der Plan wurde von 1953 bis 1955 entworfen und wurde alle paar Jahre an die aktuelle Situation angepasst. Das Ziel war, das Berliner U-Bahn-Netz auf 200 Kilometer Länge zu verlängern. Daher stammt auch der Name 200-Kilometer-Plan. Dieser Plan ist heute auch insofern noch gültig, da er in den Berliner Flächennutzungsplan eingegangen ist. Das Besondere damals war, dass der Plan sich ausschließlich an den Pendlerströmen und nicht an den damaligen Grenzen orientierte. Höchste Priorität im 200-Kilometer-Plan besaß der Ausbau der Linie C nach Tegel und Mariendorf. Deshalb wurden diese Streckenabschnitte auch zuerst gebaut.
Neben dem 200-Kilometer-Plan wurden auch die Richtlinien für den Bau von U-Bahnen beschlossen. Die neue Verkehrspolitik sah vor, dass die U-Bahn und der Autobus die zwei wichtigsten Verkehrsmittel werden würden, während die Straßenbahn durch jene ersetzt werden sollte. Dieser Beschluss stand nicht von Anfang fest, er kristallisierte sich erst nach und nach heraus.
Es begann mit einer Bestellung neuer Straßenbahnwagen und Autobusse, die inzwischen dringend benötigt wurden und für deren Finanzierung ein Kredit über zwölf Millionen Mark (kaufkraftbereinigt in heutiger Währung: rund 37,3 Millionen Euro) für den Kauf von 40 Straßenbahnwagen und 20 Autobussen beantragt wurde. An der Spitze der BVG wurden immer mehr Bedenken geäußert, denn einmal seien die Tests für den neuen Straßenbahntyp nicht erfolgversprechend verlaufen und zweitens wies man auf andere europäische Metropolen, in denen die Straßenbahnen ebenfalls eingestellt wurden. Die Straßenbahn wurde als überflüssig betrachtet, da Berlin zu jener Zeit bereits ein gutes Basis-U-Bahn-Netz besaß. Der damals stark wachsende Oberflächenverkehr würde die Straßenbahn (die damals meist ohne eigenen Gleiskörper fuhr) nur behindern. Diesem Problem könne man nur mit Tunnelstrecken entgegenwirken. Aufgrund dieser Argumente wurde der Kredit schließlich umgewandelt und mit Zustimmung des Berliner Senats für den Kauf von 120 Doppeldeckerbussen verwendet. Dies war zwar kein direkter Beschluss zur Abschaffung der Straßenbahn, doch war dies die logische Konsequenz daraus, wenn der Wagenpark nicht erneuert werden würde.
In den Richtlinien für den Bau von U-Bahnen wurde beschlossen, dass es zukünftig keine Linienverzweigungen, die es damals noch sehr häufig gab, geben sollte. Die Richtlinien gingen auch ausführlich darauf ein, wie die Bahnhöfe auszusehen haben, welche Geometrie die Tunnel haben, und dass Neubaustrecken nur noch im Großprofil gebaut werden sollten. Außerdem wurde festgelegt, dass in Zukunft bevorzugt Turmbahnhöfe oder Richtungsbahnsteige erbaut werden sollten. T- oder L-förmige Umsteigebahnhöfe sollten, wenn möglich, vermieden werden.

### Die Netze trennen sich

Ost-Berliner Verkehrsnetz mit zwei U-Bahn-Linien (blau dargestellt), 1984

Die Gründung der DDR löste bei den Berlinern eine große Unsicherheit aus. Viele West-Berliner mieden den Ostteil der Stadt und so bildeten sich neue Verkehrsströme, die den Ostsektor umfuhren. Anfang 1953 stellte die BVG auf den letzten Bahnhöfen in den Westsektoren Lautsprecher auf, die vor der Durchquerung des sowjetischen Sektors warnten (Beispiel: „Kochstraße, letzter Bahnhof im Westsektor“). Vor oder hinter diesen Bahnhöfen wurden Weichen eingebaut, um die Züge gegebenenfalls dort wenden zu lassen. Außerdem gestaltete die West-Berliner BVG den Fahrplan so, dass gleichzeitig eine U-Bahn Richtung Osten fuhr und ein anderer Zug wieder zurückkehrte. Somit würde der Westen bei Zwischenfällen nur wenige Fahrzeuge an den Osten verlieren.
Dies bewährte sich im Juni des Jahres 1953, als Ost-Berliner Arbeiter mit Protest auf die Erhöhung der Arbeitsnorm reagierten. Im Laufe des 17. Juni 1953 entwickelte sich ein Generalstreik. Die BVG-Ost und die Deutsche Reichsbahn stellten gegen etwa 11 Uhr den Betrieb der U-Bahn beziehungsweise der S-Bahn ein. Die Westzüge wendeten nun über die vorbereiteten Wendeanlagen. Insgesamt verlor die West-Berliner BVG aufgrund des durchdachten Fahrplans nur 18 Züge. Die BVG (West) legte auch den Nordabschnitt der Linie D mit den Bahnhöfen Voltastraße und Gesundbrunnen still, da dieser ohne Netzverbindung verkehrstechnisch unbedeutend war.
Wenige Tage später normalisierte sich die Lage wieder. Nun fuhren auch die S- und U-Bahnen in Ost-Berlin wieder. Als Folge des Aufstandes vom 17. Juni wurde eine neue Linienführung von Krumme Lanke nach Kottbusser Tor eingerichtet. Außerdem fuhr die Schöneberger U-Bahn jetzt nur noch bis Nollendorfplatz, nicht wie vorher bis Warschauer Brücke.

### Die erste neue U-Bahn-Strecke nach Tegel

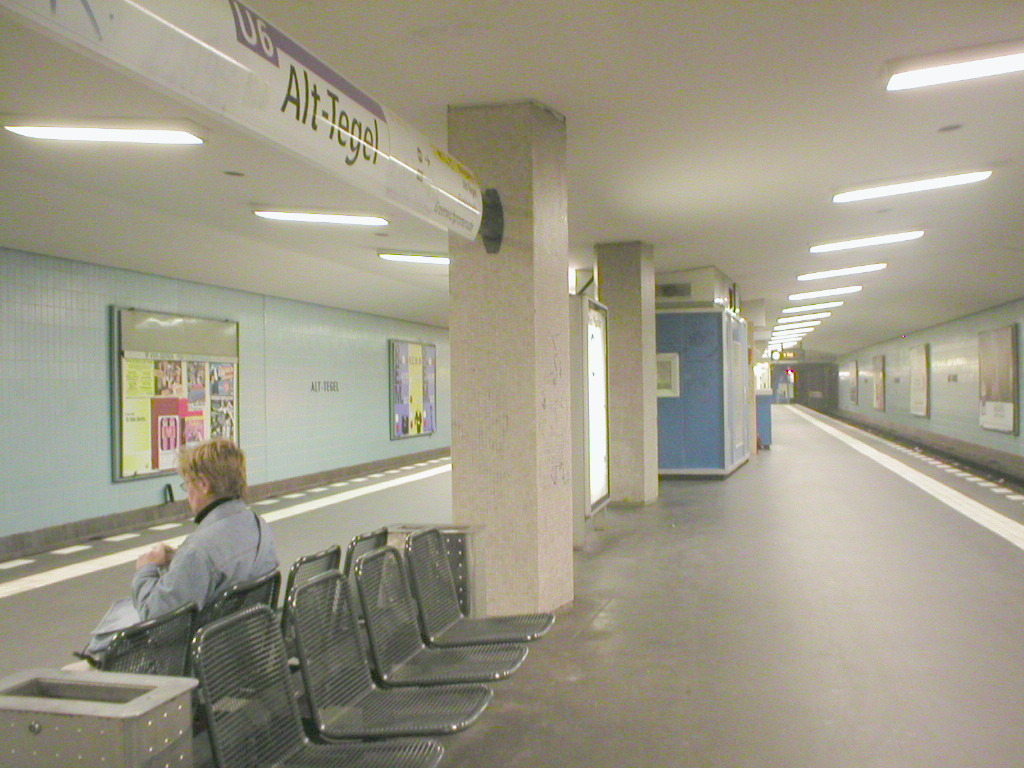
Endbahnhof der U6 im Norden, Alt-Tegel (früher: Tegel)

Als die Linie C in den 1920er Jahren gebaut wurde, wurde deren Verlängerung nach Tegel fest eingeplant. Nun konnten diese Pläne endlich verwirklicht werden. 1929 waren bereits 400 Meter Tunnel dafür entstanden.
Da in Berlin seit gut 20 Jahren keine Tunnel mehr gebaut wurden, mussten die U-Bahn-Bauer praktisch bei Null anfangen. Die Strecke vom bereits bestehenden Bahnhof Seestraße zum Zentrum des Ortsteils Tegel sollte keine schweren Hindernisse haben und mit dem Bau konnten auch einige Autobus- und Straßenbahnlinien eingestellt werden. So entschied man sich für diese Strecke als ersten Nachkriegsneubau im Westteil der Stadt.
Der erste Rammschlag fand am 26. Oktober 1953 in der Müllerstraße nördlich des Bahnhofs Seestraße statt. Die 6,9 Kilometer lange Strecke sollte in zwei Abschnitten gebaut werden: Seestraße – Kurt-Schumacher-Platz und Kurt-Schumacher-Platz – Tegel. Aus Kostengründen wählte man nördlich des Bahnhofs Kurt-Schumacher-Platz eine Dammbahn, denn der sehr hohe Grundwasserstand sprach gegen eine Einschnittbahn. Hinter jenem genannten Bahnhof steigt eine Rampe bis zum 15 Meter hohen Damm auf und erreicht den ersten Großprofildammbahnhof Scharnweberstraße. Hinter dem Bahnhof Holzhauser Straße geht die Strecke wieder in den Untergrund und folgt der wichtigen Berliner Straße bis ins Tegeler Zentrum.

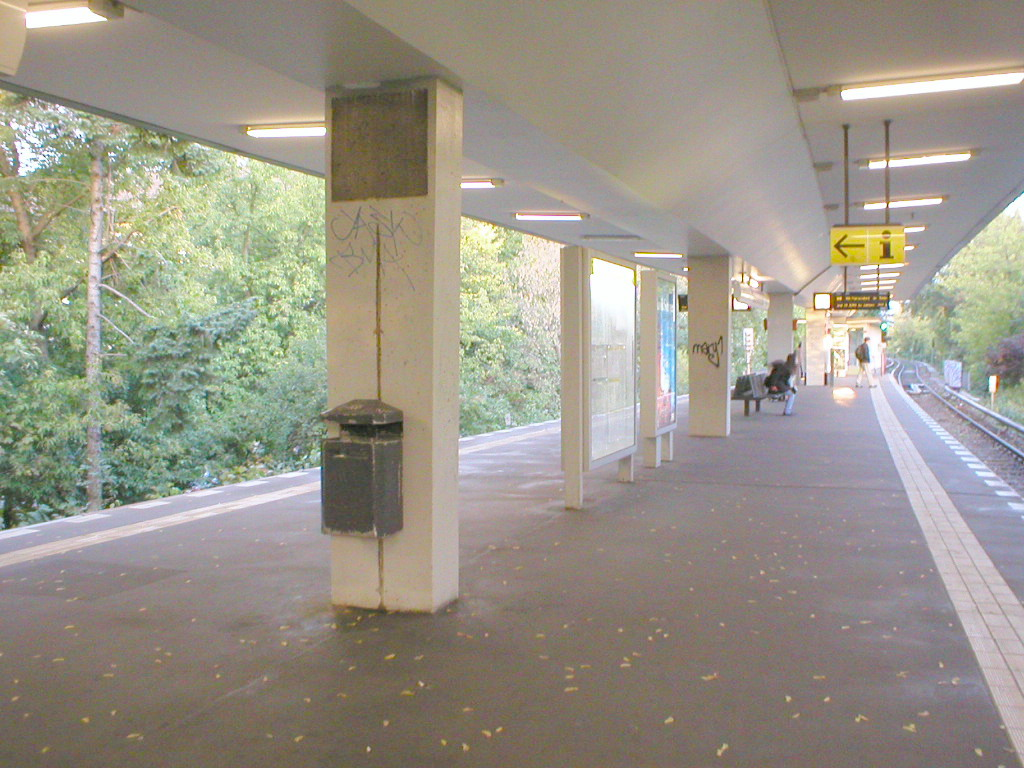
Dammbahnhof Scharnweberstraße

Die Bahnhöfe wurden im Stil der Vorkriegszeit sehr sachlich mit hellen pastellfarbenen Keramikfliesen ausgestaltet. Die Dammbahnhöfe wurden aus dem damals sehr beliebten Spannbeton gebaut. Diese erscheinen heute nur noch sehr wuchtig und strahlen nicht den Flair der Vorortbahnhöfe, wie zum Beispiel auf der südlichen U3, aus.
Der erste Abschnitt wurde am 23. April 1956, der zweite am 31. Mai 1958 eröffnet. Mit der Eröffnung der Linie C erfolgte eine weitgreifende Umstrukturierung des nördlichen BVG-Netzes. Dabei wurden auch zahlreiche Straßenbahnlinien in diesem Bereich stillgelegt.

### Die neue Linie G – von Steglitz bis zum Wedding

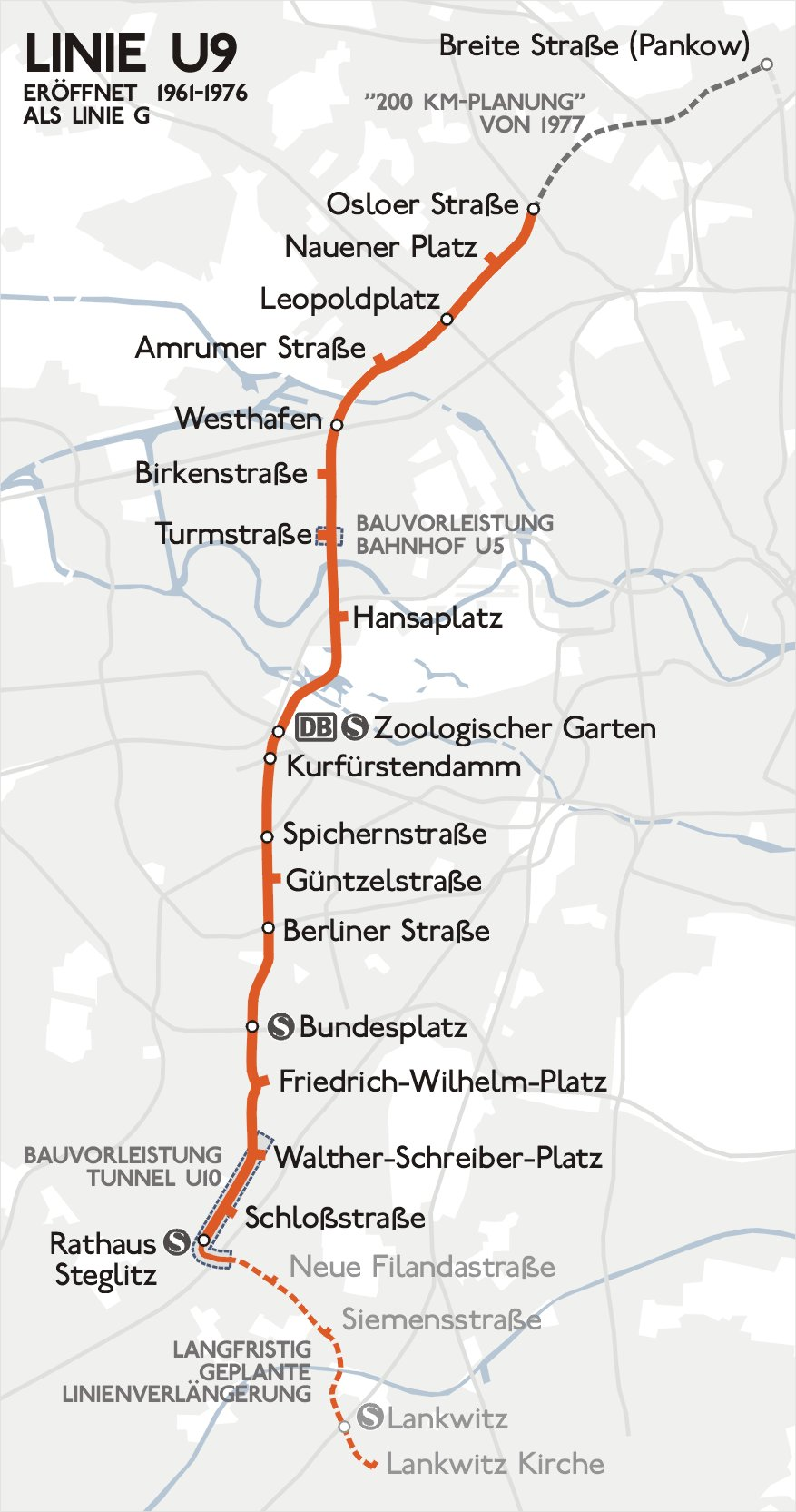
Karte der gesamten U-Bahn-Linie G (heute: U9)

Wie schon erwähnt, fixierten sich die West-Berliner nun auf Busse und Straßenbahnen, die den Ostsektor umfuhren. Außerdem brauchten die bevölkerungsreichen Bezirke Steglitz, Wedding und Reinickendorf eine Schnellbahnverbindung zum damals neu entstandenen West-Zentrum um den Zoologischen Garten. Diesen Verkehrsbedürfnissen konnte man jedoch nicht mit Streckenverlängerungen gerecht werden, sodass ein Neubau nötig wurde. Deshalb konzipierte man nach dem damals geltenden Buchstabenkonzept eine neue Linie G (heute: U9). Sie sollte von der Osloer Straße (Gesundbrunnen) über Moabit, das Zentrum am Zoo und Kurfürstendamm, die Bundesallee und die Schloßstraße zum Rathaus Steglitz am Hermann-Ehlers-Platz geführt werden. Diese Linie war nun bereits die dritte Nord-Süd-Linie, nach den Linien C (U6) und D (U8).

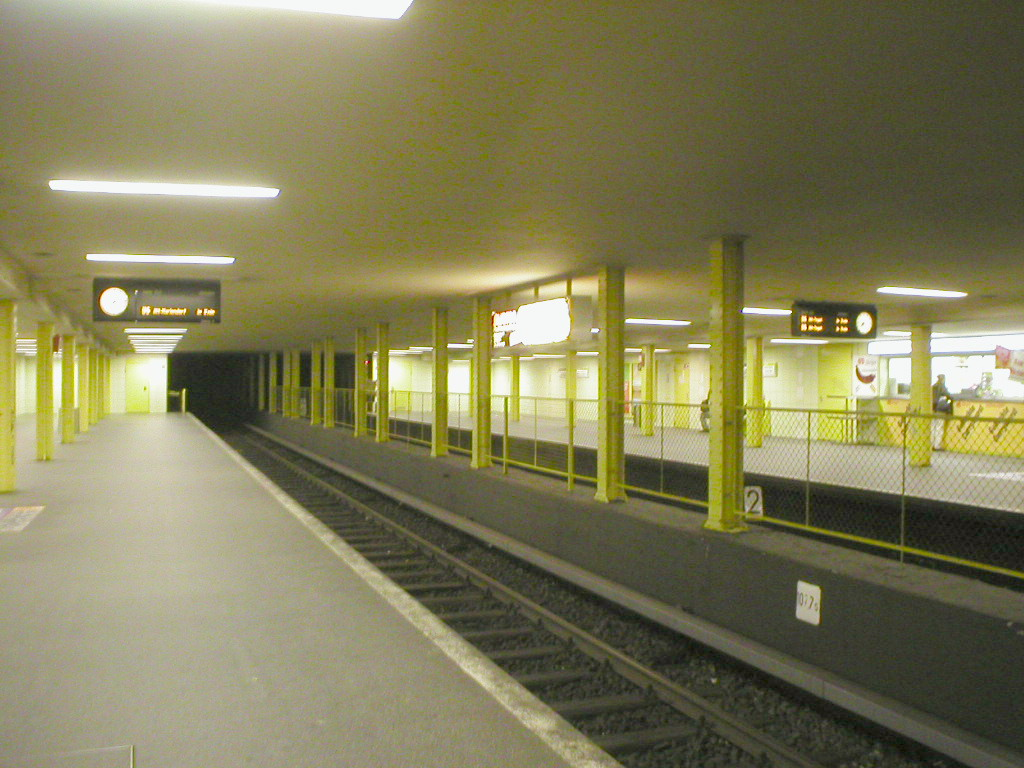
Neu errichtete Seitenbahnsteige der Linie C (heute: U6) im Bahnhof Leopoldplatz

Der erste Rammschlag für den Bau der neuen Linie erfolgte am 23. Juni 1955 im Großen Tiergarten. Diese U-Bahn-Strecke musste vier U-Bahn-Linien (heutige Linien U1, U2, U3 und U6), zwei S-Bahn-Strecken (Ring- und Stadtbahn) sowie drei Wasserläufe (Spree, Landwehrkanal und Berlin-Spandauer Schifffahrtskanal) unterqueren.
So fuhren 1960 für sechs Monate die Züge der Linie C (heute: U6) ohne Halt an der Station Leopoldplatz durch. In dem Zeitraum wurden der alte Mittelbahnsteig abgerissen und für die Linie C zwei neue Seitenbahnsteige erbaut. Direkt darunter erhielt die Linie G einen Mittelbahnsteig. Außerdem kam ein Betriebsgleis zur Haupt- und Betriebswerkstatt Seestraße dazu. Südlich des Leopoldplatzes folgt die Strecke der Luxemburger- und Putlitzstraße. Hier waren nun einige der erwähnten Hindernisse zu unterqueren: Der Berlin-Spandauer Schifffahrtskanal, die Ringbahn und ein sehr massiver Häuserblock. Diese Herausforderungen wurden erfolgreich gemeistert.

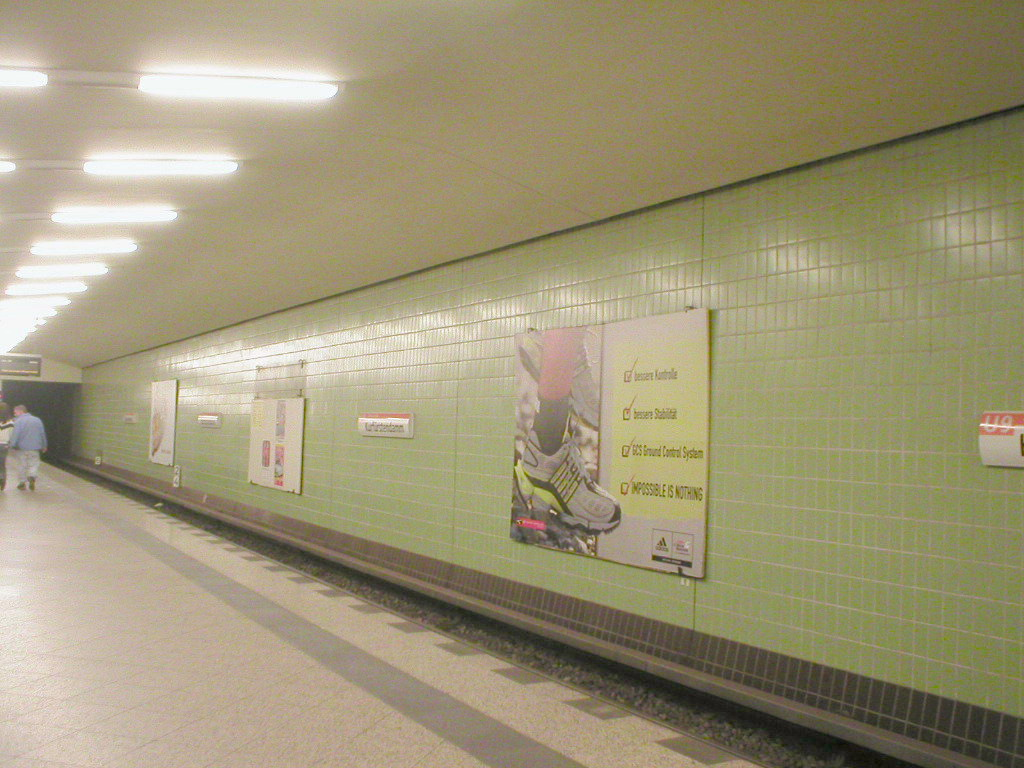
Neu erbauter Bahnhof Kurfürstendamm

Das nächste große Hindernis war das neue West-Zentrum um die Kaiser-Wilhelm-Gedächtniskirche, den Kurfürstendamm und den Bahnhof Zoo. Außerdem fuhr hier die stark benutzte Linie A (Stammlinie, heute: U2) zwischen Ruhleben und Pankow (Vinetastraße), deren Betrieb nicht gestört werden durfte. Am Kurfürstendamm, wo sich bereits die heutige U1 mit der Endhaltestelle Uhlandstraße befand, war der Tunnelbau wesentlich einfacher. Diese Kleinprofilstrecke als Teil der Linie B wurde vorübergehend stillgelegt und an der Kreuzung mit der Joachimsthaler Straße entstand der neue Umsteigebahnhof Kurfürstendamm.
Diese Situation wiederholte sich am vorläufigen Endpunkt der Linie G in der Bundesallee. Da es dort an der Querung mit der heutigen Linie U3 im Bereich Bundesallee/Spichernstraße keinen Bahnhof gab, wurde der neue Umsteigebahnhof Spichernstraße erbaut und Mitte 1959 der nahe gelegene Bahnhof Nürnberger Platz der U3 geschlossen. Jetzt war jedoch der Abstand von 1106 Metern zwischen den Stationen Wittenbergplatz und Spichernstraße nicht mehr akzeptabel, sodass als Ersatz der neue Bahnhof Augsburger Straße gebaut wurde. Diese beiden U-Bahn-Stationen erhielten Seitenbahnsteige, um den Eingriff in die vorhandene Substanz so gering wie möglich zu halten. Sie wurden am 2. Juni 1959 (Spichernstraße) beziehungsweise am 8. Mai 1961 (Augsburger Straße) eröffnet.
Alle neu erbauten Stationen orientierten sich sehr am Vorbild Grenanders. Sie folgten dem Stil der Neuen Sachlichkeit, die vom damaligen U-Bahn-Architekten Bruno Grimmek ausgeführt wurde.
Letztendlich wurden diese Bahnhöfe erweitert bzw. neu gebaut:
- Leopoldplatz (Erweiterung)
- Amrumer Straße
- Putlitzstraße (heute: Westhafen, später mit Übergang zur Ringbahn)
- Birkenstraße
- Turmstraße
- Hansaplatz
- Zoologischer Garten (Erweiterung, Übergang zur U2 und zur Stadtbahn)
- Kurfürstendamm (Übergang zur U1)
- Spichernstraße (Übergang zur U3)
- Augsburger Straße (auf der Linie U3)

Die Linie G sollte am 2. September 1961 in Betrieb genommen werden. Doch bereits am 13. August befahl die DDR-Regierung den Bau der Mauer. Deshalb wurde der Eröffnungstermin auf den 28. August vorverlegt, was die Notwendigkeit dieser neuen U-Bahn-Linie bewies.

### Mauerbau
1961 befahl der SED-Generalsekretär Walter Ulbricht den Bau der Berliner Mauer rund um West-Berlin. Der damalige Innenminister Karl Maron ließ im Punkt 3 des Befehls 003/61, auch als „Maron-Befehl“ bekannt, folgendes verkünden:

„Die U-Bahnzüge der Linie A aus und in Richtung Pankow enden und beginnen auf dem U-Bahnhof Thälmannplatz und aus und in Richtung Westberlin auf dem U-Bahnhof Potsdamer Platz. Die U-Bahnzüge der Linie C halten im demokratischen Berlin nur auf dem Bahnhof Friedrichstraße. Alle anderen im demokratischen Berlin gelegenen U-Bahnhöfe werden für jeglichen Publikumsverkehr gesperrt. Die im demokratischen Berlin gelegenen U-Bahnhöfe der Linie D werden für jeglichen Publikumsverkehr gesperrt. Der Bahnhof Warschauer Brücke der U-Bahn-Linie B wird für jeglichen Publikumsverkehr gesperrt.“

Durch diesen Beschluss wurden die Bahnhöfe der Linien C und D im Ostsektor zu sogenannten „Geisterbahnhöfen“. Die Umsteigemöglichkeiten an den Bahnhöfen Alexanderplatz und Stadtmitte wurden zugemauert.
Die BVG ließ ihre Züge jedoch nicht wie von Karl Maron geplant am Potsdamer Platz kehren, sondern bereits eine Station zuvor am Gleisdreieck. Dort hatte man als Vorsichtsmaßnahme Anfang der 1950er Jahre die Kehrgleise eingebaut. So benutzte die BVG-Ost den Bahnhof Potsdamer Platz nach Absprache mit der West-BVG als Kehranlage.
Mit diesem Beschluss waren die letzten gemeinsamen Berliner Verkehrsmittel, U-Bahn und S-Bahn, getrennt, denn die Straßenbahn fuhr bereits seit 1953 (Anlass war, dass die West-Berliner Polizei Straßenbahn-Züge mit Fahrerinnen stoppte) und die Omnibusse schon lange nicht mehr über die Sektorengrenze.
Die Folge des 13. August 1961 war, dass in West-Berlin zu einem S-Bahn-Boykott für die von der Deutschen Reichsbahn betriebenen Strecken aufgerufen wurde. Es skandierten nicht selten die Sprüche: „Der S-Bahn-Fahrer zahlt den Stacheldraht“ oder „Keinen Pfennig mehr für Ulbricht“. So fuhren die Berliner mehr mit U-Bahn, Bus und – wenn noch vorhanden – mit der Straßenbahn.
Für die Nutzung der beiden Nord-Süd-Strecken, auf deren „Geisterbahnhöfen“ die Züge nur langsam durchfahren konnten und deren Bahnsteige lange Zeit von bewaffneten „Grenzorganen“ bewacht wurden, zahlte der West-Berliner Senat jährlich 20 Millionen Mark (DM) an die DDR.

### U-Bahn-Bau bis Rudow

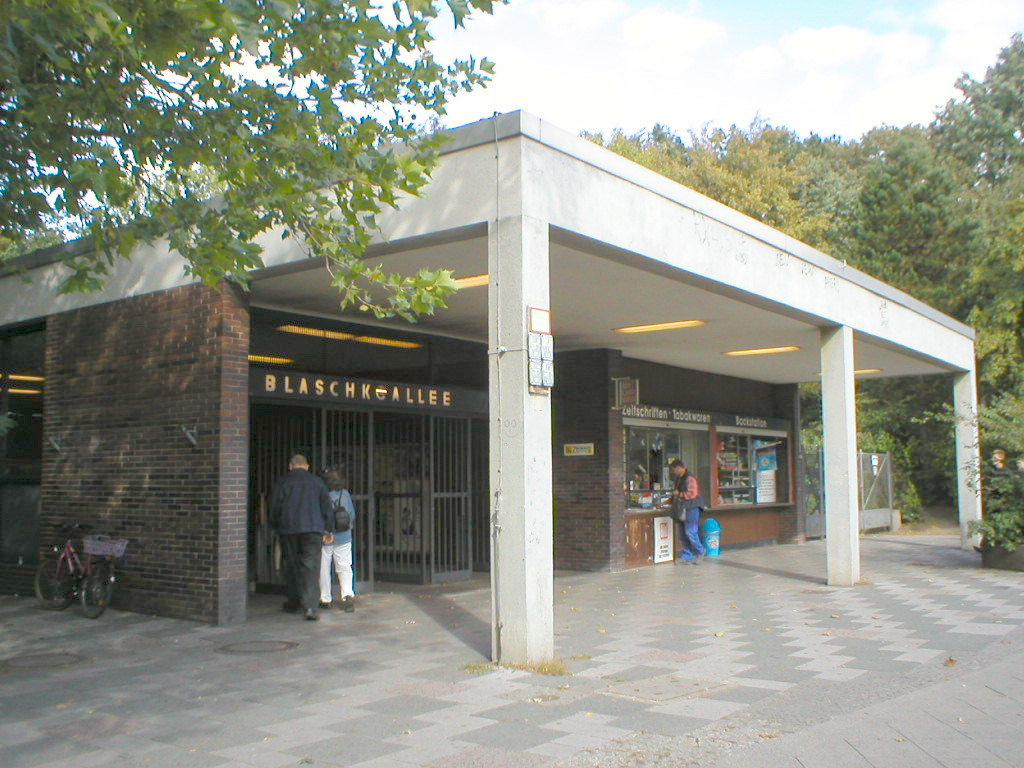
Eingang des 1963 eröffneten Bahnhofs Blaschkoallee

Im Süden West-Berlins wurden zwei riesige neue Wohnsiedlungen mit dem Namen Britz und Britz-Buckow-Rudow (BBR), die heutige Gropiusstadt, errichtet. Für diese Großprojekte sollte auch eine möglichst gute Schnellbahnverbindung ins West-Berliner Zentrum erbaut werden. Dafür sah man die Linie CI vor, die künftig als eigene Linie betrieben werden sollte. Die Strecke von 6,2 Kilometer Länge wurde in drei Abschnitten in Richtung Süden gebaut. Grenzallee – Britz-Süd (1963), Britz-Süd – Zwickauer Damm (1970) und Zwickauer Damm – Rudow (1972). Der erste Rammschlag für die Verlängerung fand am 2. November 1959 in der Nähe des damaligen Endbahnhofs Grenzallee statt. Damals diskutierte man heftig, ob die Linie im Süden nicht als Damm- oder Einschnittbahn angelegt werden sollte. Die Planer, besonders Professor Walter Gropius, und die BVG wehrten dies ab mit der Begründung, dass so die Siedlung geteilt werden würde, was nicht das Ziel wäre.
Die Strecke folgt der Buschkrugallee unter dem Teltowkanal hindurch, schwenkt unter die Fritz-Reuter-Allee und unterfährt diese bis zum U-Bahnhof Britz-Süd. Dort wurde beim U-Bahn-Bau auch die erste Halle der neuen Betriebswerkstatt Britz-Süd errichtet, denn diese war nun durch die Verlängerungen und die dafür beschafften Fahrzeuge nötig geworden. Die Linie war direkt mit dem Siedlungsbau Britz-Buckow-Rudow verbunden; so waren keine Straßen zu unterqueren, da diese ja erst später gebaut werden mussten. Eine weitere Folge war, dass die Ausgänge nun günstig gelegt werden konnten und keine Verteilergeschosse vorzusehen waren.

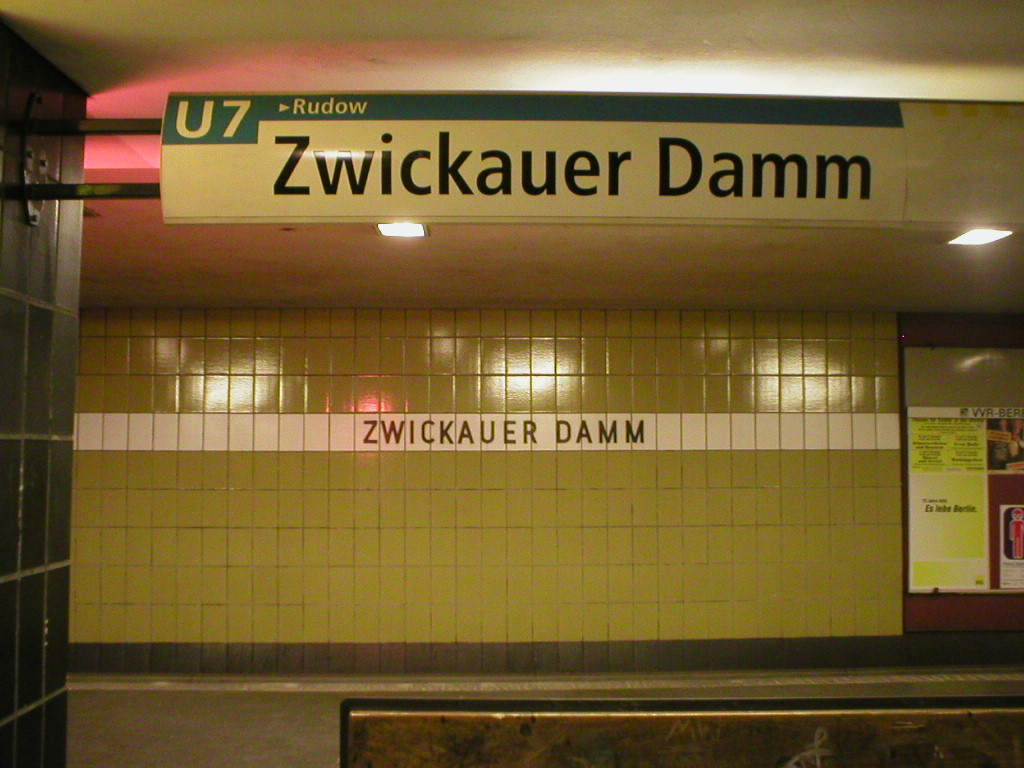
U-Bahnhof Zwickauer Damm

Einziges bauliches Hindernis auf dieser Strecke war der Teltowkanal, der aber gut gemeistert werden konnte. Die Ausgestaltung der Bahnhöfe bis Britz-Süd übernahm nun Werner Düttmann, nachdem Bruno Grimmek seine Arbeit bei der U-Bahn beendete. Düttmann arbeitete vor allem mit kleinteiligen und rechteckigen Fliesen. Ab Johannisthaler Chaussee war der Architekt Rainer Gerhard Rümmler für die Stationen zuständig. Dieser verwendete wiederum größere Keramikfliesen, gestaltete die Bahnhöfe jedoch dunkler als die bisherigen Berliner Bahnhöfe. Rümmler war für alle neu zu bauenden Berliner U-Bahnhöfe bis 1998 zuständig.

### Linie C bis nach Mariendorf

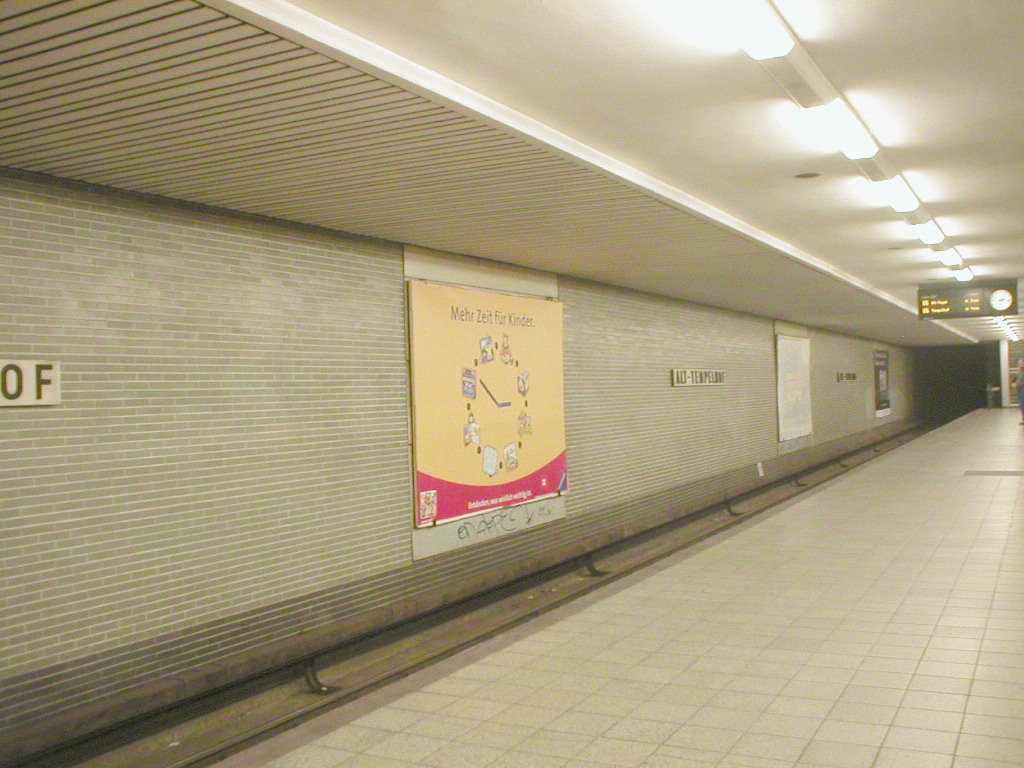
U-Bahnhof Alt-Tempelhof

Schon seit dem Bau der Linie C (heute: U6) war es geplant, diese Linie bis nach Alt-Mariendorf zu verlängern. Auch die Nationalsozialisten planten diese Linie bis zur Mariendorfer Trabrennbahn zu bauen. Nun, da das Geld aus dem Bundeshaushalt reichlich zur Verfügung stand, konnte die lang ersehnte Verlängerung erbaut werden. Dennoch diskutierte man oft über die Kosten, es wurde zum Beispiel vorgeschlagen die Strecke neben dem Tempelhofer beziehungsweise Mariendorfer Damm als Einschnittbahn zu bauen. Die BVG wehrte sich dagegen mit der Begründung, dass man ja das Tempelhofer Rathaus und die wichtige Einkaufsstraße anbinden wolle und dies nur mit einer unterirdischen Linie möglich wäre.
Der erste Rammschlag für die 3,5 Kilometer lange Strecke fand am 6. März 1961 statt. Eröffnet wurde sie bis zum U-Bahnhof Alt-Mariendorf am 28. Februar 1966. Die Strecke folgt vom S- und U-Bahnhof Tempelhof geradlinig Richtung Süden dem Tempelhofer Damm und trifft dann auf den Teltowkanal. Ähnlich wie beim Bau der heutigen Linie U7 in Richtung Rudow war auch hier dieses Gewässer das größte Problem auf der Strecke. Da es generell weit kostengünstiger ist, eine Brücke zu bauen als einen Tunnel, die U-Bahn aber unter den Straßen Tempelhofer Damm bzw. Mariendorfer Damm verlaufen sollte, wählte man hierzu eine Doppelstockbrücke, bei der die U-Bahn unten fährt und oben die Straße verläuft. Im östlichen Teil der heutigen Stubenrauchbrücke befindet sich sogar noch ein Teil des U-Bahnhofs Ullsteinstraße. Da aber für die Schiffe die Durchfahrtshöhe von 4,6 Metern eingehalten werden musste, erbaute man für die Straße Rampen. Die Straßenebene lag durch diese Konstruktion 1,2 Meter über dem ursprünglichen Niveau.

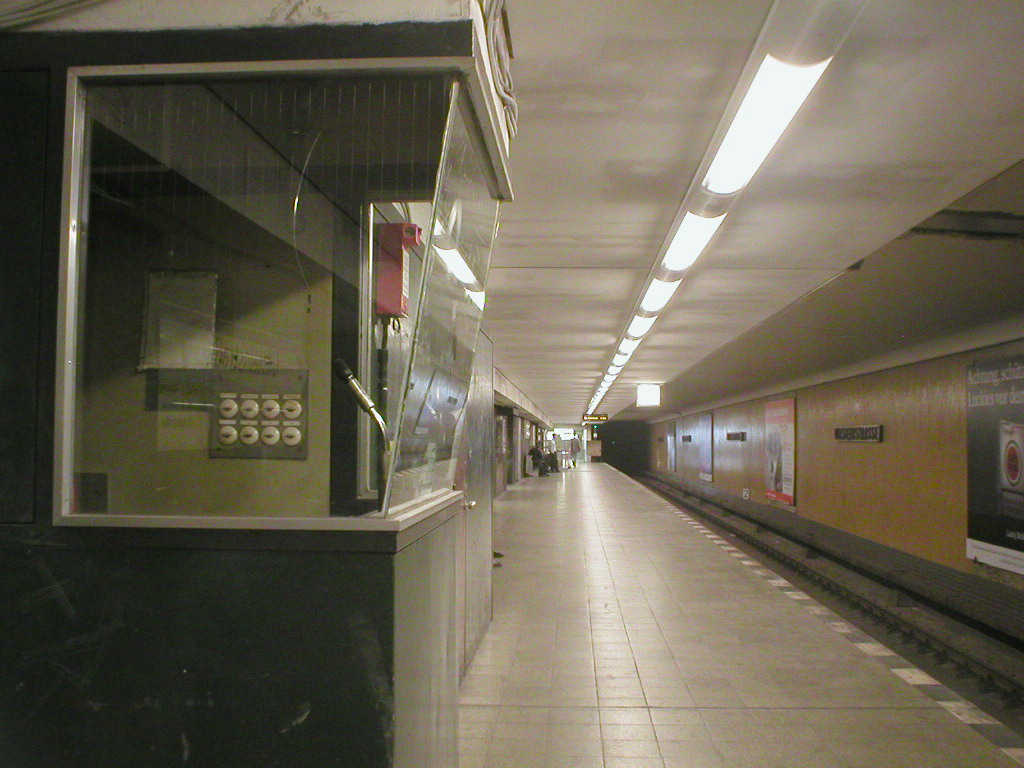
U-Bahnhof Ullsteinstraße

Südlich des Teltowkanals folgt die U-Bahn dem Mariendorfer Damm bis zum Endbahnhof Alt-Mariendorf, der an der Kreuzung der Reißeckstraße bzw. Friedenstraße mit dem Mariendorfer Damm errichtet wurde. Von diesem Ort führen heute zahlreiche Buslinien in die locker bebaute Umgebung, die eine U-Bahn-Linie nicht unbedingt rechtfertigt. Mit diesem Ausbau war die heutige Linie U6 vollendet. Weitere Ausbauten sind heute nicht mehr geplant.
Abgesehen vom Bahnhof Alt-Tempelhof wurden alle Bahnhöfe vom senatsangestellten Architekten Rainer Gerhard Rümmler gestaltet. Genauso wie bei der südlichen U7 verwendete er hier große rechteckige Keramikfliesen. Bei Fahrgästen sind diese Bahnhöfe nicht sehr beliebt, denn sie sind recht dunkel gehalten. Außerdem bedürfen die Bahnhöfe inzwischen einer dringenden Sanierung.

### Der Tierpark bekommt eine U-Bahn
Schon seit langem wurde eine Verlängerung der Linie E (heute: U5) über ihren damaligen Endpunkt Friedrichsfelde hinaus geplant. Diese Linie sollte sogar bis zum Ortsteil Karlshorst führen, der vor allem für seine Villenkolonie bekannt war. Dort hatte sich auch in der Nachkriegszeit die sowjetische Militäradministration eingerichtet. Doch beide Gründe reichten nicht aus, um die Verlängerung der Linie E dorthin zu rechtfertigen. Denn das Einzige, was die DDR damals baute, waren Wohnungen in ungeahnten Ausmaßen. Zu den ersten zu bebauenden Gebieten gehörten Flächen um den Tierpark. Für etwa 25.000 Bewohner sollten hier 9000 Wohnungen errichtet werden. Dieses Wohnviertel sollte selbstverständlich auch eine Nahverkehrsanbindung bekommen. Die beste Variante war, die Linie E um eine Station zu verlängern. Zusätzlich zu den zukünftigen Einwohnern des Viertels wurden auch noch etwa 2,5 Millionen Tierparkbesucher pro Jahr hinzugezählt. Für diese zu erwartenden Fahrgastströme lohnte sich die Verlängerung der U-Bahn.

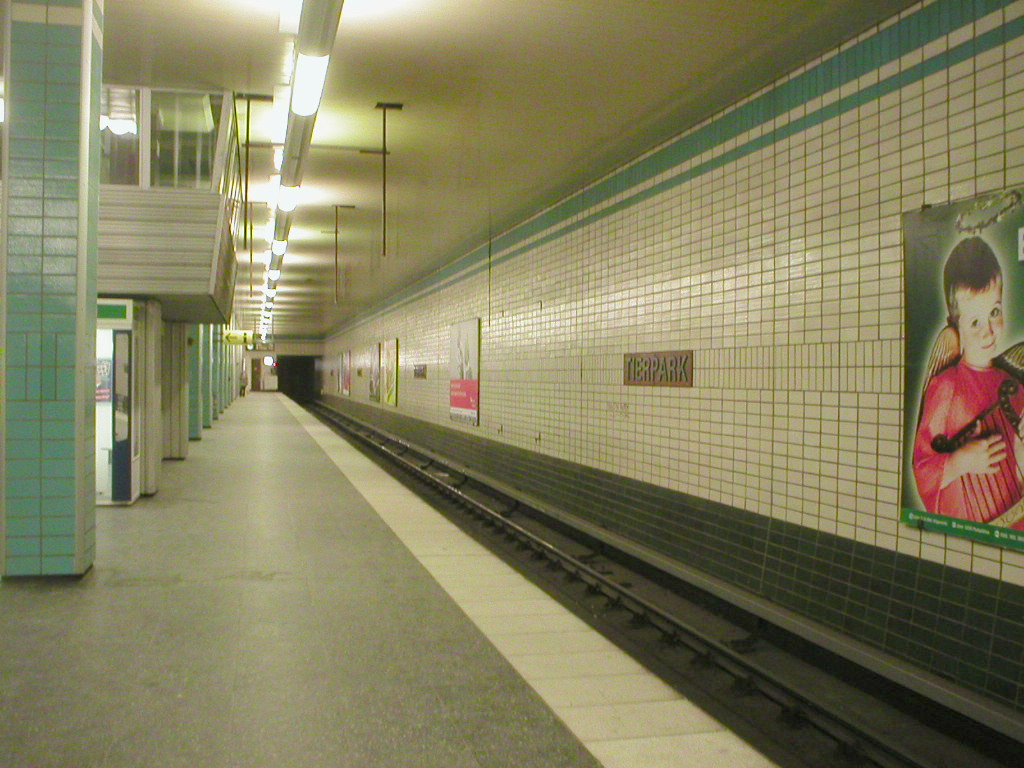
Erster in Ost-Berlin neu errichteter U-Bahnhof

Die Bauarbeiten für das erste U-Bahn-Neubau-Projekt der DDR begannen 1969. Die Strecke verläuft nordöstlich an der Betriebswerkstatt Friedrichsfelde vorbei und erreicht dann die Straße Am Tierpark. Dort entstand der neue Endbahnhof Tierpark. Die Gestaltung des Bahnhofs orientierte sich an den davor liegenden von Grenander entworfenen Bahnhöfen. Cremefarbene Fliesen und türkisfarbene Stützen prägen heute das Stationsbild. Der Bahnhof wurde mit einer großen, dreischiffigen Halle, die mit zwei Stützenreihen versehen war, erbaut. Damals wie heute sehr ungewöhnlich wurde das Abfertigungshäuschen hochgelegt, sodass das Personal zwar einen guten Überblick über den Bahnhof hat, für die Fahrgäste jedoch der Blick durch die Halle versperrt wird.
Die 1,2 Kilometer lange Strecke wurde am 25. Juni 1973 eröffnet. Die lange Bauzeit von vier Jahren entstand einerseits durch die Mangelwirtschaft der DDR und das Fehlen von Betonfertigteilen, andererseits durch die notwendigen Verlegungsarbeiten der Betriebswerkstatt und durch einen Brand in der Abstellanlage Alexanderplatz.

### Die neue Linie 7 und geänderte Linienbezeichnungen

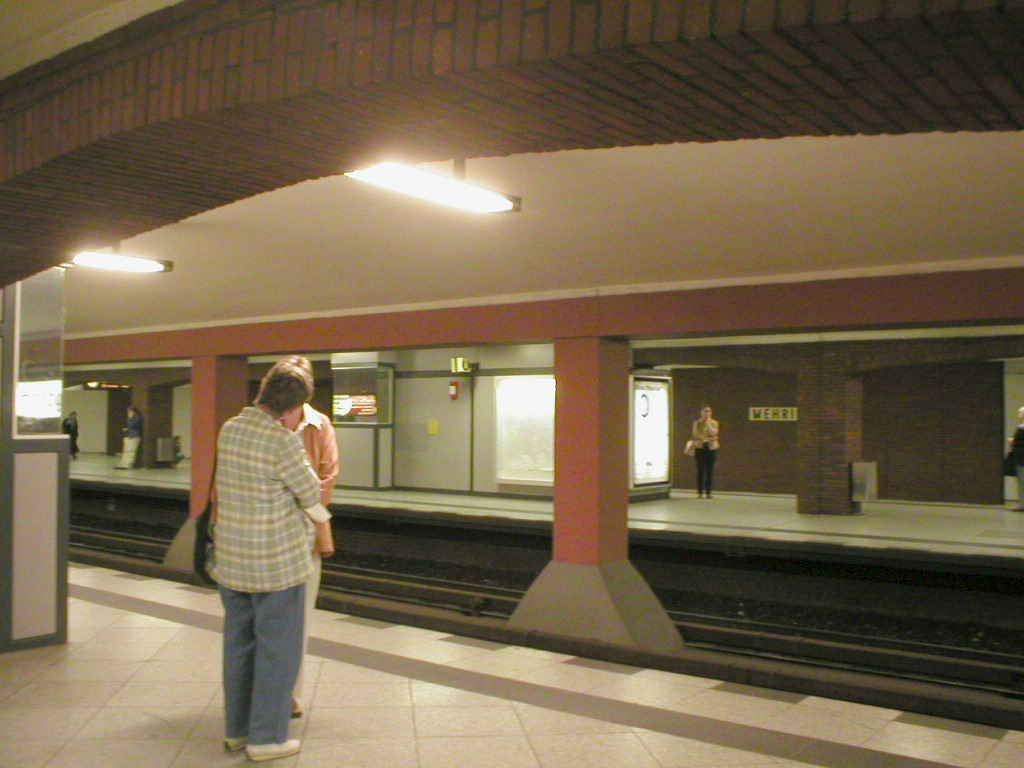
Umgebauter U-Bahnhof Mehringdamm, Bauzustand 2004

Im Jahr 1924 wurde der heutige U-Bahnhof Mehringdamm als Belle-Alliance-Straße eröffnet. Dieser Bahnhof besaß zwei Bahnsteige: einen Seitenbahnsteig und einen Mittelbahnsteig. Vom Mittelbahnsteig fuhren die Linien CI und CII in Richtung Seestraße, vom Seitenbahnsteig abfahrend trennten sie sich. Diese Linienverzweigung stellte sich später als problematisch heraus, sodass in den 1950er Jahren in den Richtlinien für den Bau von U-Bahnen die Abschaffung der Linienverzweigungen beschlossen wurde. Außerdem führten diese Linien die Verkehrsströme am damaligen Zentrum um den Bahnhof Zoo vorbei. Dadurch würde die Umsteigestation Hallesches Tor sehr belastet, wofür diese nicht ausgelegt war. Deshalb sollte der Neuköllner Ast von der Nord-Süd-U-Bahn getrennt und zu einer eigenständigen U-Bahn-Linie umgebaut werden.

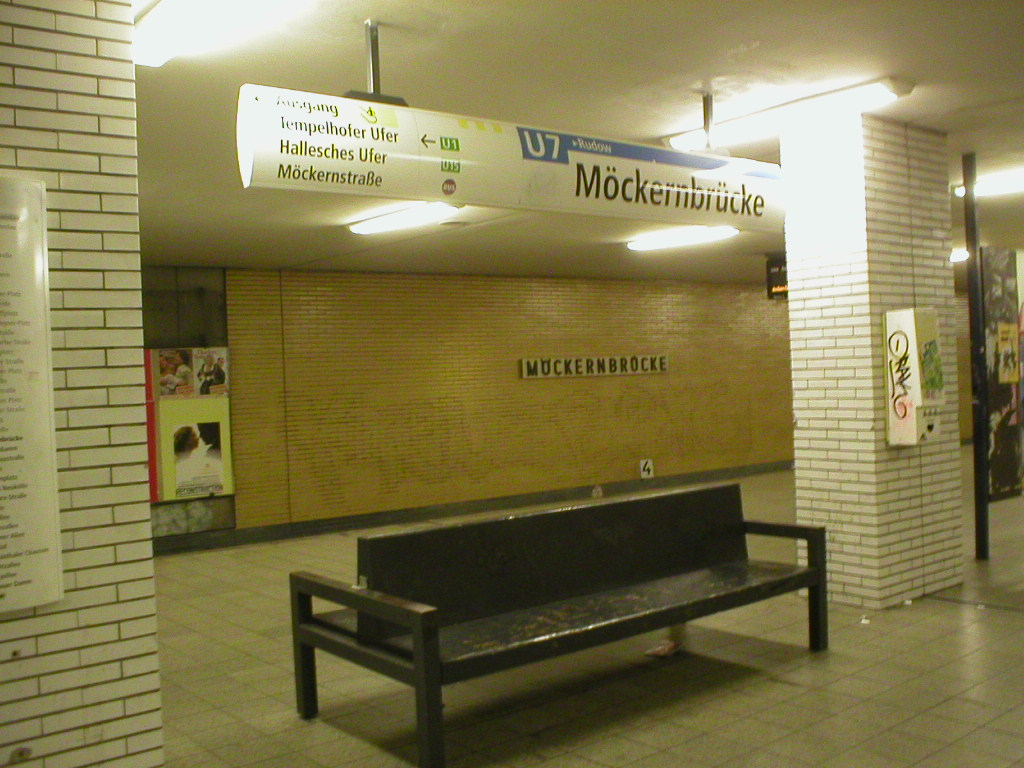
U-Bahnhof Möckernbrücke

Im 200-Kilometer-Plan war zwar festgeschrieben, dass die getrennte Linie H (heute: U7) nach Wilmersdorf fahren sollte, doch dies war nicht so schnell zu realisieren wie gewünscht. Auch ein Ende der Linie am Bahnhof Mehringdamm war ungünstig, denn es wäre trotzdem zum großen Umsteigeverkehr am Halleschen Tor gekommen. Deshalb wählte man den bereits bestehenden Hochbahnhof Möckernbrücke als Knotenpunkt aus. Die zukünftige Linie H würde nun auf eigener Strecke zum Bahnhof Möckernbrücke verkehren und die Linie C ebenfalls auf eigener Strecke von Tegel bis nach Mariendorf. Neben dem Neubau des U-Bahnhofs Möckernbrücke wurde auch ein Umbau des Bahnhofs Mehringdamm notwendig, der nun eine Station mit Richtungsverkehr sein sollte. Die Bauarbeiten begannen im Sommer 1962 und wurden am 26. Februar 1966 beendet.
Ab 1. März wurden im West-Netz die Linienbezeichnungen und Linienführungen gemäß den U-Bahn-Richtlinien umgestellt, die Buchstaben wurden schon 1958 abgeschafft.
Der Bahnhof Möckernbrücke liegt direkt neben dem Landwehrkanal, sodass eine teure Unterfahrung des Kanals vermieden werden konnte. Dieser Bahnhof wird von einer Spundwandkonstruktion abgegrenzt, ähnlich wie am Bahnhof Spittelmarkt der heutigen U2. Eine überdachte Brücke über dem Landwehrkanal verbindet den U- mit dem Hochbahnhof. Gleichzeitig erhielt der Hochbahnhof der heutigen Linie U1 vier Rolltreppen. Mit Eröffnung der Linie 7 war das Berliner U-Bahn-Netz 93 Kilometer lang und hatte 105 Bahnhöfe.
Die Fahrgäste konnten somit niemals die Linie H benutzen, weil das Buchstabensystem am 28. Februar 1966, dem Tag der Betriebseröffnung der Strecke zur Möckernbrücke, durch ein System mit arabischen Ziffern ersetzt wurde. Nun hieß die Linie H fortan „Linie 7“. Die Linienziffern wurden der komplizierten Chronologie nach geordnet. Nachdem die Pendelstrecke zum Richard-Wagner-Platz wegen des Baus der U7 stillgelegt wurde, wurde die Nummer 5 stets für die Ost-Berliner U-Bahn-Linie zum Tierpark, die später nach Hönow verlängert wurde, freigehalten. 1984, als die BVG auch die West-Berliner S-Bahn übernahm, wurden nach westdeutschem Vorbild vor die Liniennummer auch ein „U“ für U-Bahn beziehungsweise ein „S“ für S-Bahn davorgesetzt.

### U-Bahn-Bauboom im Westen
Da die Subventionen aus dem Bundeshaushalt auch weiterhin nach Berlin flossen, wurde wie bisher an der U-Bahn gebaut. Am 29. Januar 1971 wurde eine der bisher größten Streckenverlängerungen verwirklicht. Die Linie U7 fuhr nun von der Möckernbrücke bis zum Fehrbelliner Platz, die Linie U9 von der Spichernstraße bis zum Walther-Schreiber-Platz. Elf neue Bahnhöfe mit neun Kilometern Strecke gingen an diesem Tag in Betrieb. Bei beiden Neubauten war der Rammschlag am 1. Juli 1962. Damit erhielten die Steglitzer und Neuköllner Einwohner eine neue Verbindung ins West-Berliner Zentrum und mussten nicht mehr den langsameren Busverkehr benutzen.

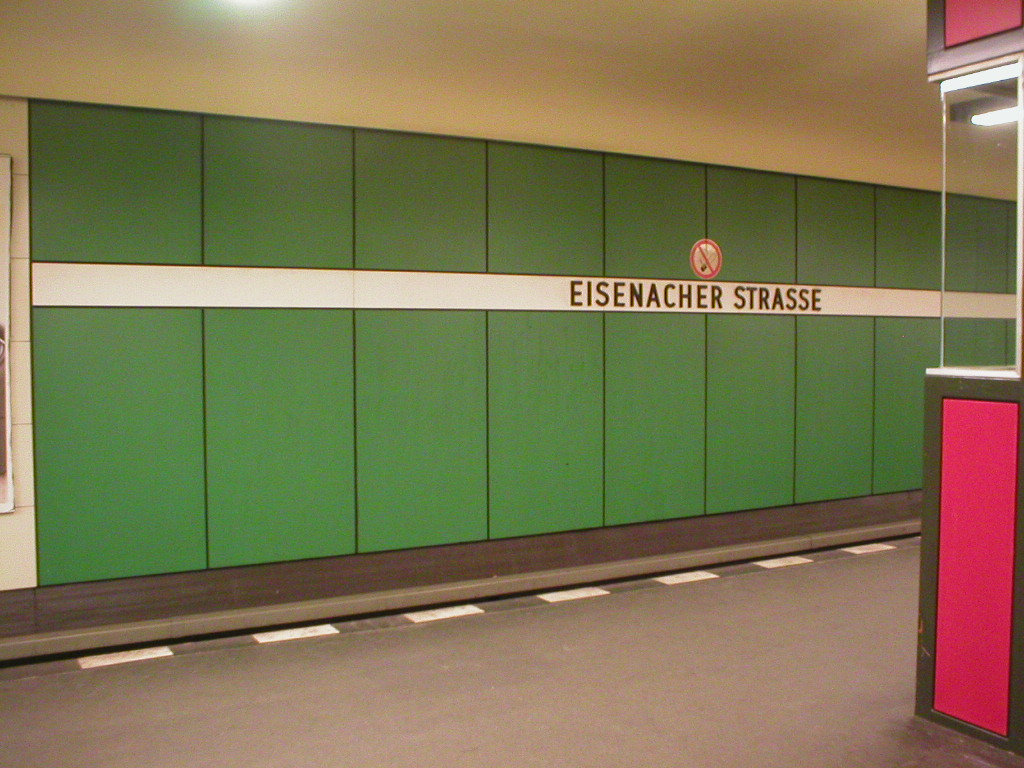
Grüne Wandpaneele verkleiden den U-Bahnhof Eisenacher Straße (U7)

Die Linie U7 führt hinter dem U-Bahnhof Möckernbrücke mit großen Kurven unter dem Anhalter Güterbahnhof und dem S-Bahnhof York- bzw. Großgörschenstraße durch. Außerdem wurde ein Umsteigebahnhof zu den S-Bahn-Linien S1 und S2 errichtet. Nun führt die Strecke unter dem Wilmanndamm zum neuerbauten U-Bahnhof Kleistpark. Hier erhielt auch endlich die BVG-Verwaltung, die direkt am Kleistpark in der Potsdamer Straße ihren Sitz hatte, einen direkten U-Bahn-Anschluss. Wie im damaligen 200-Kilometer-Plan vorgesehen, sollte eine Linie U10 von Weißensee über den S-Bahnhof Greifswalder Straße, Alexanderplatz, Leipziger Straße, Potsdamer Platz, Potsdamer Straße, Schloßstraße nach Lichterfelde geführt werden. Am Bahnhof Kleistpark sollten sich die Linien U7 und U10 kreuzen. Deshalb entstand neben dem sowieso zu bauenden Bahnsteig ein Bahnhof im Rohbau für die U10. Da diese Planung aufgrund des S-Bahn-Parallelverkehrs obsolet geworden ist, wurden die leeren Räume für eine Sicherheits- und Informationszentrale der BVG benutzt.
Weiter führt die Linie U7 unter der Grunewaldstraße zum Bayerischen Platz. Beim Bau der damaligen Schöneberger U-Bahn (heute: U4) verlangte die Bauaufsicht eine Brückenkonstruktion für eine zukünftige Linie. Diese konnte nun beim Bau der U7 mitbenutzt werden. Der Bahnhof wurde ebenfalls, wie der schon vorhandene Kleinprofil-Bahnhof, mit weißen und blauen Farbelementen, in Erinnerung an das Bayerische Staatswappen, verziert.

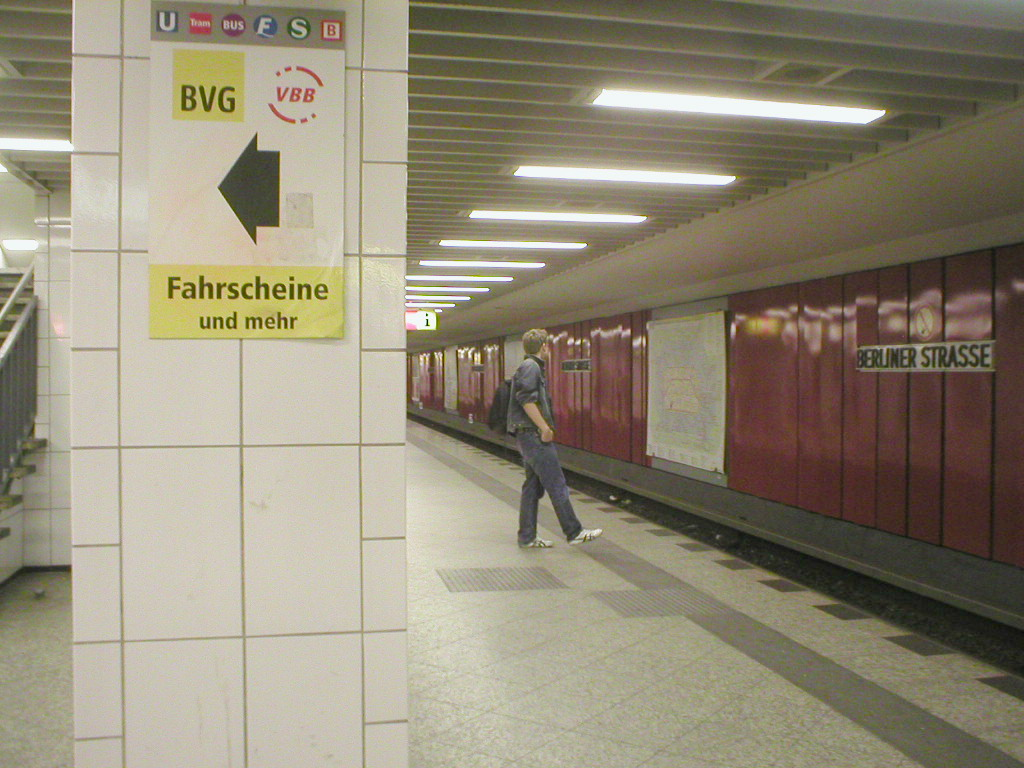
U-Bahnhof Berliner Straße (unterer Bahnsteig, U7)

Der folgende Bahnhof entstand als erster geplanter Kreuzungsbahnhof in Berlin, der nicht nachträglich zu einer Umsteigestation umgebaut wurde. Hier kreuzen sich nun die Linien U7 und U9. Der untere Bahnsteig ist ein Mittelbahnsteig, jener der U9 ist allerdings ein Seitenbahnsteig. Dies aber nicht im üblichen Sinne: An einem Seitenbahnsteig steigen die Fahrgäste normalerweise auf der rechten Seite aus, am Bahnhof Berliner Straße geschieht dies aber auf der linken Seite. Man könnte die Bahnsteige auch als auseinandergezerrte Mittelbahnsteige sehen. Nur ein Gang am nördlichen Ende beider Bahnsteige verbindet diese. Der Grund dafür war, dass mit dem U-Bahn-Bau auch ein Straßentunnel zwischen den beiden Seitenbahnsteigen errichtet wurde.
Die Strecke der U7 folgt nun der Brandenburgischen Straße und hatte am Bahnhof Fehrbelliner Platz vorläufig ihren Abschluss. Hier treffen sich heute die Linien U3 und U7. Beim Bau des Bahnhofs wurde ein neues Eingangsbauwerk für beide Linien errichtet, um eine ampelfreie Kreuzung des Hohenzollerndamms mit der Brandenburgischen Straße zu erreichen.

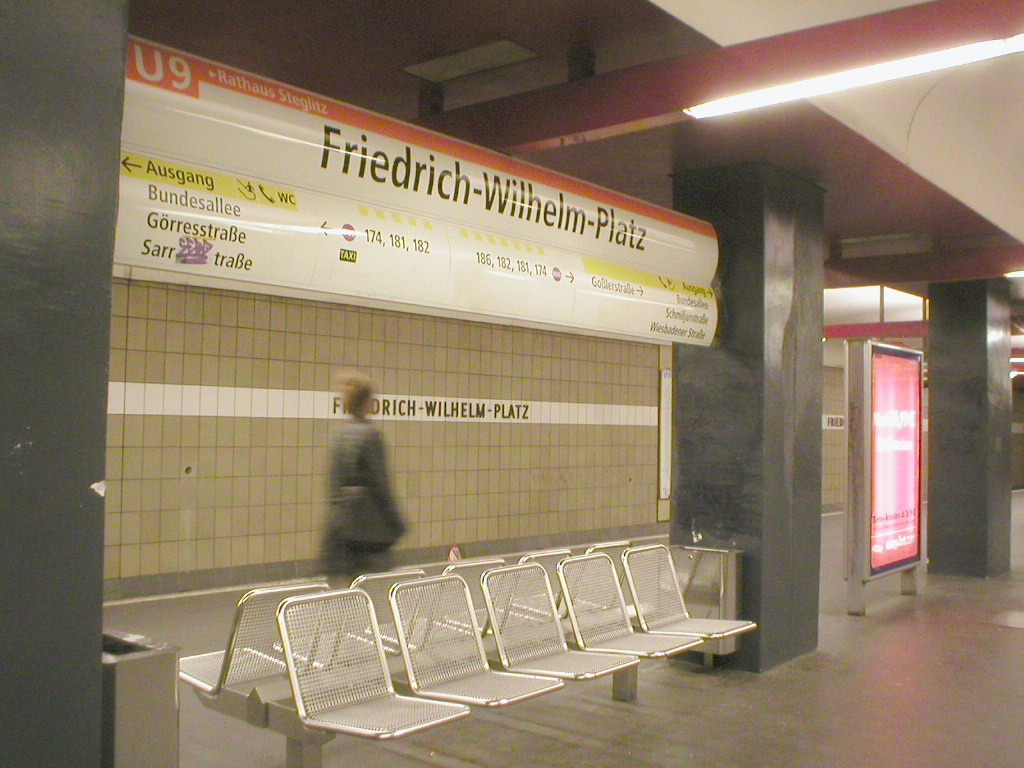
U-Bahnhof Friedrich-Wilhelm-Platz (U9)

Die U9 folgt direkt vom bisherigen Endbahnhof Spichernstraße der Bundesallee und kreuzt dabei, wie beschrieben, die Linie U7. Ähnlich wie am Bahnhof Berliner Straße beherbergt auch der neu erbaute Bahnhof Bundesplatz einen Autotunnel. Deshalb konnte auch hier kein Mittelbahnsteig errichtet werden. Die Gleise trennen sich kurz vor dem Bahnhof und es wurden zwei Seitenbahnsteige errichtet. Seit dem Wiederaufbau der Ringbahn und Verschiebung des ehemaligen Bahnhofs Wilmersdorf über die Bundesallee kann hier seit Dezember 1993 direkt zwischen der U9 und der Ringbahn umgestiegen werden.
Den vorläufigen Abschluss fand die U9 am Walther-Schreiber-Platz. Erst 1974 konnte diese Linie von hier aus weiter in Richtung Süden in Betrieb genommen werden.
Alle errichteten Bahnhöfe wurden von Rainer Gerhard Rümmler ausgestaltet. Dabei benutzte dieser aber auch schon, statt wie bisher große Keramikfliesen, großformatige bunte Metallplatten, so zum Beispiel am Bahnhof Eisenacher Straße. Auch sollen in der Farbgestaltung immer neue Assoziationen geweckt werden. Am Bahnhof Berliner Straße sollen die Farben Weiß und Rot an das Berliner Landeswappen erinnern, an der Station Eisenacher Straße die grünen Flächen an den Thüringer Wald bei Eisenach. Ebenso wie die Bahnhöfe auf der südlichen U7 sind die Stationen teilweise sehr dunkel und in schlechtem Zustand. Eine Sanierung wäre nach Meinung von Berliner Verkehrsexperten auch hier fällig.

### Endausbau der Linie 9

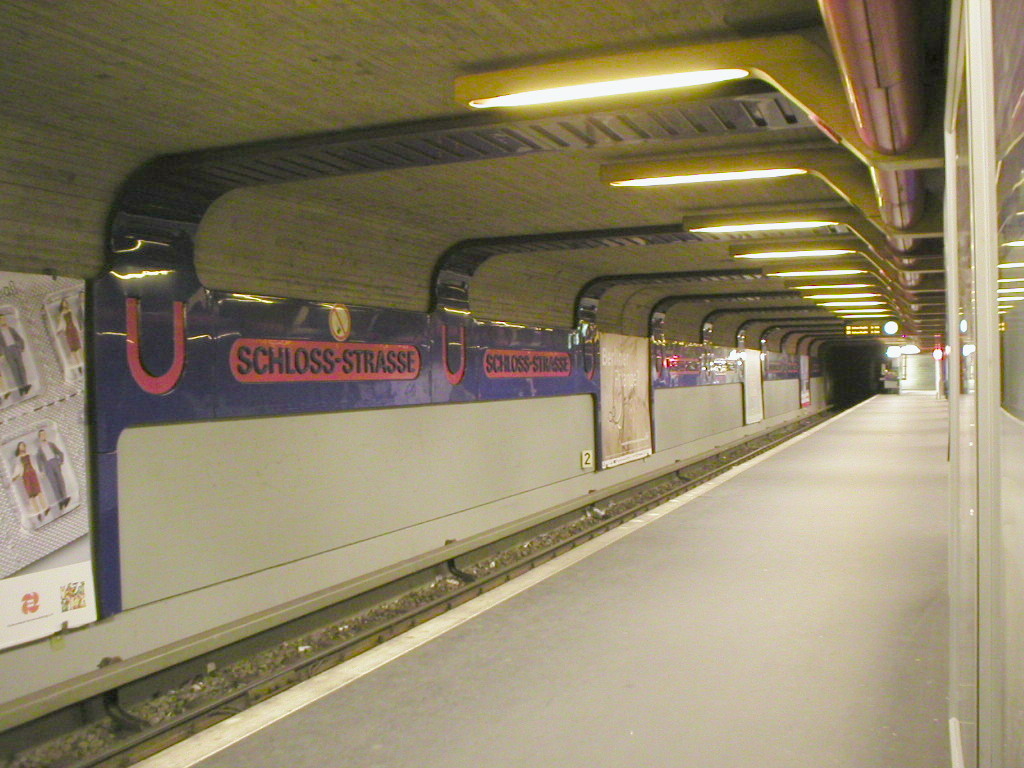
Im U-Bahnhof Schloßstraße dominiert Rohbeton

Während die U9 ab 1971 bis zum Walther-Schreiber-Platz fuhr, waren die Bauarbeiten in Richtung Süden in vollem Gange. An der Kreuzung Bundesallee/Rheinstraße verbanden sich die zwei Straßen zur Schloßstraße. Hier sollte nach dem 200-Kilometer-Plan die U10 auf die U9 treffen. Aufgrund der beengten Platzverhältnisse in der Schloßstraße sollten die zwei Linien im Richtungsverkehr übereinander fahren. Dies kann man bis heute sehr gut am Bahnhof Schloßstraße erkennen: Auf dem oberen Bahnsteig fährt die U9 in Richtung Zoologischer Garten, auf dem unteren Bahnsteig in Richtung Rathaus Steglitz. Die Gleiströge der U10 waren, ähnlich dem Bahnhof Jungfernheide, mit Zäunen abgesperrt, heute steht eine Mauer davor. Durch diese enorme Bauvorleistung stiegen die Kosten für einen Kilometer U-Bahn-Strecke auf rund 78 Millionen Mark, das waren exorbitante Höhen.
Hinter dem Bahnhof Schloßstraße endet die U9 am Bahnhof Rathaus Steglitz. Auch hier wurde ein Bahnsteig für die zukünftige U10 in Richtung Weißensee mit erbaut. Bis heute benutzt die U9 jedoch den Bahnsteig der U10, da es damals aufgrund erfolgloser Verhandlungen mit der Deutschen Reichsbahn, die hier den S-Bahnhof Berlin-Steglitz betrieb, nicht zu einer Einigung kam. Nach der Übernahme der S-Bahn-Betriebsführung durch die BVG am 9. Januar 1984 wurde der westliche Seitenbahnsteig als Verbindungsgang zum S-Bahnhof ausgebaut. Am U-Bahnhof Steglitz kann man auch heute noch in zahlreiche Buslinien umsteigen, die in einem eigens dafür erbauten Busbahnhof im Steglitzer Kreisel halten.
Der Bahnhof Schloßstraße wurde ausnahmsweise nicht von Rainer Rümmler, sondern vom Architektenbüro Schüler & Witte entworfen. Die Bahnhofswände wurden verhältnismäßig sparsam mit roten, gelben und blauen Wandelementen ausgestaltet. Es dominiert jedoch der Nacktbeton. Der Bahnhof Rathaus Steglitz erhielt dagegen wieder eine typische Gestaltung Rainer Rümmlers. Es wurden riesige weiße und rote Wandelemente angebracht, außerdem versah man diese noch mit großen, matt-silberfarbenen Lettern, die den Stationsnamen bilden. Die Neubaustrecke ist 1,6 Kilometer lang und wurde am 30. September 1974 eröffnet. Bis heute gibt es Pläne für eine Verlängerung der U9 in Richtung Lankwitz.
Im Norden der Linie U9 wurde ebenfalls weiter gebaut. Man sah eine Verlängerung der Linie bis nach Pankow vor. Da dies aber aufgrund der politischen Verhältnisse nicht zu realisieren war, ließ man die U9 bis zur Kreuzung Osloer/Schwedenstraße bauen. Es waren zwei neue Bahnhöfe vorgesehen: Nauener Platz und der neue Turmbahnhof Osloer Straße. Bis dahin sollte auch die U8 verlängert werden. Hier ergab sich eine optimale Situation, denn der Turmbahnhof konnte ohne Rücksicht auf anderen U-Bahn-Verkehr erbaut werden, der Bahnhof musste nicht nachgerüstet werden. Mitgebaut wurde auch ein großzügiges, helles Zwischengeschoss, in dem sich zahlreiche Läden und Imbisse befinden. Der Bahnhof Nauener Platz wurde ähnlich der Station Rathaus Steglitz mit großen Wandelementen und silbernen Lettern ausgestaltet. Hier dominieren die Farben Rot, Weiß und Blau. Dies sollte eine Assoziation an die Machtverhältnisse wecken, denn die Station befindet sich im ehemaligen Französischen Sektor. Die Strecke vom Leopoldplatz zur Osloer Straße war 1,5 Kilometer lang und wurde am 30. April 1976 eröffnet. Nun war die U9 in ihrem vorläufigen Endzustand. Bis heute wurde diese Linie nicht weiter verlängert.
Im Februar 1989 beschloss der bereits abgewählte CDU/FDP-Senat den Weiterbau der U9 nach Lankwitz statt des Ausbaus des Südrings. Diese Entscheidung wurde kurz darauf vom damals neuen SPD/AL-Senat zurückgenommen und die Wiederinbetriebnahme des S-Bahn-Ringes beschlossen.

### Schlechtes Schicksal für die Linie 8
Nach 1961 stand es nicht gut für die Linie 8. Im Süden mit sechs Stationen beginnend, schloss sich ein sehr langer Transitabschnitt unter Ost-Berlin an (ebenfalls mit sechs Stationen) und endete am Bahnhof Gesundbrunnen. Der Verkehrswert dieser Linie war infolgedessen sehr niedrig, zumal sie gegebenenfalls immer den Störungen seitens der DDR ausgesetzt war. 1962 kristallisierten sich Pläne für ein neues Wohnviertel in West-Berlin heraus. Das Märkische Viertel sollte ebenso wie die Gropiusstadt einen U-Bahn-Anschluss erhalten. Die dort in der Nähe vorbeifahrende S-Bahn nach Frohnau wurde von den Planern nicht berücksichtigt, weil die Berliner S-Bahn von der Deutschen Reichsbahn betrieben wurde. Stattdessen sollte die U-Bahn-Linie 8 verlängert werden.

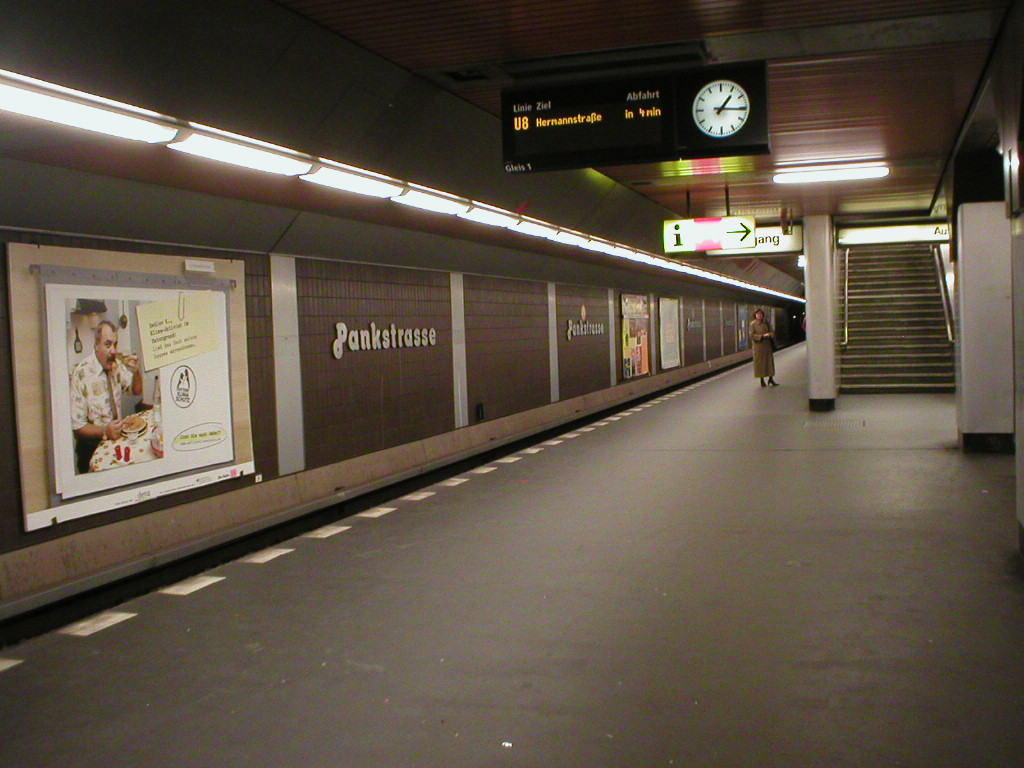
Dem Bahnhof Pankstraße sieht man seine zweite Funktion kaum an

Bereits bei der Streckenerweiterung der Linie 9 zur Osloer Straße, wurde ein darunterliegender Bahnsteig für die U8 mitgebaut. Die ersten Bauarbeiten fanden 1973 statt, eröffnet wurde die 1,4 Kilometer lange Erweiterung am 5. Oktober 1977. Die Strecke verläuft hinter dem Bahnhof Gesundbrunnen weiter unter der Badstraße. An der Kreuzung mit der Pankstraße wurde ein gleich lautender Bahnhof errichtet. Der U-Bahnhof Pankstraße wurde so gebaut, dass dieser auch als Schutzraum beispielsweise in Kriegsfällen genutzt werden kann. So besitzt die Station Sanitärräume, eine Notküche, eine gefilterte Frischluftversorgung und so weiter. Im Notfall können hier genau 3339 Personen Schutz finden. Die Mehrkosten wurden vom Bundesfinanzministerium bezahlt. Die Wände wurden mit braunen Fliesen ausgestaltet, die Stützen mit Aluminiumblechen verkleidet.
Die Strecke folgt nun weiter der Schwedenstraße und trifft auf den schon vorbereiteten U-Bahnhof Osloer Straße. Zusätzlich wurde hier auch ein Betriebsgleis mitgebaut, sodass nun auch Züge von der U8 zur U9 überführt werden konnten.
Erst zehn Jahre später, am 27. April 1987, konnte das nächste Streckenstück bis zum Paracelsus-Bad in Betrieb genommen werden (die Bauarbeiten fingen 1980 an). Waren die Verlängerungen bei den anderen Linien wesentlich schneller vorangegangen, dauerte es hier ungewöhnlich lange für die Neubaustrecke.
Hinter dem Bahnhof Osloer Straße folgt die U8 weiter der Schwedenstraße, die ab der Kreuzung mit der Reginardstraße Residenzstraße heißt. In der Nähe des Schäfersees entstand ebenfalls ein U-Bahnhof. Es gab viele Streitigkeiten, wie denn die Station zu heißen habe. Schließlich einigte man sich auf ‚Franz-Neumann-Platz (Am Schäfersee)‘. Dieser Bahnhof ist, genauso wie die folgenden Stationen, mit der unverwechselbaren Handschrift Rainer Rümmlers versehen worden. An den Wänden sieht man Bäume, die die Parklandschaft um den Schäfersee verdeutlichen sollen.
Die Strecke verläuft weiter unter der Residenzstraße, wo auch ein gleichnamiger Bahnhof errichtet wurde, macht dann eine lange Kurve unter der Kreuzung Residenzstraße/Lindauer Allee und endet nach wenigen Metern am Bahnhof Paracelsus-Bad. Der Bahnhof Residenzstraße, der an die Residenz Berlin erinnern sollte, ist mit Stadtplänen des Berliner Stadtschlosses versehen. Die Stützen sind äußerst bunt gestaltet und sollen wohl an die reichen Teppiche in der Residenz erinnern. Der Bahnhof Paracelsus-Bad sollte Assoziationen mit dem in der Nähe gelegenen Schwimmbad wecken. Zusätzlich wurden auch noch Bilder angebracht, eins davon zeigt den Arzt und Philosophen Philippus Aureolus Theoprastus Bombastus von Hohenheim. Dieser ist jedoch unter dem Namen Paracelsus bekannter. Eigentlich sollte der neue Streckenabschnitt am 30. April 1987, pünktlich zur 750-Jahr-Feier Berlins, eröffnet werden. Bis heute ist nicht klar, wieso dieser dennoch drei Tage früher als geplant in Betrieb ging.
Die nächste Verlängerung in Richtung Märkisches Viertel dauerte wieder recht lange. Um eine bessere Anbindung des Bezirks Reinickendorf zu erreichen, macht die Linie U8 einen kleinen Umweg zum Märkischen Viertel, d. h. die U-Bahn-Strecke führt nicht unter dem Industriegebiet um den S-Bahnhof Wilhelmsruh entlang, sondern über den Umweg über das Karl-Bonhoeffer-Krankenhaus und das Rathaus Reinickendorf. Erst 1994 konnte man mit der U8 bis zum S-Bahnhof Wittenau fahren.

### In drei Etappen nach Spandau

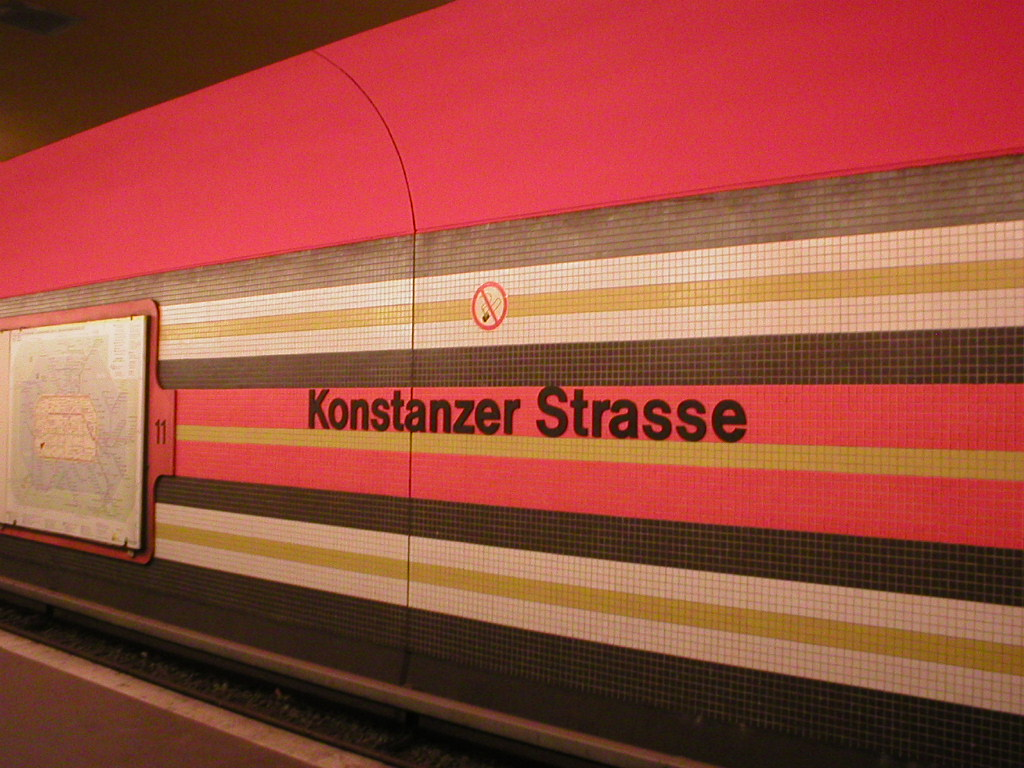
Längsstreifen sollen das Thema „Tempo“ symbolisieren

Bereits zu Zeiten der Hochbahngesellschaft gab es Pläne eine U-Bahn nach Spandau zu bauen. Erste Schritte wurden Ende der 1920er Jahre mit der Verlängerung der heutigen Linie U2 bis Ruhleben getan. Der Endbahnhof Ruhleben liegt jedoch direkt an der Bezirksgrenze zu Spandau in kaum besiedeltem Gebiet und hatte lediglich als Umsteigepunkt zum Straßenbahn- und Busliniennetz eine verkehrliche Bedeutung.
Ende der 1960er Jahre wurden diese Pläne wieder aktuell, denn nun waren ausreichend finanzielle Mittel vorhanden, um sich mit einer U-Bahn nach Spandau zu befassen. In Erwägung gezogen wurde eine Verlängerung der Ruhlebener U-Bahn. Alternativen gab es indes: Die bis heute am Bahnhof Uhlandstraße endende Linie hätte über Adenauerplatz, Messe, Theodor-Heuss-Platz und weiter auf der schon bestehenden Linie 1 verlängert werden können. Die letzte Variante bestand darin, die Linie 7 über Mierendorffplatz, Jungfernheide und die Nonnendammallee zu verlängern. Diese Variante wurde von den Planern bevorzugt und letztendlich auch gebaut, weil sie die Siemensstadt mit ihren vielen Arbeitsplätzen erschloss. Die Bauarbeiten für den Abschnitt vom Fehrbelliner Platz zum Richard-Wagner-Platz begannen 1969.
Diese Trasse verläuft weiter unter der Brandenburgischen Straße und kreuzt den Kurfürstendamm am U-Bahnhof Adenauerplatz. Dieser ist bereits als Kreuzungsbahnhof angelegt, denn auch heute noch ist es geplant, die jetzige U1 zum Adenauerplatz zu verlängern. Darauf schwenkt die Linie unter die Wilmersdorfer Straße und unterquert wenige Meter weiter die Stadtbahn. Die Wilmersdorfer Straße wurde in diesem Zusammenhang in eine Fußgängerpassage umgewandelt. Dabei war diese wichtiger als die Umsteigemöglichkeit zum in der Nähe liegenden S-Bahnhof Charlottenburg. Im Jahr 2006 sind die Bauarbeiten zum Umklappen des S-Bahnsteigs abgeschlossen, die Umsteigewege haben sich damit verkürzt.
Als Kreuzungspunkt mit der Kleinprofilstrecke der früheren Linie A (heute: U2) wurde der Bahnhof Bismarckstraße als vollkommen neuer Turmbahnhof ausgeführt. Die schon bestehenden Tunnel an der Bismarckstraße waren jedoch in einem schlechten Zustand. Damals besaß man keine Erfahrungen mit diesem Problem und riss deshalb die ganze Konstruktion ab und erbaute diese erneut aus Stahl. Hinter der Bismarckstraße macht die U7 einen großen Schwenk von der Wilmersdorfer Straße zur Richard-Wagner-Straße. Dabei mussten 23 Häuser unterfahren werden, deshalb wurde hier der Schildvortrieb gewählt.
Bis zum Jahr 1970 pendelte die damalige Linie 5 als kürzeste U-Bahn-Linie Berlins zwischen Deutscher Oper und Richard-Wagner-Platz. Diese Linie brachte verständlicherweise keinen großen Profit ein. Durch die Verlängerung der Linie U7 sollte eine wirtschaftlichere Strecke entstehen. Damals wurde die alte Strecke stillgelegt und ein neuer U-Bahnhof entstand mehrere Meter unter dem alten Bahnhof. Die übrig gebliebene Tunnelanlage wandelte sich zu einer Betriebsstrecke um, die somit die zweite Austauschstrecke zwischen Klein- und Großprofil ist.
Die Etappe vom Fehrbelliner Platz bis zum Richard-Wagner-Platz wurde am 28. April 1978 eröffnet. Damit konnte auch die Anbindung des Charlottenburger Rathauses erfolgen, denn eigentlich nur dafür war die Kleinprofil-Linie 5 gebaut worden. Die Bahnhöfe, durchweg von Rainer G. Rümmler gestaltet, bekamen sehr unterschiedliche Gesichter. Die schwarzen, orangefarbenen, roten, gelben und weißen Längsstreifen am Bahnhof Konstanzer Straße, die an das Konstanzer Stadtwappen erinnern sollen, repräsentieren die Schnelligkeit der U-Bahn. Dagegen bekam der Bahnhof Wilmersdorfer Straße eine ganz neuartige Wandgestaltung. Kleine rechteckige Fliesen sind in Mustern angeordnet, die stilisierte Lilien zeigen, die sich im Wappen des namensgebenden damaligen Bezirks Wilmersdorf befanden.

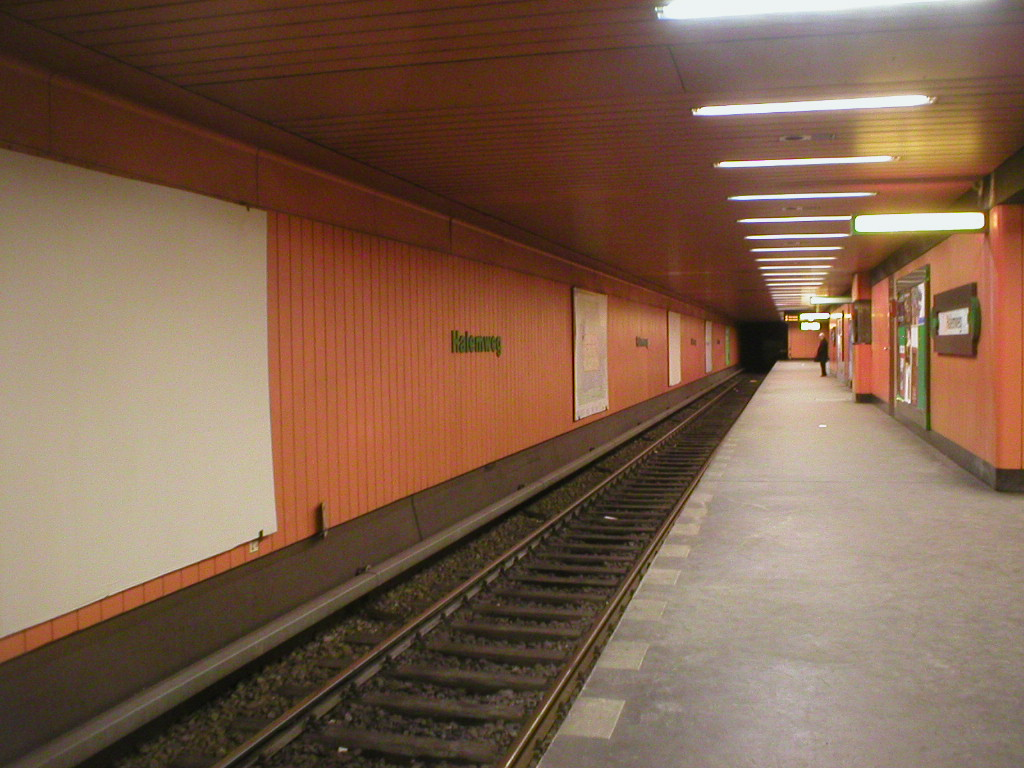
U-Bahnhof Halemweg

Die Bauarbeiten für die nächste Etappe in Richtung Spandau begannen 1973. Die U-Bahn fährt hinter dem Bahnhof Richard-Wagner-Platz weiter unter der Sömmeringstraße. Auf halbem Wege zum Mierendorffplatz wird wieder einmal die Spree unterquert. Diese Strecke wurde in Senkkastenbauweise errichtet. Nach wenigen Metern folgt auch schon der Bahnhof Mierendorffplatz. Hinter diesem macht die Trasse einen großen Bogen, um den bereits bestehenden S-Bahnhof Jungfernheide an der Berliner Ringbahn zu erreichen. Hier wurde, ähnlich dem Bahnhof Schloßstraße in Steglitz, ein Bahnsteig mit zwei Ebenen erbaut. Die anderen Gleise waren für eine mögliche Verlängerung der Linie U5 vorgesehen. Diese sollte vom Alexanderplatz kommend über Turmstraße und Jungfernheide zum Flughafen Tegel führen. Nach dem Senatsbeschluss zur Außerbetriebsetzung des Flughafens Tegel nach Inbetriebnahme des neuen Großflughafens Berlin Brandenburg ist eine Verlängerung zum Flughafen Tegel jedoch nicht mehr zu erwarten. Die aktuelle Planungsdiskussion geht davon aus, die U5 bereits am Hauptbahnhof, eventuell später an der Turmstraße enden zu lassen.
Hinter dem Bahnhof Jungfernheide unterqueren der Tunnel der Linie U7 und der Tunnelstumpf der Linie U5 den Westhafenkanal. Darauf macht die Trasse der Linie U7 einen großen Bogen zum Jakob-Kaiser-Platz. Der bereits beim Bau des Berliner Stadtrings mit errichtete U-Bahnhof Jakob-Kaiser-Platz wurde zwischenzeitlich als Fußgängerunterführung benutzt. Hinter der Station Halemweg fährt die U-Bahn unter der Nonnendammallee. Hier gab es große Kritik von Umwelt- und Fahrgastverbänden sowie des Bundes der Steuerzahler, da die Strecke auch oberirdisch hätte geführt werden können. Der Berliner Senat war jedoch in dieser Sache stur geblieben. An der Kreuzung Nonnendammallee/Rohrdamm endete die zweite Etappe des U-Bahn-Baus nach Spandau mit der vorläufigen Endstation Rohrdamm.
Wie auch zuvor gestaltete Rainer Gerhard Rümmler alle Bahnhöfe, jedoch wesentlich schlichter als zuvor: Der Bahnhof Mierendorffplatz erhielt die gleichen Fliesen wie schon die Station Wilmersdorfer Straße. Die Bahnhöfe Jakob-Kaiser-Platz, Halemweg und Siemensdamm enthielten viele Komplementärkontraste. Der Bahnhof Siemensdamm könnte, ähnlich wie die Station Pankstraße, als Schutzraum für 4500 Menschen genutzt werden. Den Bahnhof Rohrdamm zieren Abbildungen von Zahnrädern und Rohren, die auf die umgebende Industrie hinweisen sollen. Zusätzlich wurde die Decke nicht verkleidet, dadurch sind unter anderem auch die Kabel der Beleuchtungsanlage sichtbar.
Die 4,6 Kilometer lange Strecke vom Richard-Wagner-Platz zum Rohrdamm wurde am 1. Oktober 1980 eröffnet. Damit erhielt der Bezirk Spandau den ersten richtigen U-Bahn-Anschluss. Aber es war geplant, die U7 bis ins Spandauer Zentrum zu führen.

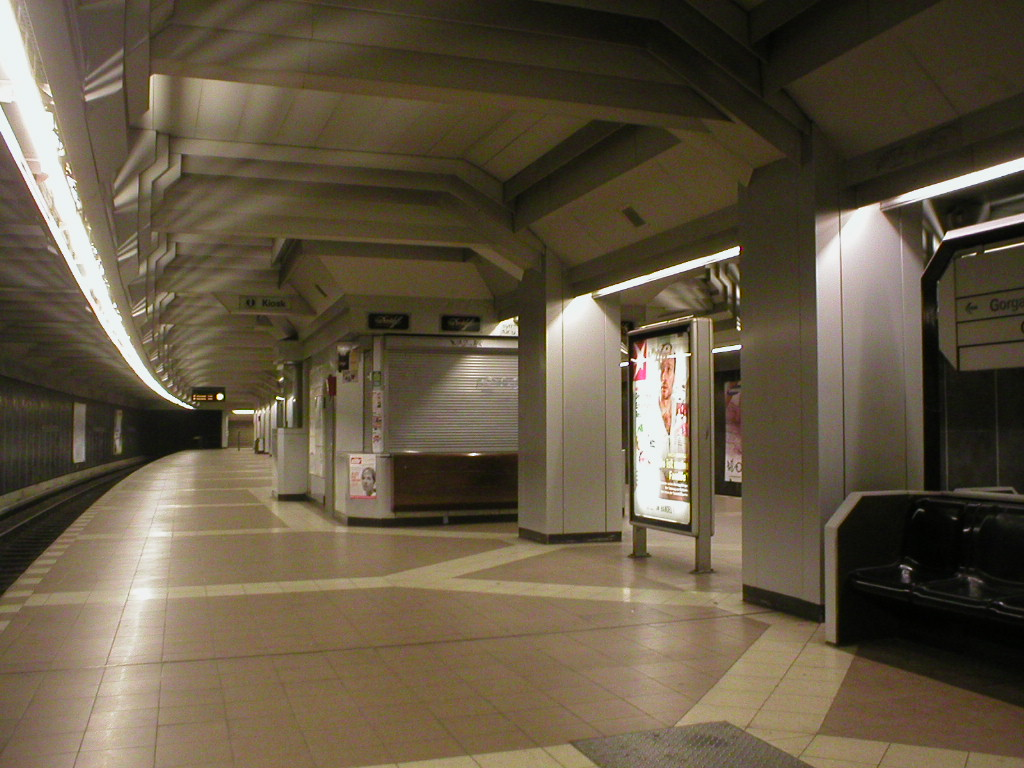
Lichtspiele beeindrucken am Bahnhof Haselhorst

Auf dem Weg dorthin gab es mehrere Varianten. So gab es Überlegungen die U-Bahn durch das Haselhorster Ortszentrum zu führen. Der Nachteil war allerdings, dass die Havel an einer ihrer breitesten Stellen unterquert werden müsste. Eine weitere Variante war, dass die U-Bahn die bestehende Spandauer Vorortstrecke der S-Bahn kreuzen würde und die U-Bahn von Süden her zum Spandauer Rathaus geführt werden würde. Diese Variante hätte jedoch die Spandauer Altstadt nicht an das U-Bahn-Netz angebunden, was das eigentliche Ziel dieser Verlängerung war. Die ursprünglich diskutierte Version mit einem Endbahnhof am Falkenseer Platz legte man aus gleichem Grund zu den Akten, obwohl dieses Vorhaben jahrzehntelang Bestandteil des 200-Kilometer-Plans war. Schließlich entschied man sich für eine Variante, dass die Trasse weiter der Nonnendammallee beziehungsweise der Straße Am Juliusturm folgen würde, südlich an der Spandauer Zitadelle vorbei und dann direkt zur Altstadt und weiter zum Spandauer Rathaus.
Die Kosten für diese Verlängerung stiegen in ungeahnte Höhen: 680 Millionen Mark war dieses Bauprojekt, das wesentlich günstiger hätte gebaut werden können, teuer. Die Kosten waren vor allem dadurch entstanden, dass die Havel unterquert werden musste und dass der Boden in diesem Umfeld bedingt durch tote Seitenarme der Spree sehr sumpfig war. Deshalb wurden hier fünf verschiedene Bauweisen eingesetzt: Erst arbeitete man weiter mit der Berliner Bauweise, die auch im restlichen Netz sehr oft angewendet wurde. Der anschließende Abschnitt wurde in Schlitzwand-Sohle-Bauweise errichtet. Bei der Havelunterquerung wurde die Senkkastenmethode eingesetzt. Die Spandauer Altstadt mit ihren sehr engen Straßen und Gassen konnte nur mit dem sehr teuren bergmännischen Schildvortrieb unterfahren werden. Der Endbahnhof Rathaus Spandau wurde schließlich in der Deckelbauweise errichtet.
Die Bahnhofsgestaltung überließ die Senatsbauverwaltung wieder Rainer G. Rümmler. Auch hier setzte er seine „kreative“ Arbeit fort. Der Bahnhof Paulsternstraße gleicht einer bunten Blumenwiese. Diese zeigt sehr deutlichen den damaligen Geschmack. Der Bahnhof Haselhorst dagegen besticht durch Schlichtheit, hier kam vor allem die Lichtgestaltung zum Zuge. Der Endbahnhof schließlich war der Höhepunkt der ganzen Strecke. Mit äußerst breiten Säulen, Lampen und anderer pompöser Dekoration fällt der viergleisige Bahnhof sehr auf. Die beiden inneren Gleiströge benutzt die U7, die beiden äußeren Gleiströge werden für die geplante Verlängerung der heutigen Linie U2 freigehalten.
Am 1. Oktober 1984 wurde mit dieser 4,9 Kilometer langen Strecke das letzte Teilstück der vollständigen Linie U7 eröffnet. Auch der damalige Bundeskanzler Helmut Kohl wohnte der Eröffnung bei.

### U-Bahn in die Neubaugebiete des Ostens

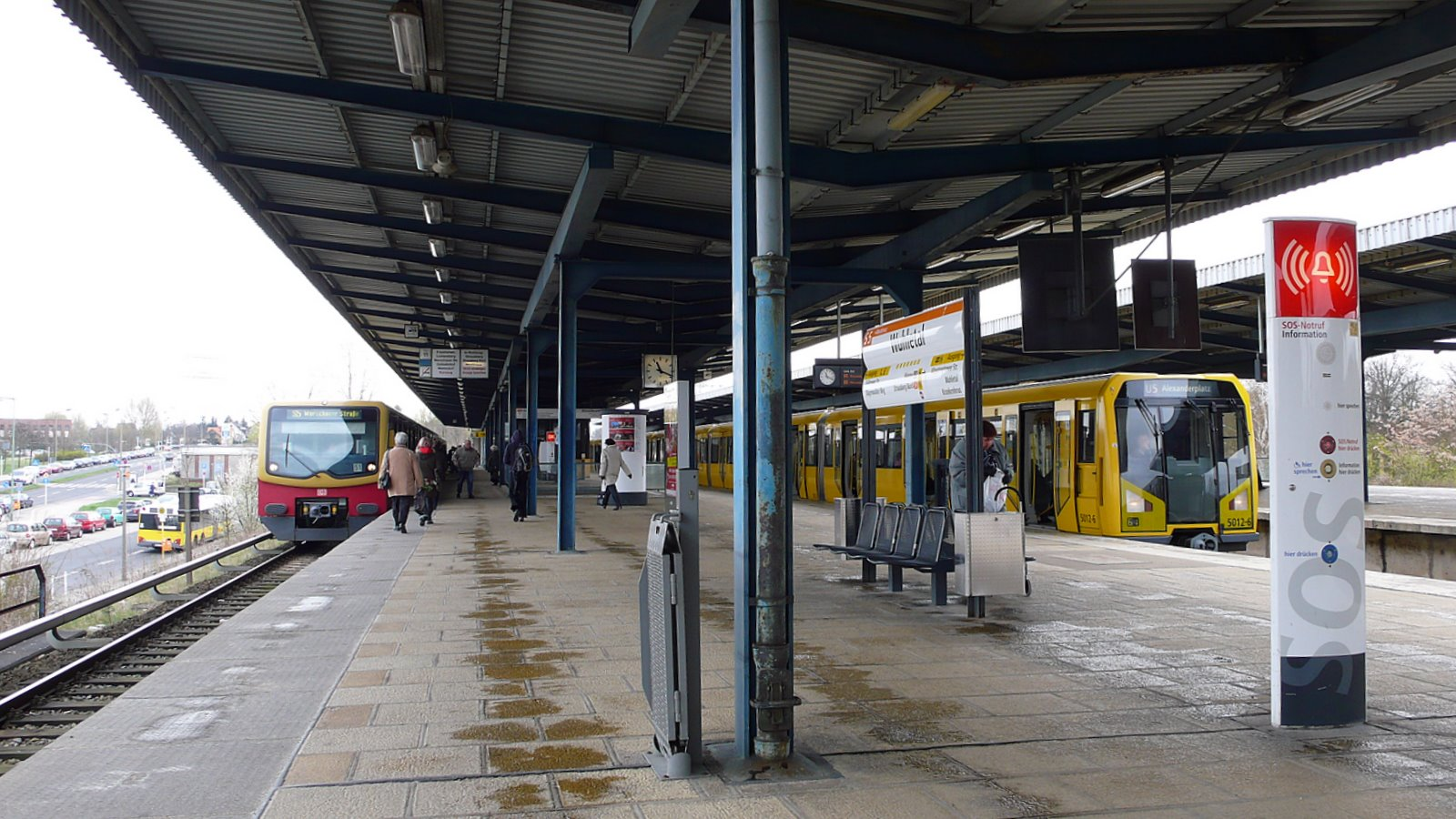
S- und U-Bahn halten im Bahnhof Wuhletal am gleichen Bahnsteig

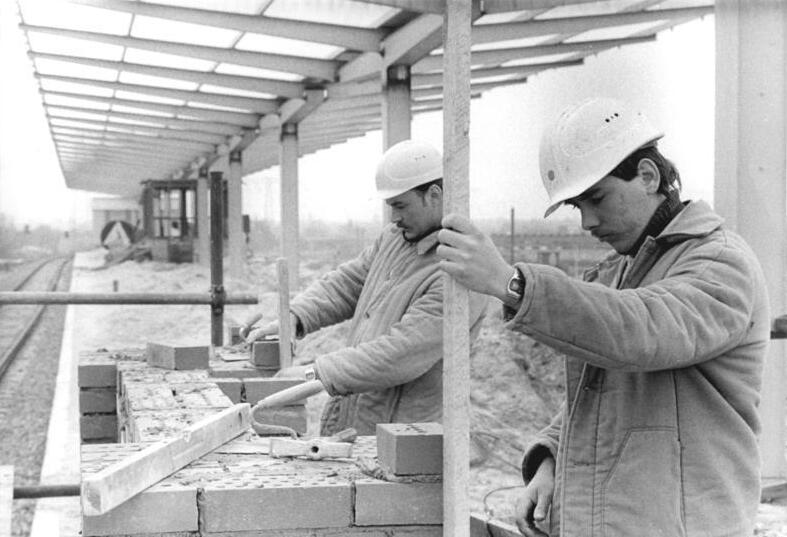
Bau der neuen Bahnsteige im Jahr 1988

Ende der 1970er Jahre begannen die Planungen für ein neues Wohngebiet im dafür neu zu schaffenden Bezirk Hellersdorf. Die Größe des Neubaugebietes, in etwa doppelt so groß wie die Gropiusstadt, verlangte einen Schnellbahnanschluss ins Zentrum Ost-Berlins. Dafür wurden mehrere Vorschläge unterbreitet. Eine S-Bahn, wie schon für die neuen Wohnviertel in Marzahn und Hohenschönhausen, zu bauen, wurde verworfen, da die Stadtbahn schon vollkommen ausgelastet war und eine weitere Zuggruppe nicht mehr aufnehmen konnte. Eine Schnellstraßenbahn, wie schon in Potsdam realisiert, besaß jedoch nicht die erforderliche Kapazität. Letztendlich kam nur noch die U-Bahn in Frage, die vom damaligen Endpunkt Tierpark weiter verlängert werden sollte. Auch hier gab es mehrere Streckenvarianten. Man entschloss sich dafür, die U-Bahn oberirdisch über die nicht mehr genutzte Bahntrasse der VnK-Strecke (Verbindung nach Kaulsdorf) fahren zu lassen. Außerdem war eine Kreuzung der Ostbahn, die von der S-Bahn befahren wurde, vorgesehen.
Die Projektierung der Strecke fand in den Jahren 1983/1984 statt. Die Strecke sollte 10,1 Kilometer lang sein und neun Bahnhöfe haben. Der Neubau, der fast ausschließlich oberirdisch erfolgen sollte, wurde in zwei Abschnitten eröffnet. Die Bauarbeiten begannen am 1. März 1985.
Die Strecke beginnt direkt hinter dem Bahnhof Tierpark und macht dann eine sehr scharfe Kurve in Richtung Osten, kommt aus dem Tunnel und fährt dann auf der VnK-Strecke. Nach der Kreuzung des Berliner Außenrings erreicht die U5 die Station Biesdorf-Süd. Diese wurde als dreigleisige Anlage ausgeführt, um hier Verstärkerzüge enden zu lassen. Am Westende des Bahnhofs wurde eine Umsteigemöglichkeit für einen Bahnhof einer möglichen S-Bahn-Strecke mitgeplant. Danach folgt, auf einem Damm gelegen, der vorzeitige Endbahnhof für die Strecke, Elsterwerdaer Platz. Endstation war dieser von Juli 1988 bis Juli 1989. Der Abschnitt Tierpark – Elsterwerdaer Platz wurde am 1. Juli 1988 eröffnet.

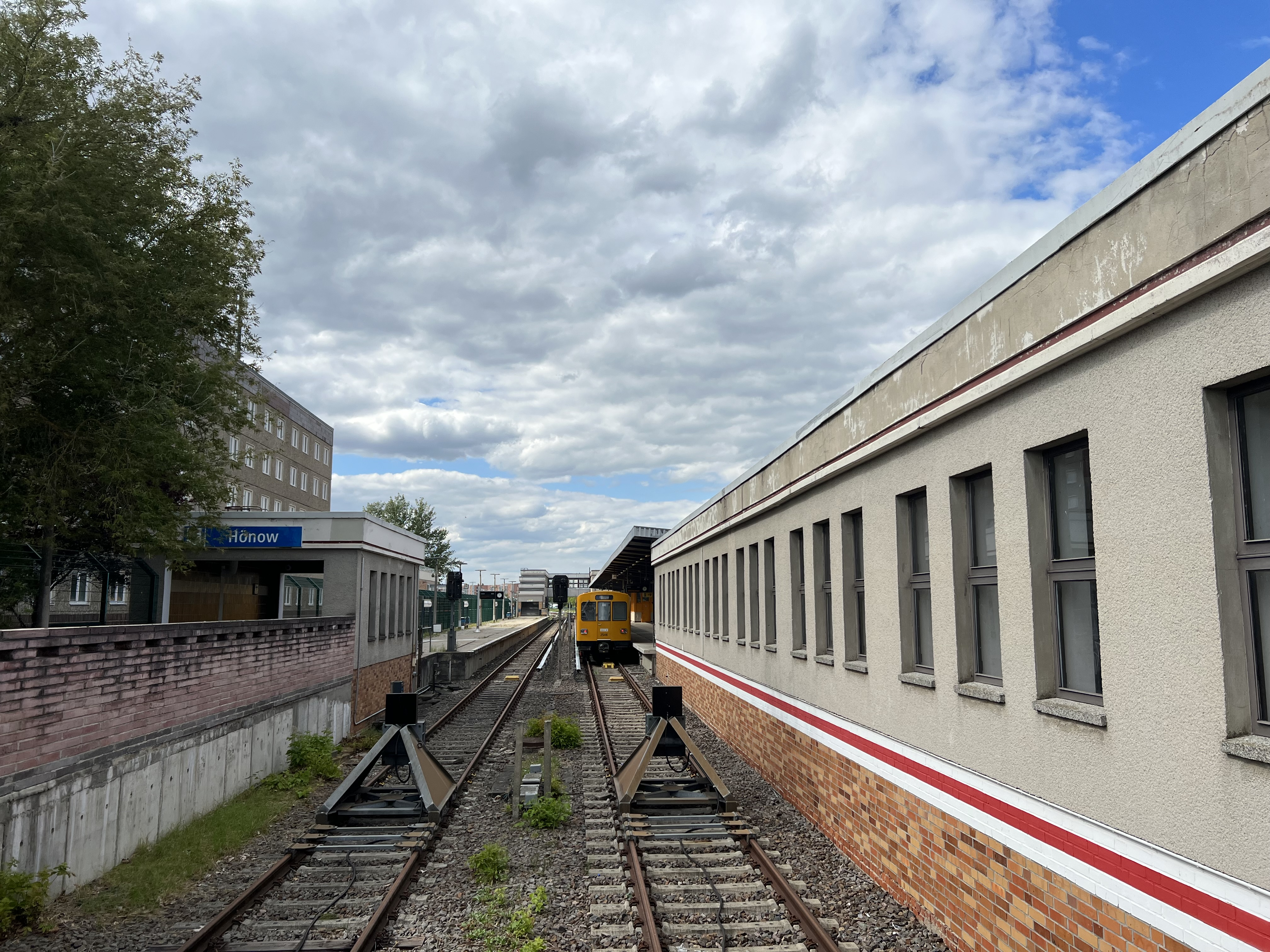
U-Bahnhof Hönow, Endstation der U5

Hinter dem Bahnhof Elsterwerdaer Platz geht die Strecke in nordöstlicher Richtung weiter und erreicht den Bahnhof Wuhletal. Diese Station, als Kreuzung mit der S-Bahn, ist bis heute einmalig im Berliner U-Bahn-Netz. Hier konnte durch die staatlich gelenkte Verkehrspolitik ein fahrgastfreundlicher Umsteigepunkt entstehen. Dort halten U-Bahn und S-Bahn an einem Bahnsteig, es kann in gleicher Richtung am gleichen Bahnsteig umgestiegen werden. Vergleichbare Anlagen gibt es in Deutschland nur am Endbahnhof München-Neuperlach Süd der dortigen U5, im Bahnhof Konstablerwache in Frankfurt am Main und am Endbahnhof der Hamburger U-Bahn-Linie U1, dem Bahnhof Norderstedt Mitte. Beim Bau des Umsteigepunktes wurde gleichzeitig ein Verbindungsgleis zur Eisenbahn geschaffen. Dadurch konnten die umständlichen und teuren Zugüberführungen per Tieflader aufgegeben werden. Auch heute noch wird dieses Gleis zur Anlieferung von neuen U-Bahn-Zügen, wie zum Beispiel des Typs H, benutzt.
Nordöstlich des Bahnhofs Wuhletal schließt sich ein hier notwendiger Tunnel unter der Gülzower Straße an. Dahinter kommen sechs weitere Stationen: Albert-Norden-Straße (heute: Kaulsdorf-Nord), Heinz-Hoffmann-Straße (heute: Kienberg [Gärten der Welt]), Cottbusser Platz, Hellersdorf, Paul-Verner-Straße (heute: Louis-Lewin-Straße) und der Endbahnhof Hönow. Die letzten beiden Bahnhöfe befanden sich kurzzeitig im Bezirk Frankfurt (Oder) und wurden nach der deutschen Wiedervereinigung 1990 zu Berlin eingemeindet. Am Endbahnhof Hönow wurde eine große Kehranlage errichtet, hier war der Bau einer neuen Betriebswerkstatt geplant. Diese Gleise sind heute größtenteils abgebaut. Der Abschnitt zwischen Elsterwerdaer Platz und Hönow wurde am 1. Juli 1989 eröffnet.

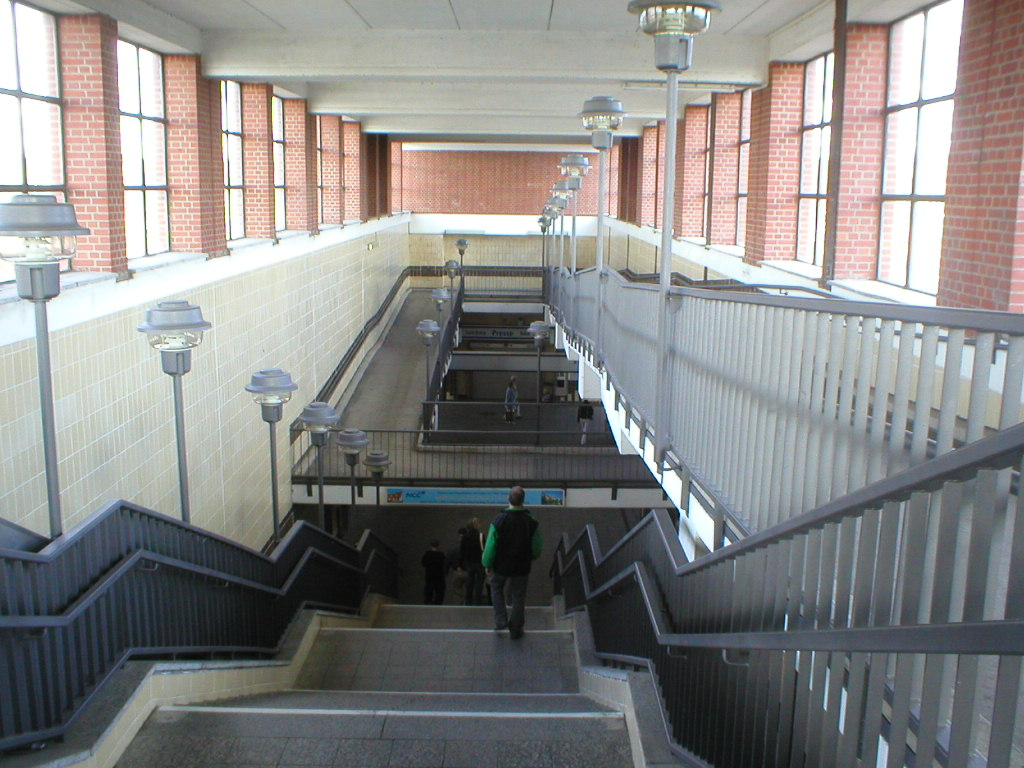
Treppen und Rampen am U-Bahnhof Elsterwerdaer Platz

Alle Bahnhöfe gestaltete der Entwurfs- und Vermessungsbetrieb der Deutschen Reichsbahn (EVDR). Erstmals wurden die Stationen mit Rampen ausgestattet, sodass auch Kinderwagen und Rollstuhlfahrer die U-Bahn bequem nutzen konnten, ohne dass wartungsintensive und anfällige Rolltreppen oder Aufzüge gebaut werden mussten. In Hellersdorf wurde eine vorbildliche Umsteigestation zur dortigen Straßenbahn geschaffen, die Haltestelleninseln können über Tunnel erreicht werden, das lästige Überqueren der Straße entfiel nun.
Die Verlängerung der Strecke bis nach Hönow blieb die einzige U-Bahn-Verlängerung in der DDR.

### Fall der Mauer und Wiedervereinigung der Netze
Am 9. November 1989 verlas das SED-Politbüro-Mitglied Günter Schabowski vor laufenden Kameras nach einer entsprechenden Frage und eher nebensächlich, dass „sofort und unverzüglich Privatreisen ins Ausland ohne Vorliegen von Voraussetzungen wie Reiseanlässe und Verwandtschaftsverhältnisse beantragt werden“ könnten. Die Genehmigungen würden „kurzfristig erteilt“. Ausreisen könnten „über alle Grenzübergangsstellen der DDR zur BRD erfolgen“.
Massen von DDR-Bürgern eilten zu den Grenzübergängen. Als erstes wurde um etwa 22:30 Uhr der Grenzübergang Bornholmer Straße geöffnet. Auch andere Übergänge wurden nach und nach geöffnet. Es kam zu überschwänglichen Freudenszenen. Die BVG und die BVB ließen die Züge rund um die Uhr fahren. Auch Mitarbeiter, die frei hatten, halfen bei der Bewältigung der Massen mit. Teilweise mussten die Bahnsteige gesperrt werden, Züge fuhren ohne Halt durch, beispielsweise von Leopoldplatz zum Zoologischen Garten. Noch am gleichen Tag beschlossen die beiden Chefs von BVG und BVB, nach einem vorher in der Öffentlichkeit diskutierten IGEB-Vorschlag, den noch verschlossenen U-Bahnhof Jannowitzbrücke zu öffnen. Mitarbeiter beider Verkehrsgesellschaften reinigten gemeinsam kurzfristig die Bahnsteige, sodass die Station bereits am 11. November dem Fahrgastverkehr zur Verfügung stand. Da die Station zwei Zugänge hatte, konnten hier die immer noch als notwendig erachteten Grenzkontrollen vorgenommen werden. Seit dem 22. Dezember hielten nun auch wieder Züge im U-Bahnhof Rosenthaler Platz. Am 12. April wurden die Tore der Station Bernauer Straße geöffnet, bis zum 1. Juli 1990 war sie nur von West-Berlin aus zugänglich.
Vielen DDR-Bürgern waren die Verkehrslinien der BVG unbekannt, da sie auf ihren Stadtplänen nicht eingezeichnet waren und die westlichen Bezirke durch weiße Flächen dargestellt wurden.
Ab dem 1. Januar 1990 gab es die erste grenzüberschreitende Tarifgemeinschaft, die von den Betrieben BVG, BVB, Deutsche Reichsbahn und VKP Potsdam (VE Verkehrskombinat Potsdam) gebildet wurde. Zunächst bedeutete dies, dass Fahrscheine und Zeitkarten der BVG auch in Ost-Berlin und dem Umland galten. Für Bürger der DDR entfiel die Freifahrt auf Verkehrsmitteln der BVG. Dafür wurden neue Fahrscheine als Zwei-Stunden-Ticket bzw. Tageskarte im Ermäßigungs- und Normaltarif eingeführt. Diese Regelung galt bis zum 1. August 1991. Dann trat ein neuer Tarif mit gegenüber West-Berlin niedrigeren Fahrpreisen in Ost-Berlin und Brandenburg in Kraft.
Am 1. Juli 1990 trat eine Währungs-, Wirtschafts- und Sozialunion zwischen der Bundesrepublik Deutschland und der Deutschen Demokratischen Republik in Kraft. In diesem Zusammenhang wurden alle übrigen, noch verschlossenen Stationen wiedereröffnet. Außerdem wurden die Ost-Linien A und E ins (West-)Berliner Nummernschema integriert. Die Linie E bekam nun die unbenutzte Linienbezeichnung „U5“. Die Linie A, die wieder an das West-Berliner U-Bahn-Netz angeschlossen werden sollte, erhielt die Bezeichnung „U2“. Das führte zu der dreijährigen Situation, dass die Linie „U2“ auf zwei getrennten Teilabschnitten verkehrte.
Vier Monate später, am 3. Oktober 1990, wurden alle Bahnhofsnamen geändert, die nach kommunistischen Politgrößen benannt waren und nunmehr in der Bundesrepublik als unerwünscht galten:
- Dimitroffstraße → Eberswalder Straße
- Otto-Grotewohl-Straße (bis 1986: Thälmannplatz) → Mohrenstraße
- Marchlewskistraße → Weberwiese
- Albert-Norden-Straße → Kaulsdorf-Nord
- Heinz-Hoffmann-Straße → Neue Grottkauer Straße
- Paul-Verner-Straße → Louis-Lewin-Straße

Gleichzeitig wurden drei weitere Bahnhöfe umbenannt:
- Frankfurter Tor → Rathaus Friedrichshain
- Stadion der Weltjugend → Schwartzkopffstraße
- Nordbahnhof → Zinnowitzer Straße (heute: Naturkundemuseum)

Beim U-Bahnhof Frankfurter Tor entwickelte sich dies jedoch zu einer politischen Posse. Innerhalb weniger Jahre wechselte die Bezeichnung mehrfach: Frankfurter Tor → Rathaus Friedrichshain → Petersburger Straße → Frankfurter Tor.
Im August 1991 wurden die Tarife „A“ und „B“ eingeführt. Der „A“-Tarif galt in West-Berlin, der „B“-Tarif im Ostteil der Stadt und im Umland. Fahrgäste, die nachweislich ihren Wohnsitz vor dem 18. Oktober 1989 (Rücktritt des DDR-Staats- und Parteichefs Erich Honecker) im Ostteil hatten, durften im Tarifgebiet A mit Fahrausweisen des B-Tarif fahren. Alle anderen Fahrgäste durften den „B“-Tarif nur dort selbst nutzen. Der Einheitstarif der BVB und der Zonentarif der S-Bahn, die beide 1944 als Kriegstarife eingeführt wurden, waren damit abgeschafft.
Nachdem die ersten Schritte nach der Einheit vollbracht waren, war es an der Zeit über Reaktivierung von geschlossenen Strecken nachzudenken. Dies waren zwei: Die Verbindung vom Wittenbergplatz über Gleisdreieck und Potsdamer Platz zur Mohrenstraße. Die anderen waren der Wiederaufbau der Oberbaumbrücke und die Wiedereröffnung des Bahnhofs Warschauer Straße. Außerdem mussten die Bahnsteige der U6 auf dem ehemaligen Transitabschnitt verlängert werden, da aus Spargründen diese nur mit einer Bahnsteiglänge von 80 Metern gebaut wurden. Nun gab es aber Kapazitätsprobleme und so musste dieses Hindernis beseitigt werden. Im ehemaligen West-Berlin war dies schon in den 1950er Jahren geschehen.

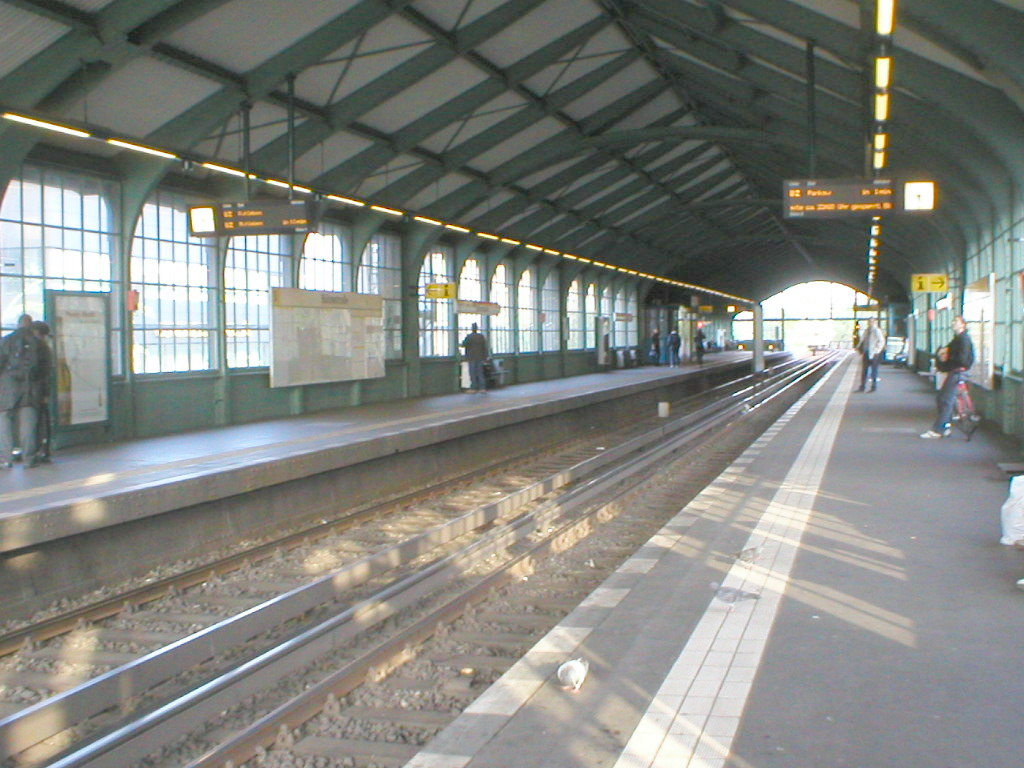
Der Bahnhof Bülowstraße, von 1972 bis 1993 geschlossen, bedurfte einer umfassenden Sanierung

Bei der Reaktivierung der U2 zwischen Mohrenstraße und Wittenbergplatz mussten einige Hindernisse überwunden und Probleme gelöst werden. Die Strecke zwischen Wittenbergplatz und Gleisdreieck wurde bis 1972 betrieben, danach wurde diese Linie verkürzt, weil sie als überflüssiger Parallelverkehr zur U1 angesehen wurde. Seitdem tat sich auf dem Streckenabschnitt so einiges. Im ungenutzten Bahnhof Bülowstraße quartierte sich ein „Türkischer Basar“, im Hochbahnhof Nollendorfplatz der Flohmarkt „Nolle“ ein. Zwischen beiden Bahnhöfen wurde auf der ehemaligen Hochbahntrasse eine Museumsstraßenbahn betrieben. All dies musste beseitigt werden, außerdem war eine Grundsanierung für beide Bahnhöfe überfällig, genauso wie für den seit 1961 stillgelegten Bahnhof „Potsdamer Platz“. Doch es bestand noch ein weiteres Problem: Vom Gleisdreieck aus war 1983/1984 eine Magnetschwebebahn (in Berlin „M-Bahn“ genannt) erbaut worden. Diese verlief aber teilweise über das Gelände der ehemaligen U-Bahn. Deshalb beschloss der Berliner Senat, die M-Bahn sowie ihre Bahnhofsgebäude abzureißen, um die alte U-Bahn-Trasse wiederaufzubauen. Dies geschah ab dem 1. August 1991.
Im Osten dagegen mussten noch die zahlreichen Sicherungs- und Grenzanlagen entfernt werden. Schließlich konnten nach zahlreichen Sanierungen, Um- und Rückbauten die beiden Strecken am 13. November 1993 wieder zusammengefügt werden. Gleichzeitig mit der Wiedereröffnung der U2 wurde eine Umsortierung im Berliner Kleinprofilnetz vorgenommen:
- U1, bisher Ruhleben – Schlesisches Tor, nun Krumme Lanke – Schlesisches Tor
- U2, bisher Krumme Lanke – Wittenbergplatz (West) und Mohrenstraße – Vinetastraße (Ost), nun Vinetastraße – Ruhleben.
- U3, bisher Uhlandstraße – Wittenbergplatz, nun als U15 Uhlandstraße – Kottbusser Tor
- neue Linie U12 Ruhleben – Schlesisches Tor

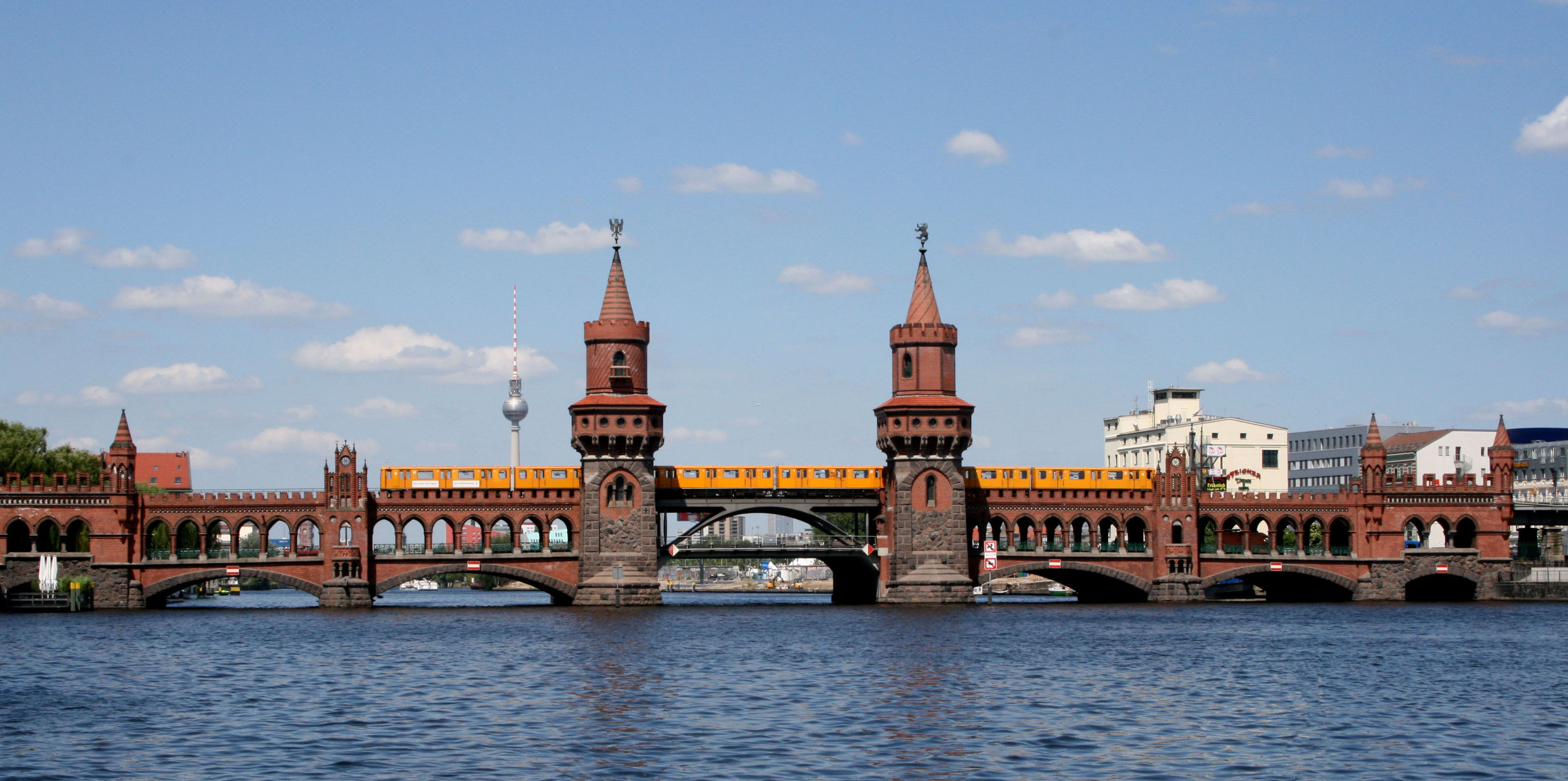
Seit 1995 fährt die U-Bahn wieder über die Oberbaumbrücke

Das zweite Reaktivierungsprojekt betraf die Strecke vom Bahnhof Schlesisches Tor über die Oberbaumbrücke zum ehemaligen Bahnhof Warschauer Brücke, heute Warschauer Straße. Die Strecke, 1902 eröffnet, wurde bis zum August 1961 betrieben. Danach war die Strecke der heutigen U1 bis zum Schlesischen Tor gekürzt worden, denn der Bahnhof Warschauer Brücke gehörte damals zu Ost-Berlin. Über Jahre hin verfiel die Station, auch wenn sie teilweise von Betrieben der DDR genutzt wurde. Auch eine Aufnahme in die Liste „Nationale Kulturerben der DDR“ half nichts. 1992 begannen die ersten Bauarbeiten für die Strecke. Es waren zahlreiche Sanierungsarbeiten zu verrichten, auch Neubauten waren nötig, da einige Gebäude des Bahnhofs zu DDR-Zeiten abgerissen wurden. Als erstes wurde die Oberbaumbrücke saniert, die sich in einem desolaten Zustand befand. Der spanische Architekt Santiago Calatrava gewann die Ausschreibung und entwarf die Pläne zur Sanierung der Oberbaumbrücke. Neben dieser war auch noch der Bahnhof selber mit seinen drei Bahnsteigen, das alte Stellwerk und die Wagenhalle an der Rudolfstraße instand zu setzen.
Schließlich konnten alle Bauarbeiten abgeschlossen werden, und so fuhr am 14. Oktober 1995 der erste Zug wieder zum heutigen Bahnhof Warschauer Straße, der diesen neuen Namen bekam, um die Umsteigemöglichkeit zwischen U-Bahn und S-Bahn zu verdeutlichen. Die Planungen, dass beide Schnellbahnhöfe näher aneinanderrücken, bestehen noch immer (Stand Ende 2018). Die erste Zielstellung, dies ab 2010 in Verbindung mit der Sanierung der S-Bahnhöfe Warschauer Straße und Ostkreuz vorzunehmen, wurde nicht umgesetzt. Mit der Wiedereröffnung der Strecke über die Oberbaumbrücke wurden auch die damaligen zwei Hochbahnlinien, die U1 und U15, bis zur Warschauer Straße verlängert. Heute führt nur noch die U1 dorthin.

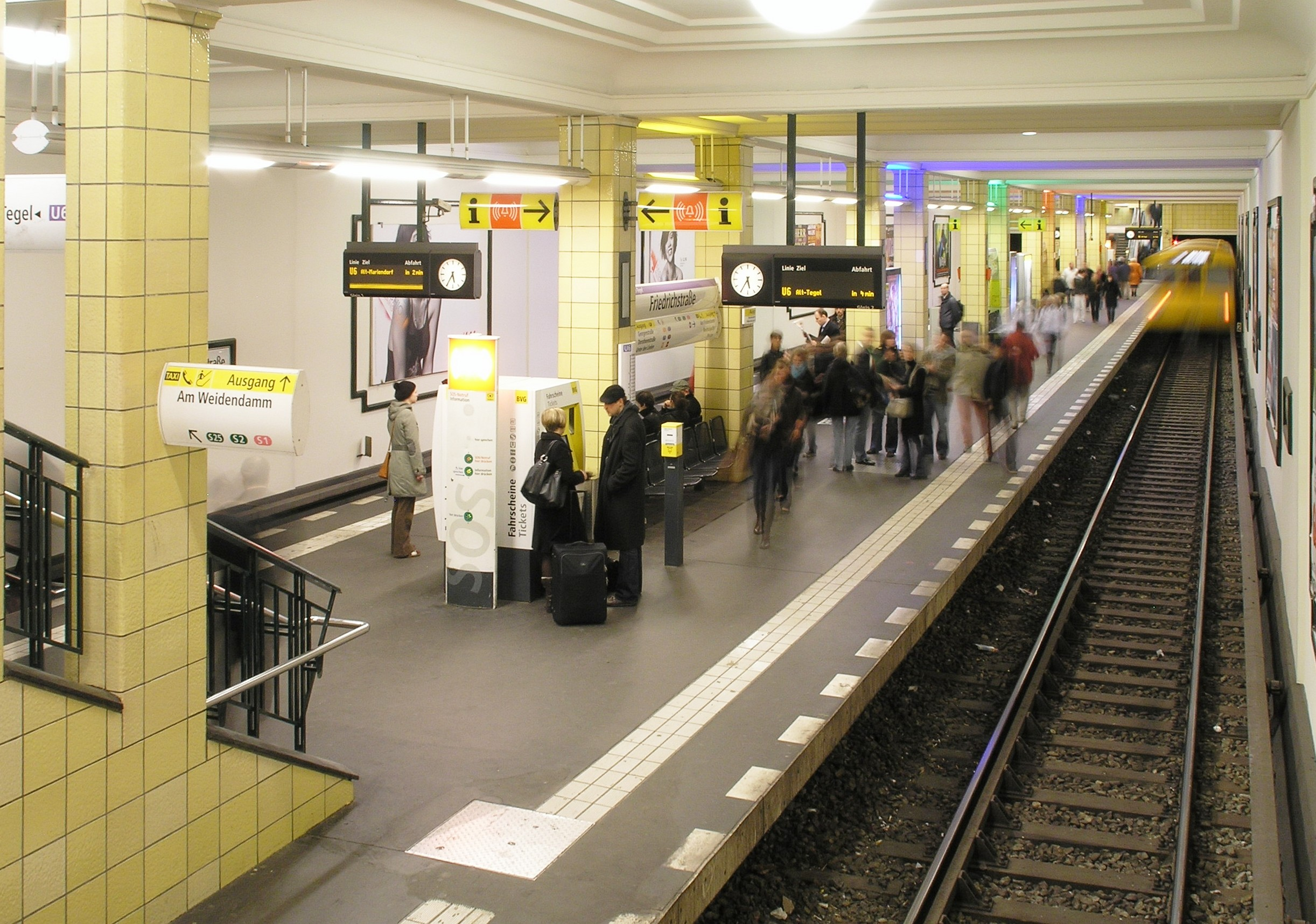
Auch der U-Bahnhof Friedrichstraße brauchte längere Bahnsteige

Als die heutige U6 in den Jahren 1912 bis 1923 gebaut wurde, herrschte einerseits der Erste Weltkrieg und andererseits die darauf folgende Hyperinflation. Deshalb musste die Stadt Berlin, als Bauherrin der neuen Nord-Süd-U-Bahn, sehr viel sparen. Während die vorher gebauten Kleinprofilbahnhöfe schmuckvoll ausgestattet waren, bekamen die Bahnhöfe der U6 nur weißen Putz als Verkleidung. Einziges Unterscheidungsmerkmal waren die Kennfarben der Stützen und Stationsschilder, glichen sich die Bahnhöfe doch sehr stark. Doch am meisten gespart wurde an der Bahnsteiglänge: Bei Neubauten sind heute Bahnsteige von 110 bis 120 Meter Länge üblich. Damals wurden nur 80 Meter lange Bahnsteige gebraucht und die Stadt Berlin rechnete damit, dass dies auch ausreichen würde. Schon in den 1970er Jahren gab es erste Kapazitätsprobleme, weil auf diesen Strecken nur 4-Wagen-Züge eingesetzt werden konnten. In den 1960er und 1970er Jahren wurden die ersten West-Berliner U-Bahnhöfe umgebaut, damit dort längere Züge hätten halten können. Da aber auf den drei Grenzbahnhöfen Friedrichstraße, Kochstraße und Reinickendorfer Straße ein Umbau nicht möglich war (an den anderen Bahnhöfen hielten ja keine Züge) beziehungsweise man sehr viel Geld an die DDR hätte überweisen müssen, blieb es bei dem Betrieb mit 4-Wagen-Zügen. Die BVG ließ die Züge deshalb bis zur Wiedervereinigung im 3-Minuten-Takt fahren.
Nach der deutschen Wiedervereinigung waren die kurzen Bahnsteige ein nicht akzeptabler Zustand in der nun nicht mehr geteilten Stadt. Deshalb beschloss der Berliner Senat, 250 Millionen Mark für die Verlängerung der Bahnsteige der Bahnhöfe Kochstraße, Stadtmitte, Französische Straße, Friedrichstraße, Oranienburger Tor, Zinnowitzer Straße, Schwartzkopffstraße und Reinickendorfer Straße zu investieren. Veranschlagt war eine Bauzeit von vier Jahren, das heißt von Juli 1992 bis September 1996. Die Zeitdauer der Bauarbeiten ergibt sich dadurch, dass die Arbeiten bei laufendem Betrieb zu verrichten waren.
Um den Eingriff in die Bausubstanz möglichst gering zu halten, entschieden sich die Planer dafür, die Bahnsteige nur an einer Seite zu verlängern. Dies konnte aufgrund folgenden Zustands gemacht werden: Die Bahnsteige enden mit jeweils zwei Treppen, um den Fahrgastfluss zu beschleunigen. Beide Treppen schlossen den Bahnsteig ab. Der Abstand von der ersten zur zweiten Treppe entsprach genau der des zu verlängernden Bahnsteigs. Nach dem Umbau befindet sich deshalb die erste Treppe noch auf dem Bahnsteig, während die zweite Treppe nun den neuen Bahnsteigsabschluss bildet.
Die ersten Arbeiten begannen am Bahnhof Oranienburger Tor, der auch schon im April 1994 fertig war. Zuletzt wurden die Stationen Zinnowitzer Straße und Schwartzkopffstraße ausgebaut, denn hier war die gerade laufende Olympiabewerbung Berlins zu berücksichtigen. Die Arbeiten begannen dort im April 1995 und endeten im September 1996. Seitdem können 6-Wagen-Züge auf der U6 verkehren.

### Endausbau der U8

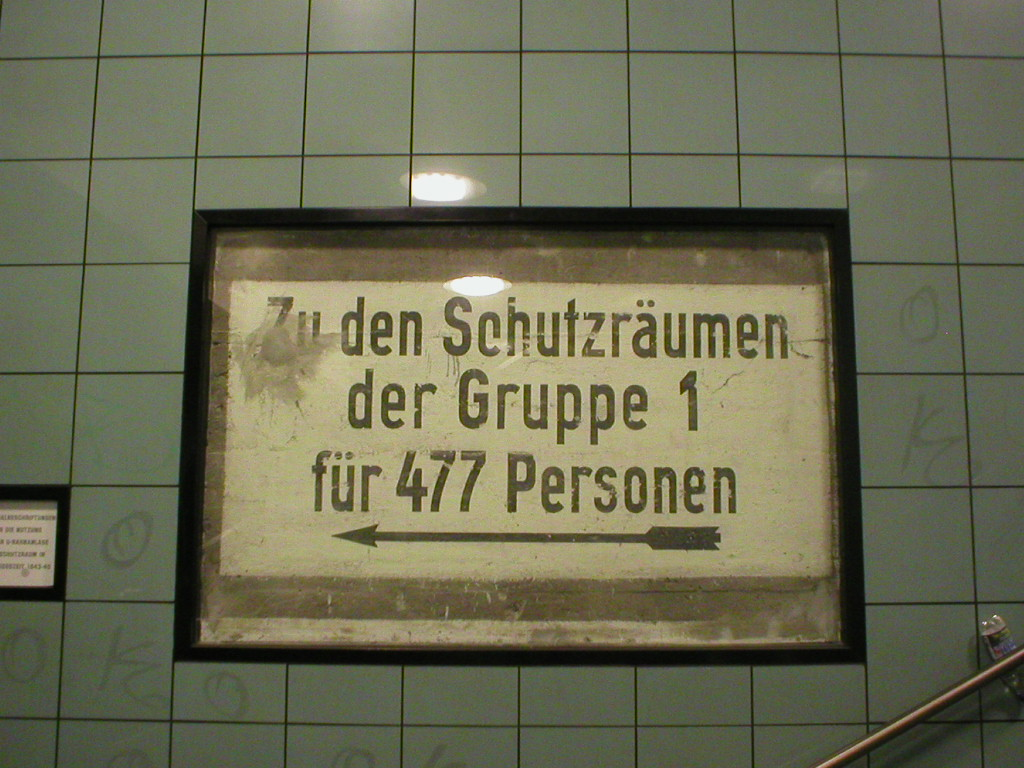
1940 wurde der U-Bahnhof Hermannstraße in einen Bunker umgebaut. Hinweise sind auch heute noch zu finden.

Schon seit Ende der 1960er Jahre war den Einwohnern des Märkischen Viertels eine U-Bahn-Verbindung versprochen worden. Nach Prüfung mehrerer Varianten entschieden sich die Planer für eine Verlängerung der U8. Bis 1987 wurden bereits zwei Etappen (Gesundbrunnen – Osloer Straße und Osloer Straße – Paracelsus-Bad) auf dem Weg in Richtung Märkisches Viertel erreicht. Die dritte Etappe stand noch aus. Nach der Übernahme der West-Berliner S-Bahn durch die BVG und der Wiedereröffnung der Strecke am 1. Oktober 1984 Richtung Frohnau gab es immer mehr Kritik an der Verlängerung der U8, sollte diese doch nahezu parallel zur S-Bahn verlaufen. Der West-Berliner Senat ließ sich davon jedoch nicht beeindrucken und setzte weiter auf den U-Bahn-Bau. Selbst eine Mahnung aus der damaligen Bundeshauptstadt Bonn, die Zuschüsse einzustellen und das zu verbauende Geld in die sanierungsbedürftige S-Bahn zu investieren, stieß bei den BVG-Verantwortlichen auf taube Ohren. Die BVG argumentierte damit, dass ein Stopp des Berliner U-Bahn-Baus der Stadt schweren wirtschaftlichen Schaden bringen würde.
Der erste Rammschlag fand am 27. Februar 1985 statt, damals war der Streckenabschnitt davor noch in Bau. Als Endbahnhof der dritten Etappe der U8 war der Bahnhof Wilhelmsruher Damm in der Nähe des S-Bahnhofs Wittenau vorgesehen. Man grenzte sich damit offensichtlich von der S-Bahn ab. Erst kurz vor der Einweihung der Neubaustrecke korrigierte der Senat den Bahnhofstitel. Seitdem heißt die Station „Wittenau (Wilhelmsruher Damm)“, gebräuchlich ist allerdings nur „Wittenau“.
Die Strecke verläuft hinter dem Bahnhof Paracelsus-Bad weiter unter der Lindauer Allee. Darauf schließt sich auch gleichnamiger Bahnhof an, der als einzige Station der U8 einen Seitenbahnsteig hat. Nach einer langen Kurve unterfährt die U8 nun die S-Bahn. Hier wurde die Station so gelegt, dass ein sehr langer Umsteigeweg entstand. Auch hier gab es einen Namensstreit: Der neu anzulegende U-Bahnhof an dortiger Stelle sollte von vorneherein „Karl-Bonhoeffer-Nervenklinik“ heißen. Der S-Bahnhof in der Nähe hieß „Wittenau (Kremmener Bahn)“, der nicht zu verwechseln ist mit „Wittenau (Nordbahn)“. Aufgrund dieser Verwechslungsgefahr wurde er auch in „Karl-Bonhoeffer-Nervenklinik“ umbenannt. Bei der S-Bahn wird bis heute zwar „Karl-Bonhoeffer-Nervenklinik“ angesagt, aber nur „Karl-Bonhoeffer-Klinik“ (ohne „Nerven“) angezeigt.
Im Anschluss unterfährt die U-Bahn die Klinik. Um den Betrieb nicht zu stören, musste hier der Schildvortrieb eingesetzt werden, sogar eine Gummimattierung musste hier eingesetzt werden. Die rief wieder die Kritiker auf den Plan, die eine offene Bauweise mit Gebäudeabfangung favorisierten. Bei dem Bau dieses Streckenabschnittes kamen aber noch andere Probleme: Der märkische Sand machte die Arbeiten besonders schwierig und auch zahlreiche überdimensionale Findlinge verzögerten die Bauarbeiten.
Hinter der Karl-Bonhoeffer-Nervenklinik schwenkt die U8 auf den Eichborndamm, wo auch die Station Rathaus Reinickendorf errichtet wurde. Nach 1101 Metern erreicht die U-Bahn-Linie U8 ihren eigentlich vorläufigen, aber wahrscheinlich wohl endgültigen Endbahnhof Wittenau. Bis heute ist es zwar vorgesehen, diese Linie ins Märkische Viertel zu verlängern. Doch wie auch bei anderen U-Bahn-Projekten verhindert die extreme Haushaltsnotlage des Landes Berlin einen Weiterbau.
Die gesamte Neubaustrecke, die 3,6 Kilometer lang ist und vier neue Bahnhöfe hat, wurde am 24. September 1994 eröffnet. Der Streckenbau kostete 600 Millionen Mark. Genau wie bei anderen neu gebauten U-Bahnstrecken dieser Zeit übernahm Rainer Gerhard Rümmler die Gestaltung der Bahnhöfe. Kritiker meinen, dieser Abschnitt würde seinen Höhepunkt darstellen, neigte Rümmler doch etwas zur Übertreibung. Dies stellt sich insbesondere im U-Bahnhof Lindauer Allee dar. Hier verwendete er vor allem das Symbol des Lindauer Wappens, des Lindenbaums. Am U-Bahnhof sollen die Farben grün und gelb eine gewisse Ruhe ausstrahlen, die er mit dem geplanten Bahnhofsnamen „Wilhelmsruher Damm“ assoziierte.

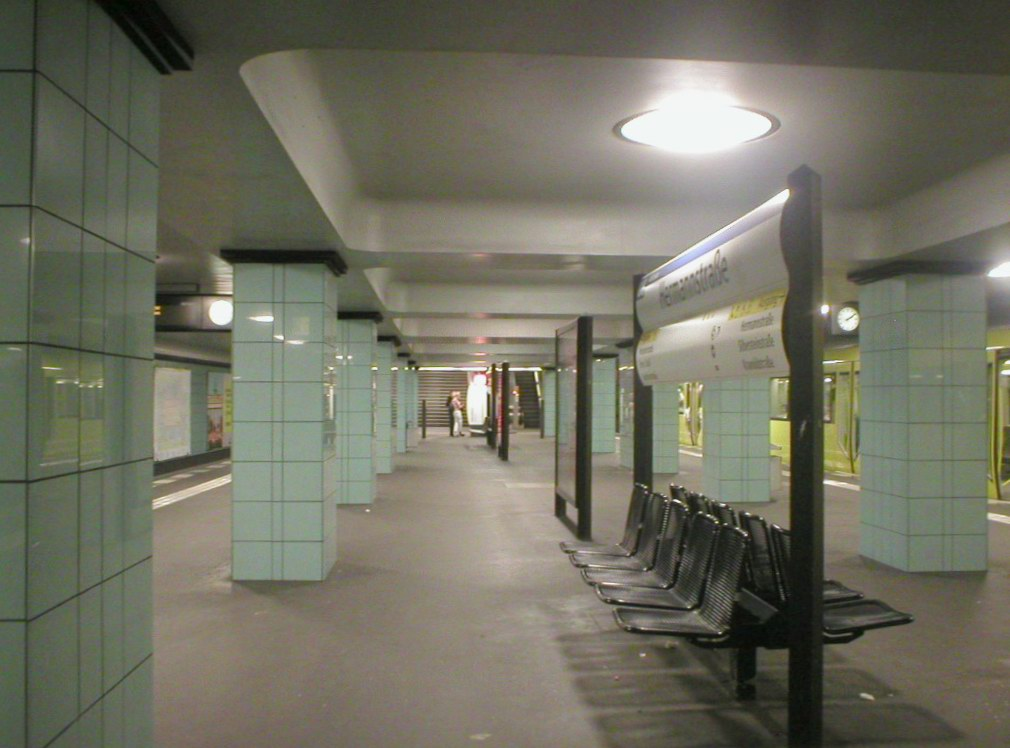
Pläne für den Bau des U-Bahnhofs Hermannstraße gab es seit 1910

Baupläne für eine U-Bahn zum S-Bahnhof Hermannstraße gibt es bereits seit 1910. Auch als die sogenannte „GN-Bahn“ zwischen 1927 und 1930 schrittweise eröffnet wurde, gab man die Pläne für eine Verlängerung nicht auf. Im Jahr 1929 begannen die ersten Arbeiten in Richtung Süden, doch die damalige Wirtschaftskrise verhinderte deren weitere Ausführung. Letztendlich stellt die Stadt Berlin als Bauherrin 1931 die Arbeiten ein. Bis dahin war der Tunnel vom Bahnhof Leinestraße und etwa ein Drittel des zukünftigen Bahnsteigs Hermannstraße fertiggestellt.
Der noch in Rohbau befindliche Bahnhof wurde 1940 in einem Schutzbunker ausgebaut, da dieser aufgrund der Unterquerung der S-Bahn sehr tief lag. Auch heute erinnern noch Relikte an die Zeit. Nach 1961 wurden die Verlängerungspläne nicht mehr weiterverfolgt, da eine Umsteigeverknüpfung mit der von der DDR betriebenen S-Bahn nicht erwünscht war. Den bereits errichteten Tunnel benutzte die BVG als Abstellanlage für nicht mehr gebrauchte Züge.
Nach der deutschen Wiedervereinigung schien auf einmal vieles möglich. Der S-Bahn-Ring, der 1980 nach einem S-Bahner-Streik von der Deutschen Reichsbahn stillgelegt worden war, sollte wiedereröffnet werden. Die Eröffnung war für den 17. Dezember 1993 vorgesehen – dies bedeutete, der Senat und die BVG mussten sich sehr beeilen, da die Bauarbeiten des U-Bahnhofs vor der Wiedereröffnung des S-Bahn-Rings beginnen mussten.
Bei den Arbeiten für den Bahnhof entdeckte die BVG auch die in den 1960er Jahren dort abgestellten Züge. Viele U-Bahn-Liebhaber freuten sich, da dort ein schon musealer Zug wiedergefunden wurde, ein BI-Zug.
In den Bauarbeiten war die Sanierung des Altbautunnels und des schon vorhandenen Bahnsteigs inbegriffen sowie der Neubau des restlichen Bahnsteigs und eine 320 Meter lange Kehranlage. Außerdem waren Übergänge zum darüber liegenden S-Bahnsteig sowie mögliche Treppen zu einem geplanten Regionalbahnhof zu berücksichtigen.
Schließlich wurde am 13. Juli 1996 der 168. Berliner U-Bahnhof eröffnet. Auch hier war wieder Rainer Gerhard Rümmler, zum letzten Mal, für die Gestaltung des Bahnhofes zuständig. Er orientierte sich sehr stark an den auf der Strecke davorliegenden Bahnhöfen und entwarf einen sehr sachlichen mit türkisfarbenen Fliesen versehenen Bahnhof. An manchen Stellen wurden Fliesen entfernt, um die historischen Bunkerhinweise in die Station zu integrieren.
Mit diesem Bahnhof hat die U8 bisher ihren Endzustand erreicht. Auch wenn eine Verlängerung ins Märkische Viertel vorgesehen ist, so ist es doch unwahrscheinlich, dass diese in den nächsten Jahrzehnten realisiert wird. Eine Verlängerung in Richtung Britz, wie früher vorgesehen, wurde aufgrund des Parallelverkehrs mit der U7 aufgegeben.

### Zwei neue Stationen für die U2

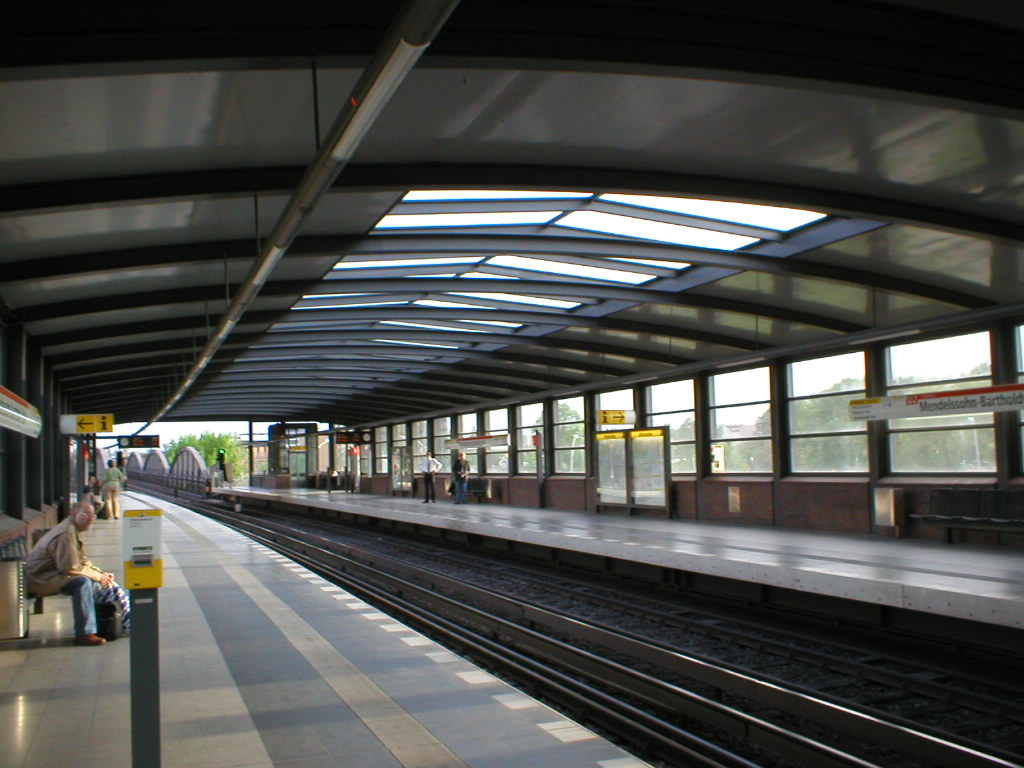
In BVG-Eigenregie erbauter U-Bahnhof Mendelssohn-Bartholdy-Park

Bereits bei der Wiedereröffnung der Linie U2 im Jahr 1993 waren Vorleistungen für einen neuen Bahnhof auf der Linie errichtet worden. Seinerzeit musste die Rampe zwischen den Bahnhöfen Gleisdreieck und Potsdamer Platz ganz neu gebaut werden, da es die Regelung gibt, dass ein 120 Meter langer Bahnhof vollkommen waagerecht sein muss. So musste die Rampe neu konzipiert und auch etwas steiler gebaut werden. Ein Bedarf für diesen Bahnhof besteht erst seit den letzten Jahren, seitdem das neue Areal um den Potsdamer Platz entstand. Angeblich soll auch der damalige DaimlerChrysler-Konzern zehn Millionen Mark für diesen Neubau bezahlt haben. Geplant als „Hafenplatz“ (Arbeitstitel) wurde der in BVG-Eigenregie erbaute Bahnhof Mendelssohn-Bartholdy-Park mit zwei Seitenbahnsteigen am 1. Oktober 1998 eröffnet. Die Bauarbeiten waren ohne Behinderung des Betriebes der Linie U2 erfolgt. Die vom Architektenbüro Hilmer, Sattler und Partner entworfene Station ist 619 Meter vom U-Bahnhof Potsdamer Platz und 469 Meter vom U-Bahnhof Gleisdreieck entfernt.
Seit Jahrzehnten gab es Planungen für eine Verlängerung der U2 zum S-Bahnhof Pankow an der Stettiner Bahn. 1930 war die Strecke bereits zum U-Bahnhof Vinetastraße verlängert worden. Eine weitere Verlängerung in Richtung Norden kam aufgrund der Weltwirtschaftskrise nicht mehr zustande. Auch in den Erweiterungsplänen der NS-Zeit war es stets vorgesehen, die U-Bahn mindestens bis zum Bahnhof Pankow, wenn nicht sogar bis zur Pankower Dorfkirche, zu führen. Gleiche Pläne gab es auch zu DDR-Zeiten und Ende der 1980er Jahre gab es sogar konkrete Bauankündigungen. Das lag vor allem daran, dass den Berliner Verkehrsbetrieben der DDR (abgekürzt: BVB) eine Kleinprofilwerkstatt fehlte. Alle Züge wurden sowohl in der Großprofil-Betriebswerkstatt Friedrichsfelde als auch im Reichsbahnausbesserungswerk Schöneweide gewartet, das die Funktion einer Hauptwerkstatt übernahm. Diese Zustände waren schon lange nicht mehr akzeptabel, und so suchte man Platz für eine neue Werkstatt, da auch die bestehende (sehr kleine) Werkstatt am U-Bahnhof Rosa-Luxemburg-Platz nicht den Ansprüchen genügte.
Diese sollte östlich an der Granitzstraße am Rangier- und Güterbahnhof der Stettiner Bahn errichtet werden. Im Zusammenhang damit sollte auch die U-Bahn um eine Station verlängert werden. Bis 1988 wurde der Tunnel verlängert, nach dem Mauerfall wurde bis 1994 der Tunnel zu einer Kehranlage ausgebaut.

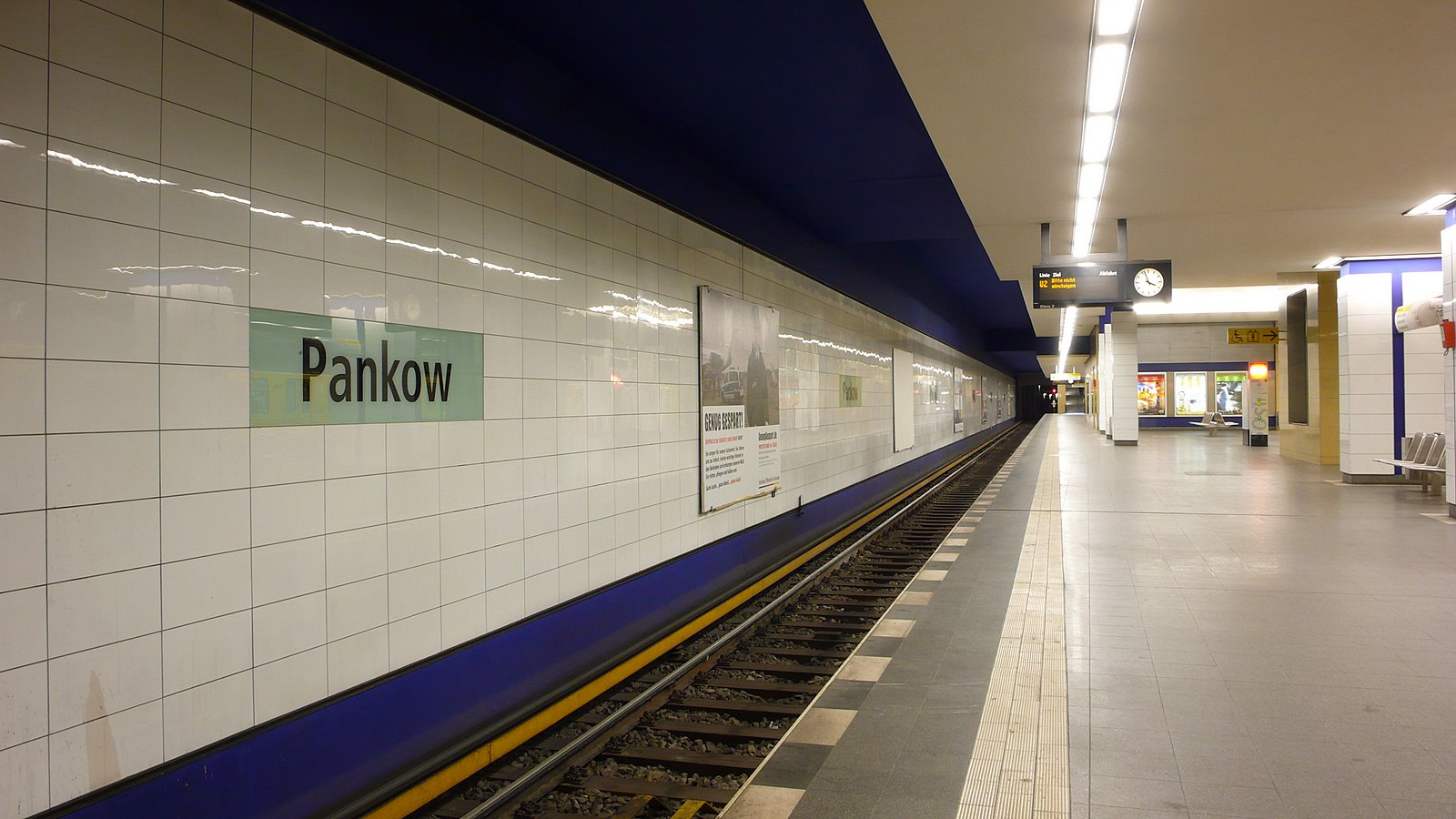
Der im Jahr 2000 neu errichtete U-Bahnhof Pankow (U2)

Erst Mitte der 1990er Jahre wurde dieses Thema wieder aktuell. An zahlreichen Stellen im U-Bahn-Netz waren Lückenschlüsse zwischen S- und U-Bahn vorgesehen, dazu gehörte auch die U2 nach Pankow. Im Sommer 1997 begannen schließlich die ersten Bauarbeiten für diese Netzerweiterung. Diskutiert wurde auch der Mitbau einer neuen Kleinprofil-Werkstatt, wie sie zu DDR-Zeiten vorgesehen war. Man verzichtete zwar auf deren Bau, da die derzeitige Werkstatt Grunewald alle Arbeiten ohne Kapazitätsprobleme verrichten konnte, dennoch bereitete man baulich auch die Anbindung der geplanten Werkstatt vor. Äußerst schwere Bodenverhältnisse, der extrem hohe Grundwasserstand und Funde einer mittelalterlichen Siedlung verzögerten die Arbeiten dennoch erheblich. Schließlich konnte erst am 16. September 2000 der Lückenschluss zwischen S- und U-Bahn eröffnet werden. Zeitweilig war der Name „Bahnhof Pankow“ vorgesehen, die BVG entschied sich jedoch für „Pankow“.
Der in den Farben Blau, Weiß und Gelb gehaltene 110 Meter lange U-Bahnhof erhielt die im Berliner U-Bahn-Netz seltenen Oberlichter, so kann auch Tageslicht in die Station dringen. Bei den Bauarbeiten wurde gleichzeitig ein großzügiges Empfangsgebäude mit errichtet, das durch Rolltreppen und einem Aufzug ein gutes Umsteigen zur S-Bahn-Linie S2 nach Bernau ermöglicht. Es bestehen auch weiterhin Planungen, wonach die U2 bis zur Pankower Kirche bzw. der Breiten Straße verlängert werden würde. Diese Planung ist auch im „Finanzszenario 2030“ des Berliner Senats vorgesehen. So ist eine mittelfristige Realisierung sehr wahrscheinlich.
Beide Stationen waren die ersten Neubauten im Berliner Kleinprofilnetz seit Jahrzehnten. Auch damit wird verdeutlicht, dass die BVG das Großprofil favorisiert.

### Der Hauptbahnhof bekommt einen U-Bahnhof

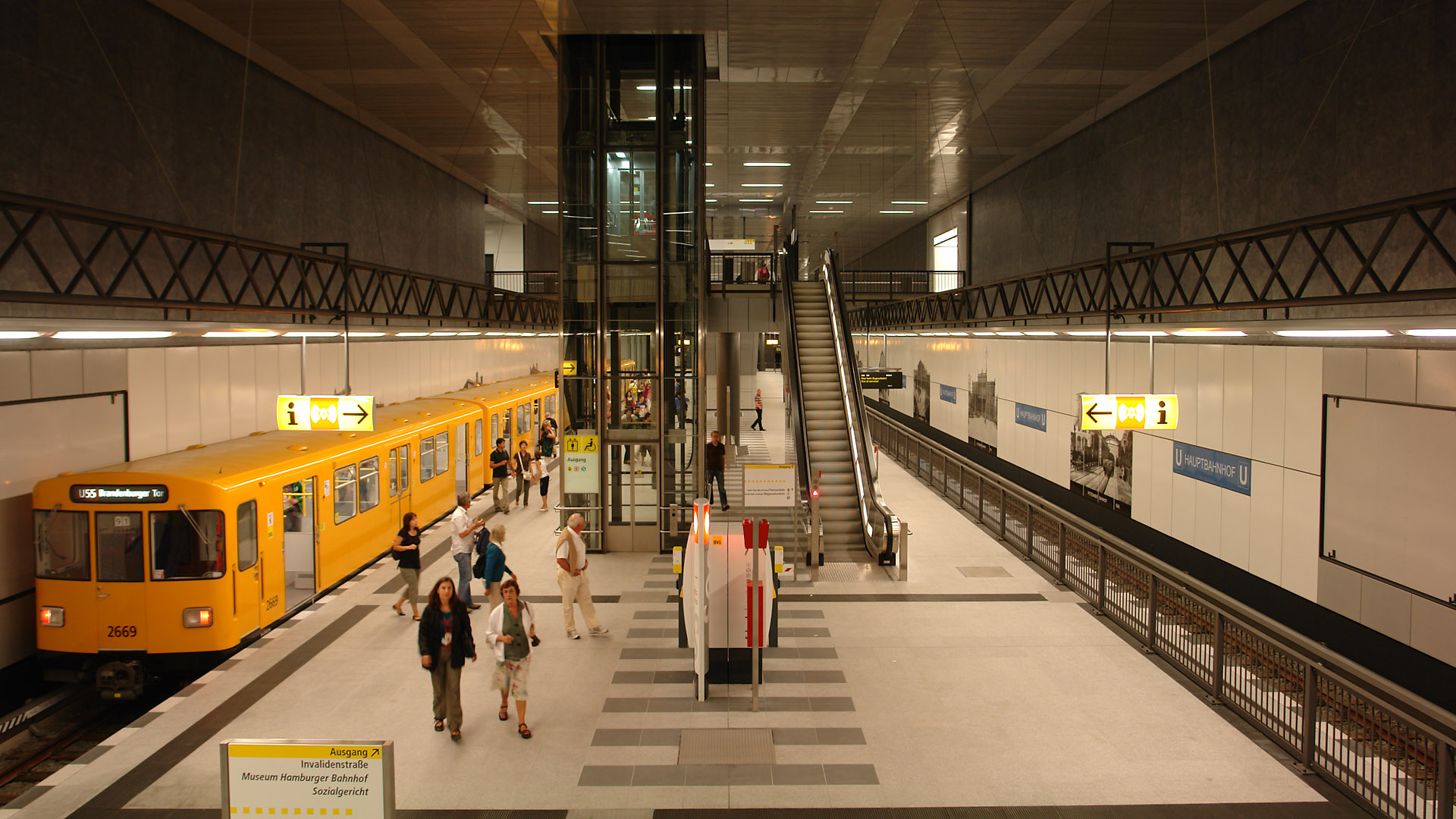
Der U-Bahnhof Hauptbahnhof nach der Inbetriebnahme im August 2009

Die Verlängerung der Linie U5 (damals: Linie E) nach Westen war bereits im seinerzeitigen 200-Kilometer-Plan enthalten, wurde jedoch lange Zeit nicht realisiert. Der Bau startete 1995. Nach mehreren Komplikationen wurde der Abschnitt zwischen dem Hauptbahnhof und dem Brandenburger Tor als Linie U55 (sogenannte „Kanzler-U-Bahn“) am 8. August 2009 eröffnet. Im gleichen Jahr begannen die Bauarbeiten für den Lückenschluss zwischen Alexanderplatz und Brandenburger Tor. Im Zusammenhang mit der COVID-19-Pandemie wurde am 18. März 2020 der Betrieb der U55 vorübergehend eingestellt. Anfang Mai 2020 wurde entschieden, die Linie vor der Anbindung an die Linie U5, die am 4. Dezember 2020 eröffnet wurde, nicht wieder in Betrieb zu nehmen.

## Eröffnungsdaten

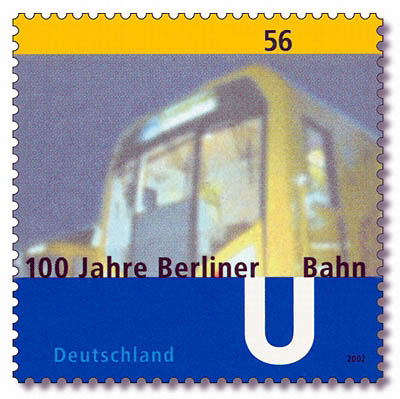
Sondermarke der Deutschen Post aus dem Jahr 2002: Einhundert Jahre Berliner U-Bahn

Die folgende Liste enthält das Eröffnungsdatum und den Streckenabschnitt.
| - 18. Februar 1902: Stralauer Tor – Potsdamer Platz - 11. März 1902: Potsdamer Platz – Zoologischer Garten - 25. März 1902: Stralauer Tor – Zoologischer Garten - 17. August 1902: Stralauer Tor – Warschauer Brücke - 14. Dezember 1902: Zoologischer Garten – Knie - 14. Mai 1906: Knie – Wilhelmplatz - 29. März 1908: Bismarckstraße – Reichskanzlerplatz - 01. Oktober 1908: Potsdamer Platz – Spittelmarkt - 01. Dezember 1910: Nollendorfplatz – Hauptstraße - 08. Juni 1913: Reichskanzlerplatz – Stadion - 01. Juli 1913: Spittelmarkt – Alexanderplatz - 27. Juli 1913: Alexanderplatz – Nordring - 12. Oktober 1913: Wittenbergplatz – Uhlandstraße - 12. Oktober 1913: Wittenbergplatz – Thielplatz - 30. Januar 1923: Stettiner Bahnhof – Hallesches Tor - 08. März 1923: Stettiner Bahnhof – Seestraße - 19. April 1924: Hallesches Tor – Gneisenaustraße - 14. Dezember 1924: Gneisenaustraße – Hasenheide - 14. Februar 1926: Belle-Alliance-Straße – Kreuzberg - 11. April 1926: Hasenheide – Bergstraße - 24. Oktober 1926: Gleisdreieck – Kurfürstenstraße – Wittenbergplatz - 17. Juli 1927: Boddinstraße – Schönleinstraße - 10. September 1927: Kreuzberg – Flughafen - 12. Februar 1928: Schönleinstraße – Kottbusser Tor - 06. April 1928: Kottbusser Tor – Neanderstraße - 04. August 1929: Boddinstraße – Leinestraße - 22. Dezember 1929: Flughafen – Tempelhof (Südring) - 22. Dezember 1929: Stadion – Ruhleben - 22. Dezember 1929: Thielplatz – Krumme Lanke - 18. April 1930: Neanderstraße – Gesundbrunnen | - 29. Juni 1930: Nordring – Pankow (Vinetastraße) - 21. Dezember 1930: Alexanderplatz – Friedrichsfelde - 21. Dezember 1930: Bergstraße – Grenzallee - 03. Mai 1956: Seestraße – Kurt-Schumacher-Platz - 31. Mai 1958: Kurt-Schumacher-Platz – Tegel - 28. August 1961: Leopoldplatz – Spichernstraße - 28. September 1963: Grenzallee – Britz-Süd - 28. Februar 1966: Tempelhof – Alt-Mariendorf - 28. Februar 1966: Mehringdamm – Möckernbrücke - 02. Januar 1970: Britz-Süd – Zwickauer Damm - 29. Januar 1971: Spichernstraße – Walther-Schreiber-Platz - 29. Januar 1971: Möckernbrücke – Fehrbelliner Platz - 01. Juli 1972: Zwickauer Damm – Rudow - 25. Juni 1973: Friedrichsfelde – Tierpark - 30. September 1974: Walther-Schreiber-Platz – Rathaus Steglitz - 30. April 1976: Leopoldplatz – Osloer Straße - 07. Oktober 1977: Gesundbrunnen – Osloer Straße - 28. April 1978: Fehrbelliner Platz – Richard-Wagner-Platz - 01. Oktober 1980: Richard-Wagner-Platz – Rohrdamm - 01. Oktober 1984: Rohrdamm – Rathaus Spandau - 27. April 1987: Osloer Straße – Paracelsus-Bad - 01. Juli 1988: Tierpark – Elsterwerdaer Platz - 01. Juli 1989: Elsterwerdaer Platz – Hönow - 24. September 1994: Paracelsus-Bad – Wittenau - 13. Juli 1996: Leinestraße – Hermannstraße - 16. September 2000: Vinetastraße – Pankow - 08. August 2009: Hauptbahnhof – Brandenburger Tor - 04. Dezember 2020: Brandenburger Tor – Alexanderplatz |

## Entwicklung der Fahrgastzahlen
| Jahr | Fahrgäste pro Jahr |
| ---- | ------------------ |
| 2009 | 509 Mio.           |
| 2010 | 496 Mio.           |
| 2011 | 505 Mio.           |
| 2012 | 507 Mio.           |
| 2013 | 493 Mio.           |
| 2014 | 517 Mio.           |
| 2016 | 553 Mio.           |
| 2018 | 583 Mio.           |
| 2019 | 596 Mio.           |
| 2020 | 372 Mio.           |
| 2021 | 359 Mio.           |
| 2022 | 492 Mio.           |
| 2023 | 530 Mio.           |